# Доба великих географічних відкриттів

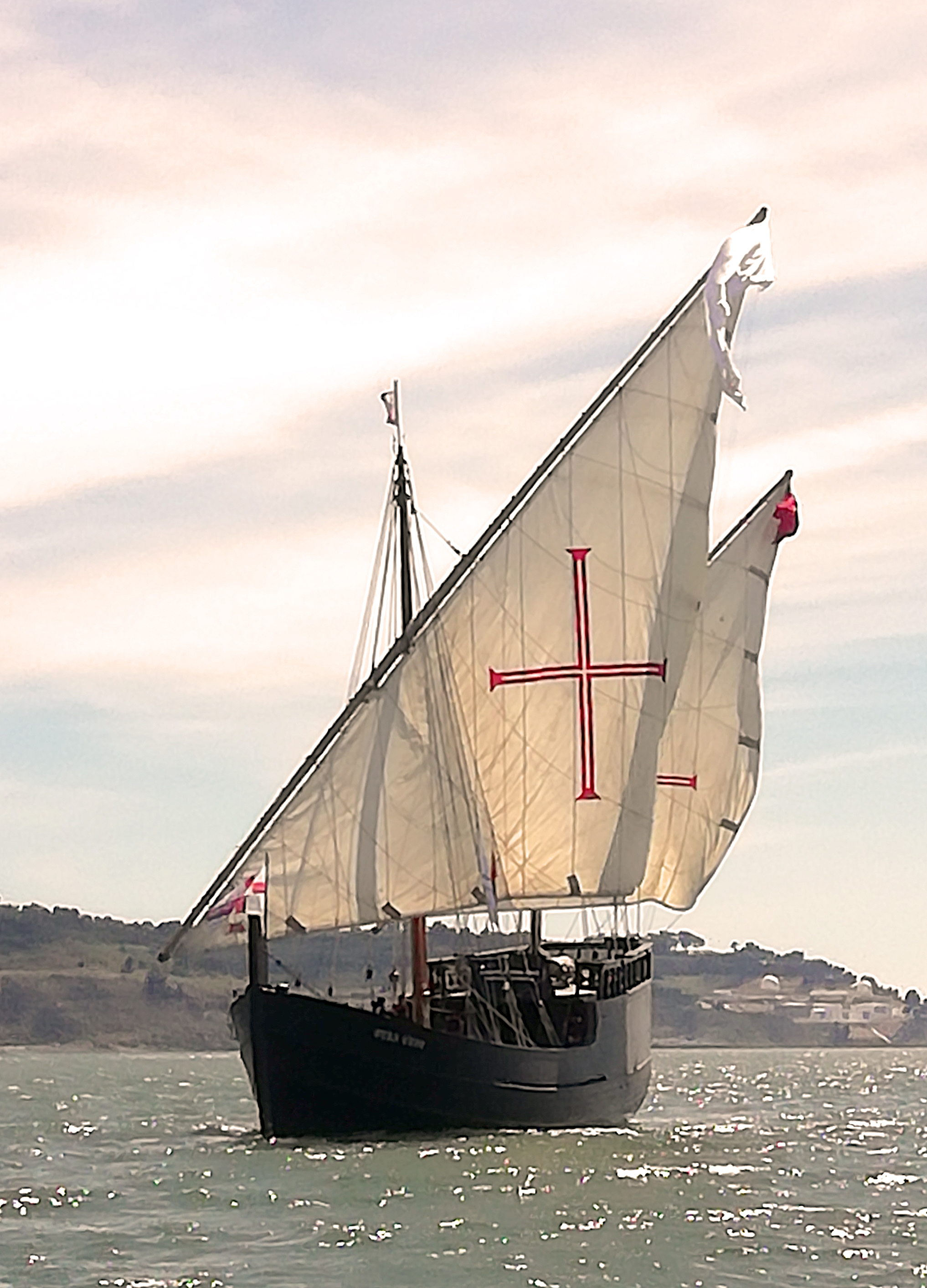
Репліка каравели «Caravela Vera Cruz», на річці Тахо в Лісабоні. Ці невеликі за розміром судна відіграли значну роль в морських дослідженнях Португалії та Іспанії.

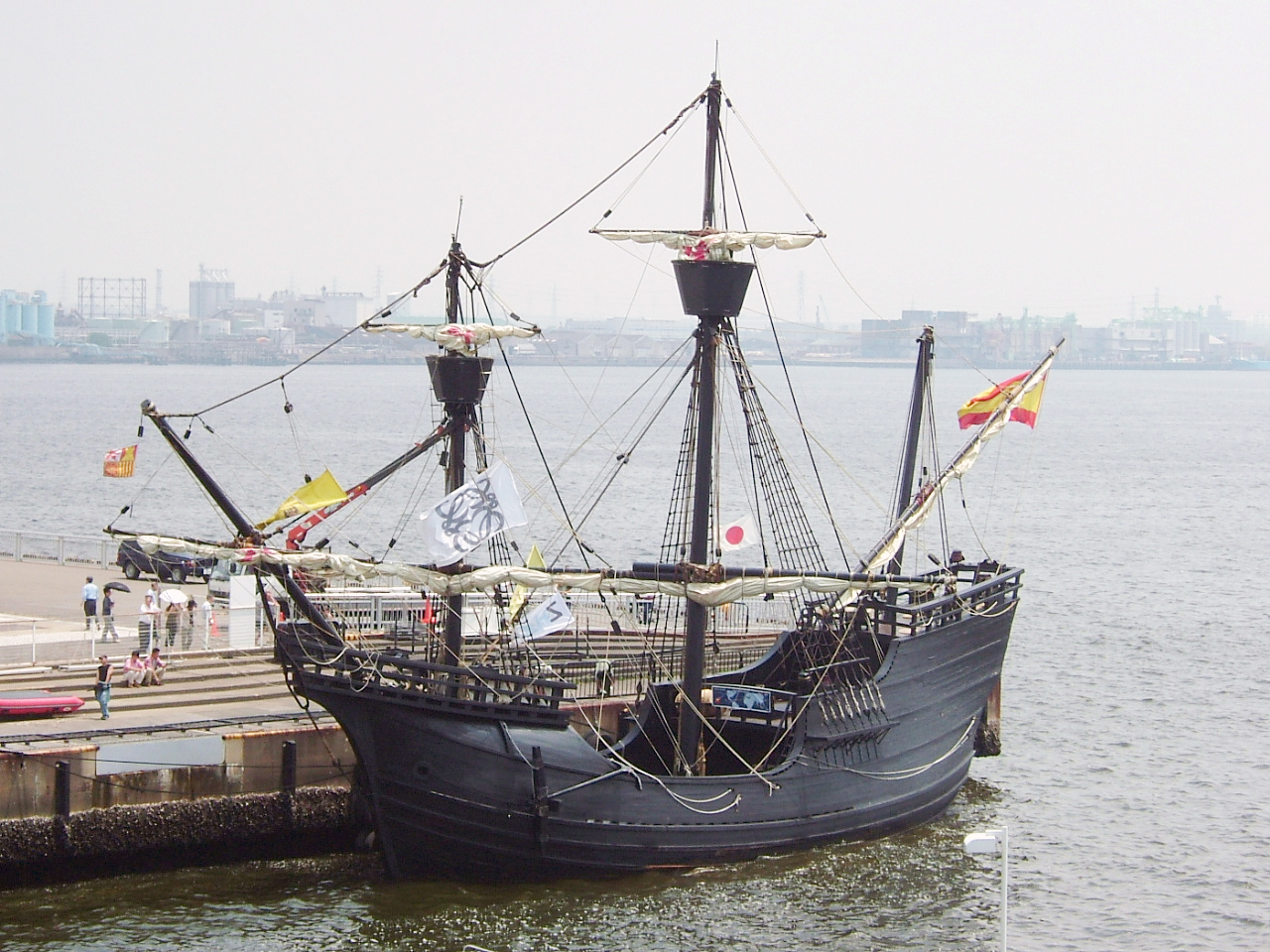
Побудована в 1992 році репліка караки (нао) «Victoria», яка здійснила перше в історії навколосвітнє плавання під час відвідування м.Нагоя, Японія під час Expo 2005

Доба великих географічних відкриттів, також знана як ранній новий період — історичний період в європейській історії з XV по XVII століття, під час якого європейські мореплавці досліджували раніше невідомі європейцям регіони по всій Земній кулі — в Африці, Америці, Азії та Океанії. Цей період частково збігається з Добою вітрильників.
Систематичні заморські дослідження на початковому етапі Доби великих географічних відкриттів здійснювались мешканцями Піренейського півострова — португальцями та іспанцями, до яких згодом приєдналися англійці, голландці та французи. Європейські дослідження за межами Середземного моря почалися з морських експедицій Португальського королівства на Канарські острови в 1336 році, а протягом XV століття португальці відкрили атлантичні архіпелаги Мадейра та Азори, дослідили узбережжя Західної Африки та нарешті в 1498 році відкрили морський шлях до Індії. Експедиція Васко да Гами започаткувала португальську морську та торгову присутність у в Індійському океані від узбережжя Суахілі в Східній Африці до Островів прянощів, Китаю та Японії. Головною подією Доби великих географічних відкриттів стали організовані Іспанією між 1492 і 1504 роками трансатлантичні плавання Христофора Колумба, під час яких була відкрита невідома до цього частина світу — Новий світ або Америка і розпочата її колонізація. Трьома десятиліттями пізніше, в 1519—1522 роках іспанська експедиція Магеллана-Елькано здійснила першу навколосвітню подорож, що стало проривним досягненням у морській справі та мало значний вплив на європейські уявлення про будову світу. Ці плавання та відкриття спонукали інші численні європейські морські експедиції через Атлантичний, Індійський і Тихий океани, а також сухопутні експедиції європейців в Америці, Азії та Африці.
Масштабні географічні відкриття цього періоду, особливо відкриття та колонізація Нового світу істотно вплинули на розвиток європейської культури та економіки, а також призвели до запровадження колоніалізму як урядової політики провідними європейськими державами. Європейські географічні дослідження призвели до зростання міжнародної торгівлі та виникнення європейських колоніальних імперій, встановлення регулярних контактів між Старим Світом (Європа, Азія та Африка) та Новим Світом (Америка), а також Австралією, започаткувавши Колумбів обмін — масштабне переміщення рослин, тварин, їжі, людського населення (включаючи рабів), інфекційних хвороб і культурних здобутків між Східною та Західною півкулями. Європейські дослідження під час Доби великих географічних відкриттів дозволили скласти карти світу, що призвело до формування нового світогляду та встановленню контактів між далекими цивілізаціями. Одночасно з кругообігом товарів та знань, дослідники поширювали між континентами нові хвороби, які призвели до масового вимирання тубільного населення, яке раніше не контактувало зі Старим Світом, особливо це стосується корінних американців. Разом із зростанням економічного впливу та поширенням європейської культури та технологій, ця доба була також свідком масштабного поневолення, експлуатації та військового підкорення європейцями тубільного населення відкритих ними земель.

## Короткий огляд
Португальці почали систематично досліджувати атлантичне узбережжя Західної Африки в 1418 році з ініціативи інфанта Енріке Мореплавця. Через 70 років наполегливого просування на південь вздовж західноафриканського узбережжя, у 1488 році Бартоломеу Діаш нарешті обійшов найпівденніший мис Африки і досягнув Індійського океану.
У 1492 році католицькі королі Кастилії та Арагону підтримали план генуезького мореплавця Христофора Колумба відпливти на захід, щоб перетнути Атлантику і досягти Індії з протилежної сторони Земної кулі. Під час своєї подорожі «до Індії», Колумб натрапив на континент, про який більшість тогочасних європейців не мала жодного уявлення (хоча він почав досліджуватися і був тимчасово колонізований скандинавами приблизно за 500 років до плавання Колумба). Пізніше його назвали Америкою на честь Амеріго Веспуччі, італійського мореплавця, який працював як на Португалію, так і на Іспанію. Португалія відразу висунула претензії на ці землі згідно з умовами Алкасовського договору, але Кастилія змогла переконати папу Олександра VI, який сам був кастильцем, видати декілька папських булл, якими увесь відомий та невідомий світ було розділено на дві частини між Іспанією та Португалією і в яких ці королівства мали виключні права претендувати на нововідкриті землі. В 1494 році питання було остаточно врегульовано іспано-португальським Тордесільяським договором, ратифікованим папою Юлієм II.
У 1498 році португальська експедиція на чолі з Васко да Гама досягла Індії, обійшовши навколо африканського континенту, і започаткувала пряму європейську торгівлю з Індією та країнами Південно-Східної Азії. Хоча Португалія одночасно відправила декілька флотилій на чолі з Жуаном Лаврадором, Гашпаром Корте-Реалом та Жуаном Фагундішем до північної частини Атлантичного океану, де вони відкрили південну Гренландію, Лабрадор та Ньюфаундленд, головні зусилля португальців були сконцентровані на нещодавно знайденому шляху до Індії навколо Африки і у наступні роки щорічні португальські Індійські армади опановували цей східний океанський шлях в Індійський океан, досліджуючи острови в південних частинах Атлантичного та Індійського океанів і іноді досягаючи узбережжя Південної Америки (першою це зробила у 1500 році Друга Індійська армада на чолі з Педру Алварішем Кабралом), таким чином встановивши прямі контакти між Новим світом та Азією. 1511 року португальці на чолі з Афонсу де Албукеркі захопили Малакку в Південно-Східній Азії і у 1512 році попливли звідси далі на схід в невідомий європейцям Тихий океан в пошуках омріяних Островів прянощів. Майже одночасно, у 1513 році іспанець Васко Нуньєс де Бальбоа перетнув Панамський перешийок і досяг Тихого океану з Нового світу. Таким чином, в 1512—1513 роках Європа одночасно отримала від португальців та іспанців новини про східну та західну частину Тихого океану. Португальські дослідження в східному напрямку та іспанські в західному нарешті зустрілись в 1522 році, коли іспанська експедиція на чолі з португальцем Фердинандом Магелланом та іспанцем баскського походження Хуаном Себастьяном Елькано, пливучи на захід досягла Островів прянощів, яких португальці досягли пливучі на схід рівно за 10 років до того — в 1512 році і згодом завершила першу навколосвітню подорож. Головною метою цього плавання було порушити португальську монополію у торгівлі зі Сходом. У той самий час іспанські конкістадори активно досліджували внутрішню частину Америки, а пізніше деякі острови південної частини Тихого океану.
Дізнавшись про ці досягнення, з 1495 року до дослідницької гонки почали долучатись французи, англійці та голландці, таким чином кинувши виклик монополії країн Піренейського півострова на морську торгівлю. Перші англійські та французькі експедиції шукали нові шляхи, спочатку до західного узбережжя Північної та Південної Америки (починаючи з першої організованої Англією в 1497 році експедиції Джона Кабота до Північної Америки, за якою вирушили французькі експедиції до Південної, а пізніше до Північної Америки), і в Тихий океан навколо Південної Америки. Вони також вирушили відкритим португальцями шляхом навколо Африки в Індійський океан і відкрили Австралію в 1606 році, Нову Зеландію в 1642 році і Гаваї в 1778 році. У той самий час від 1580-х до 1640-х років росіяни дослідили і завоювали майже весь Сибір, а в 1730-х роках Аляску.

## Передумови
Загальними передумовами, що призвели до початку Доби великих географічних відкриттів були:
- Потреби європейської торгівлі, яка після захоплення Константинополя мусульманською Османською імперією прагнула встановити прямі торгові зв'язки з країнами Південної, Південно-Східної та Східної Азії, звідки походили прянощі та інші екзотичні східні товари.
- Утворення великих європейських централізованих держав — Португальського, Іспанського та Англійського королівств, які мали достатньо коштів для фінансування дорогих заокеанських експедицій.
- Вивільнення в Іспанії та Португалії унаслідок успішного завершення Реконкісти значної кількості бідного дворянства, що залишилася без доходів від воєнних дій і прагнула розбагатіти будь-яким способом, в тому числі й за рахунок далеких подорожей.
- Прагнення Католицької церкви до поширення християнства на нових землях.
- Науково-технічні здобутки в оснащенні й конструкції кораблів, удосконалення компаса та навігаційних приладів, розвиток картографії.
- Визнання вчення про кулястість Землі.

Унаслідок сталого розвитку виробництва й товарно-грошових відносин у пізньому середньовіччі виникла потреба значного збільшення засобів обміну, яка мала прояв у нестримному прагненні до «грошових» металів. Торгівля з країнами Сходу, що велась через арабський світ, також вимагала золота та срібла, а розкішне життя й накопичення ювелірних коштовностей вищими верствами європейського суспільства додатково збільшувало «загальну спрагу золота». В умовах, коли відомі родовища Європи були значною мірою вичерпані на доступних глибинах, пошук багатих зложищ пов'язували з новими віддаленими землями, де багатства надр мали б бути майже на поверхні і взяти їх, як вважалося, можна без великих зусиль. Ці погляди підсилювали свідчення окремих мандрівників про казкові багатства країн Сходу, оповіді яких широко розповсюдились з винаходом книгодрукарства. Розвиток епохи Великих географічних відкриттів (XV — XVII ст.) тримався на двох основних засадах — торгових вигодах і пошуку благородних металів, що стало важливим фактором політичного та економічного розвитку, причиною масової міграції переселенців на нові землі.
Війни португальців з арабами в Північній Африці дозволили достеменно встановити, що десь на південь від Сахари існують землі з багатими покладами золота, яке караванними шляхами потрапляє в арабський світ. Відкрити ці землі за допомогою морського флоту поставив за мету видатний організатор і натхненник морських експедицій, португальський принц Генріх Мореплавець (XV ст.). Протягом десятиріч він невпинно споряджав кораблі, які просувались в південному напрямку вздовж західного узбережжя Африки, а з часом повернули на схід з надією досягти Індії. І хоча замість Індійського океану була відкрита лише Гвінейська затока, природні багатства нових земель почали окупати витрати експедицій.
Значним успіхом португальців була колонізація африканського Золотого Берега (сучасна Гана), який був захоплений 1482 р. Місцеві жителі (ашанті), що мешкали у межиріччі Вольти й Тано, добували розсипне золото з пісків у долинах рік й виготовляли з нього справжні шедеври ювелірного мистецтва (вони чудово володіли технікою литва, філіграні, карбування). Прибульців цікавило золото у зливках і сотні пам'яток культури ашанті пішли на переплавлення. Типовою рисою «добування» золота колонізаторами був безсоромний грабунок тубільців, після чого починалися пошуки й освоєння родовищ, причому як робочу силу для ведення гірничих робіт використовували підневільне місцеве населення. Протягом першого сторіччя португальського владарювання тут було отримано близько 150 т золота, що становило майже 10 % світового видобутку тих часів. Пізніше в країні Ашанті розпочали видобуток рудного золота, який здійснювали за допомогою численних стовбурів глибиною до 25 м. Поверхня землі, зрита такими шахтами, нагадувала бджолині щільники.
Завдання обійти з півдня африканський континент і відшукати шлях до Індії було поставлено королем Португалії Жуаном II перед славетним мореходцем Бартоломеу Діашем. Його експедиція вийшла з Лісабону в серпні 1487 р. і обігнула Південну Африку, уперше увійшовши в Індійській океан. Хоча екіпаж суден під загрозою бунту змусив Діаша повернути на батьківщину, експедиція довела можливість виходу в Індійський океан (на давніх картах Птолемея, якими користувалися в XV ст., Африка простягалась до Південного полюсу, що виключало таку можливість). Тому відкритий Діашем мис Бур (найпівденніша точка Африки) був перейменований королем Жуаном II на мис Доброї Надії, тобто надії досягти Індії.
8 липня 1497 р. майже весь Лісабон проводжав у плавання до берегів Індії своїх відважних героїв — експедицію Васко да Гами. Її склали чотири спеціально збудованих найкращих судна, оснащені найліпшими навігаційними приладами свого часу, уточненими картами й новітньою інформацією про Західну Африку, Індію та Індійський океан. Ретельно відібрані 160 членів екіпажу — цвіт португальського мореплавства. 20 травня 1498 р. цій експедиції судилося вперше досягти морським шляхом загадкової і жаданої Індії в районі порту Калікут (цьому значною мірою сприяло залучення до експедиції одного з найкращих арабських лоцманів і картографів Ахмеда ібн Маджида). Налагодити дружні торгівельні відносини не вдалося, оскільки арабські купці, які контролювали місцеву морську торгівлю, поставилися до європейців украй вороже.
Друга експедиція Васко да Гами в Індію (1502—1503 рр.) мала відкрито мілітарний характер з програмою захоплення територій, розроблену королем Португалії Мануелем (прозваним співвітчизниками за відкриття Індії та монополізацію торгівлі з нею — Щасливим). З часом Васко да Гама дістав титул віце-короля Індії, а португальська колонізація поширилась на значну частину західного узбережжя. З 1510 р. контрольоване португальцями місто Гоа стає головним центром вивезення необроблених алмазів, а Лісабон — найбільшим ринком алмазів та інших коштовних каменів у Європі. Пізніше португальські колонізатори опановують на деякий час значну частину розробок алмазів у районі Голконди. У XVII — XVIII ст. поруч з португальськими виникають голландські, французькі та англійські факторії, а після перемоги військ Британської Ост-Індійської компанії над армією правителя Бенгалії в битві при Плессі (1757 р.) країна з найбагатшими родовищами самоцвітів поступово переходить під правління Англії.
Новітні географічні знання, що отримала наприкінці XV ст. Португалія, зберігалися в суворій таємниці і тривалий час залишалися невідомими для решти країн Європи. Більшість мореплавців вважали майже неможливим обігнути Африку. У зв'язку з цим виник задум досягти східних берегів Індії, прямуючи в західному напрямку (ідея італійського географа та астронома Паоло Тосканеллі, яка виходила з уявлення про кулясту форму Землі). Це завдання стало мрією й стрижнем життя досвідченого мореплавця і натхненного шукача золота Христофора Колумба. Він наполегливо пропанував свій проект Генуї, Португалії, Іспанії та Англії і врешті решт зумів переконати іспанських монархів Фердинанда та Ізабеллу.
У період між 1492 та 1504 рр. Христофор Колумб здійснив чотири пошукові експедиції, у яких було відкрито Новий Світ, хоча сам мореплавець до кінця життя вважав, що потрапив на землі східної Азії — Китаю або Індії. 1493 р. римський понтифік Олександр VI для запобігання суперечностям між Кастилією (Іспанією) та Португалією затвердив світовий розподіл нових територій, згідно з яким усі землі, які Кастилія «відкрила» чи «відкриє» західніше «папського меридіану», що пролягав на 370 миль західніше островів Зеленого Мису (у Західній півкулі), належатимуть їй, а нові землі, що будуть відкриті східніше папського меридіану (здебільшого в Східній півкулі) — Португалії. Не применшуючи здобутків Португалії в Африці й Азії, слід зазначити, що саме незліченні багатства надр Америки (передовсім її благородні метали), які з XVI ст. величезними кількостями надходили в Іспанію й розповсюджувались по всій Європі, значною мірою визначили етапні зміни економічно-фінансового та суспільного розвитку європейської спільноти.

### Піднесення європейської торгівлі
Після того, як падіння Римської імперії значною мірою розірвало зв'язок між Європою та землями, розташованими далі на схід, християнська Європа була здебільшого глухим закутком у порівнянні з арабським світом, який швидко завоював і включив великі території колишньої Римської імперії на Близькому Сході та в Північній Африці і почав активно поширюватись на схід аж до Китаю. Християнські хрестові походи, спрямовані на відвоювання Святої Землі у мусульман, не мали військового успіху, але вони інтенсифікували контакти Європи з Близьким Сходом і забезпечили постачання в Європу цінних товарів, які там виготовлялися або продавалися. Починаючи з XII століття, європейська економіка трансформувалася завдяки поєднанню річкових і морських торговельних шляхів, що призвело до створення в Європі торгових мереж:345.
До XII століття основною перешкодою для торгівлі в Середземному морі був контроль мусульман над великими частинами території, включаючи Піренейський півострів і торгова монополія християнських морських республік, особливо Венеції та Генуї. Економічне зростання Іберійських країн відбулося після відвоювання християнами Аль-Андалусу на території сучасної південної Іспанії та захоплення Лісабона (1147 рік) у Португалії. Занепад військово-морської потуги Фатимідського халіфату, який почався ще перед Першим хрестовим походом, допоміг морським італійським державам, головним чином Венеції, Генуї та Пізі, захопити домінуючі позиції в торгівлі у Східному Середземномор'ї, а купці цих морських республік стали багатими та політично впливовими. Подальшою зміною торговельної ситуації у Східному Середземномор'ї стало ослаблення військово-морської сили християнської Візантійської імперії після смерті імператора Мануїла I Комніна в 1180 році, династія якого надала значні торгові привілеї італійським торговцям, дозволяючи використовувати для цього візантійські порти. Нормандське завоювання Англії наприкінці XI століття дозволило вести мирну торгівлю у Північному морі. Ганзейська ліга, конфедерація купецьких гільдій та їхніх міст на півночі Німеччини на узбережжі Північного та Балтійського морів відіграла важливу роль у комерційному розвитку цього регіону. У XII столітті регіон Фландрії, Ено та Брабанту виробляв найякісніший текстиль у північній Європі, що спонукало купців із Генуї та Венеції плавати туди прямо із Середземного моря через Гібралтарську протоку та далі вздовж узбережжя Атлантичного океану:316–38. Ніколоццо Спінола здійснив першу пряму подорож із Генуї до Фландрії у 1277 році:328.

### Морські технології: нові кораблі та компас

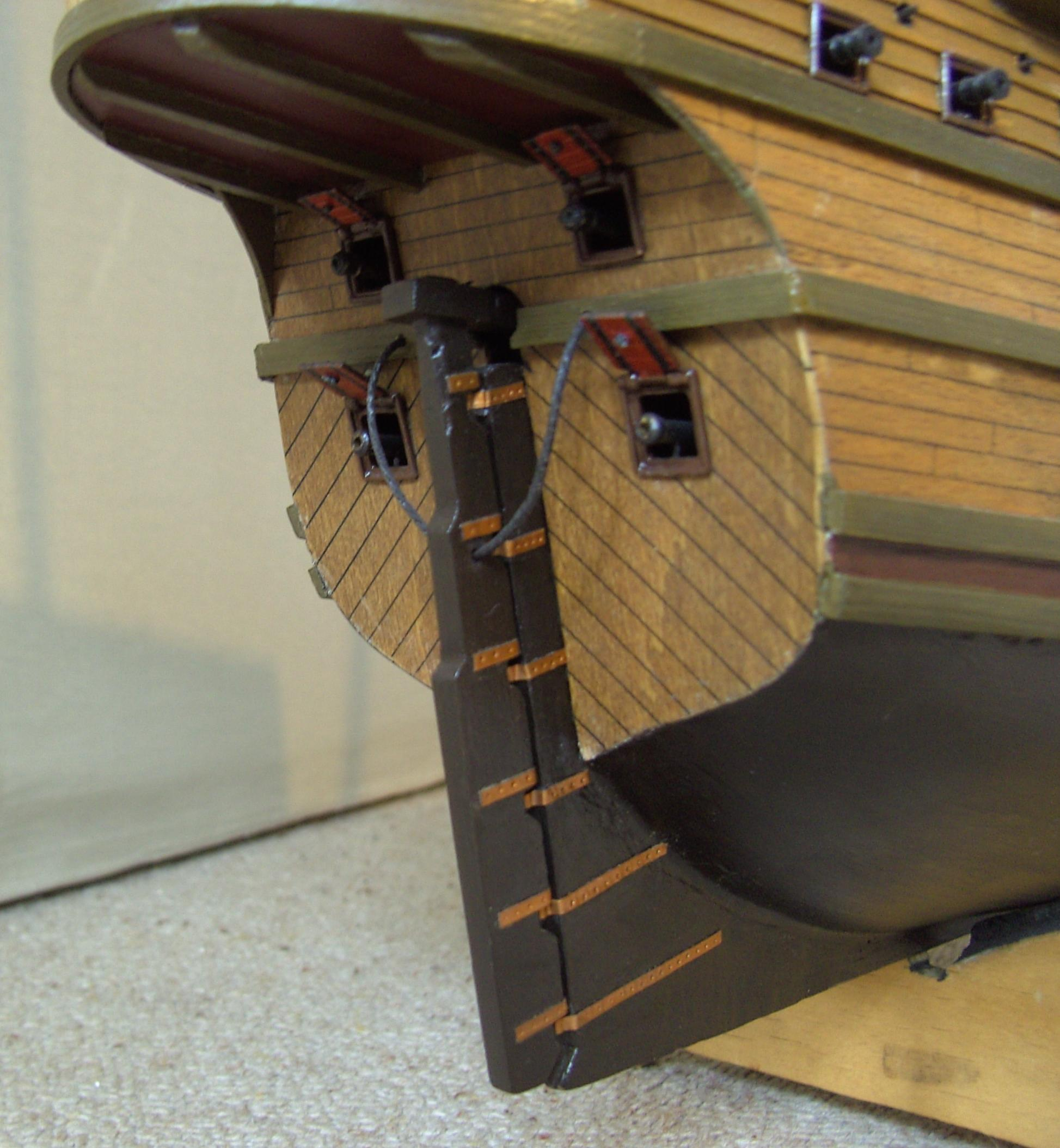
Кормове стерно флагманського корабля Ганзейської ліги «Адлер фон Любек» (1567—1581).

Технологічними досягненнями, важливими для Доби великих географічних відкриттів, були прогрес у конструкції кораблів та поширення використання засобів морської навігації — магнітного компаса, морської астролябії, квадранта та астрономічних таблиць.
Компас став важливим доповненням до стародавніх методів астронавігації, заснованих на спостереженнях за Сонцем і зірками. Компас використовувався для навігації в Китаї вже в XI столітті та був запозичений арабськими торговцями в Індійському океані, де його використання вперше згадується в 1232 році:351–2. В Європі компас поширився наприкінці XII або на початку XIII століття, хоча перша згадка про використання компаса в Європі відома з 1180 року:382. Європейці використовували «сухий» компас, зі стрілкою на стержні. Карта компаса також була європейським винаходом.
Яванці будували дуже великі океанські судна під назвою «джонг» ще принаймні з I століття нашої ери. Ці кораблі мали довжину понад 50 метрів, надводні борти заввишки 5–8 метрів і могли перевозити до 700 осіб разом із понад 10 000 hú (斛) вантажу (250—1000 тонн за різними інтерпретаціями). Яванські джонги були озброєні декількома щоглами з багатьма вітрилами, доповнені вітрилом на бушприті, а їх борти обшивались кількома шарами дошок, скріплених між собою рослинними мотузками:275-276:262.
До другої половини XV століття європейці використовували для морської торгівлі два типи суден. Вітрильні «круглі кораблі» — коги були особливо поширені в Північній Європі і активно використовувались для торгівлі через їх низьку вартість та надійність в суворих умовах північних морів. Вітрильно-весельні «довгі кораблі» — галери продовжували активно використовуватись для ведення торгівлі в Середземному морі.
Покращення суднобудівних та вітрильних технологій в XV столітті дозволило європейцям збільшувати розмір їх кораблів одночасно зі зменшенням необхідних для управління цими кораблями екіпажів, що дозволяло завантажити в кораблі більше припасів і одночасно менше їх витрачати. Таким чином в XV столітті з'явились кораблі, що могли плавати на великі відстані без необхідності робити зупинки для поповнення припасів. Це призвело до значного зниження витрат на перевезення людей та товарів на великі відстані:342.

### Ранні географічні знання та карти
В Периплі Еритрейського моря, античному документі, датованому 40-60 роками нашої ери, описується нещодавно відкритий шлях через Червоне море до Індії з описом ринків у містах навколо Червоного моря, Перської затоки та Індійського океану, в тому числі вздовж східного узбережжя Африки (узбережжя Суахілі), при описі якого зазначається, що «за цими місцями незвіданий океан вигинається на захід і пролягає вздовж регіонів на південь від Ефіопії, Лівії та Африки, він змішується із західним морем (можливе посилання на Атлантичний океан)». Європейські середньовічні знання про Азію поза межами Візантійської імперії черпалися з часткових звітів, часто затьмарених легендами, що датувалися часами завоювань Александра Македонського та його наступників.

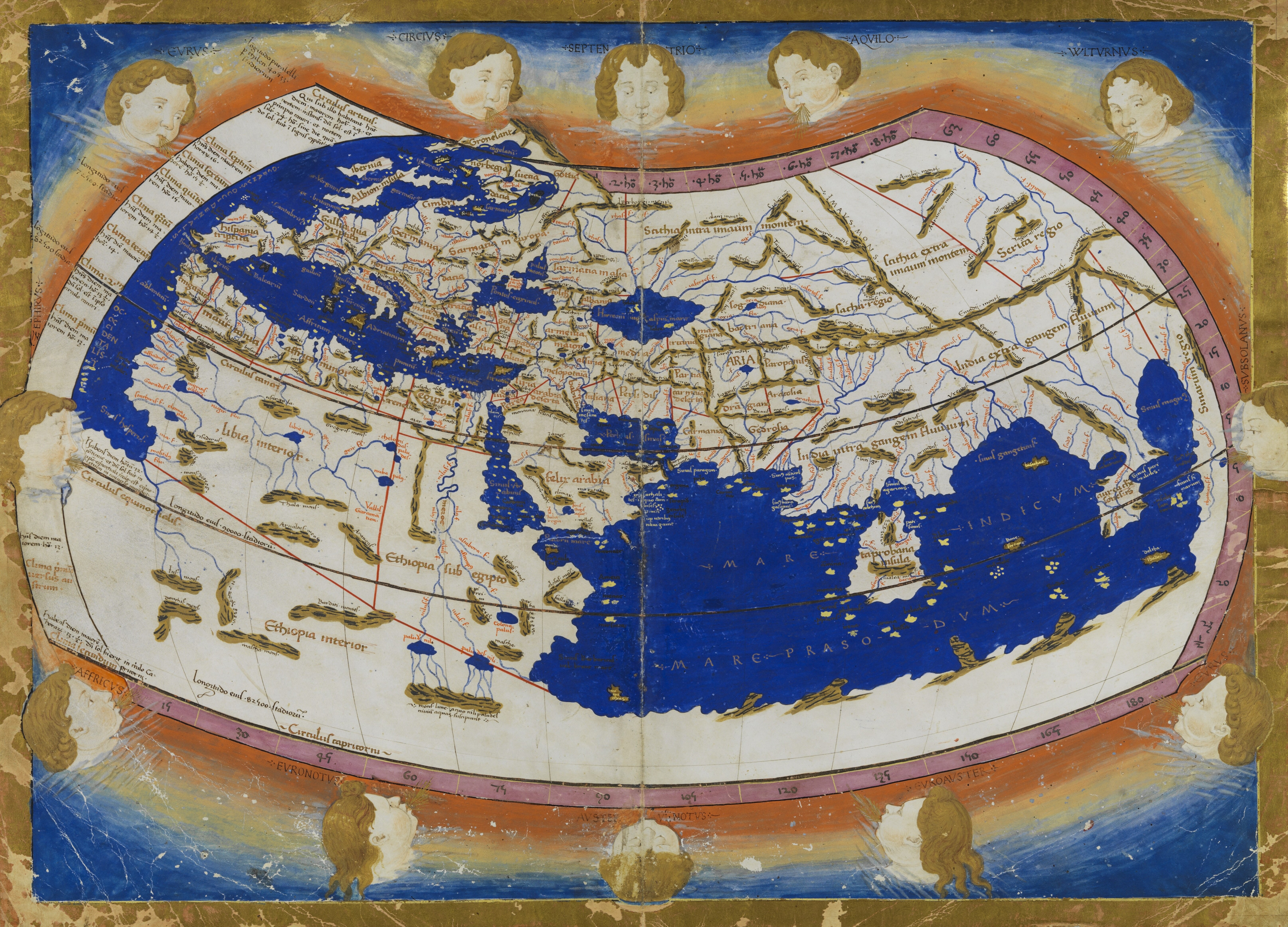
Карта світу Птолемея (II століття) у реконструкції Ніколауса Германуса 15 століття.

Іншим джерелом знань про Азію були єврейські торговельні мережі раданітів, створені як посередники між Європою та мусульманським світом за часів Держав хрестоносців.
У 1154 році арабський географ Мухаммад аль-Ідрісі створив при дворі короля Сицилії Роджера II свою Tabula Rogeriana — опис та карту світу, але Африка залишалась відомою дуже частково будь-кому — християнам, генуезцям та венеційцям або арабським мореплавцям, а її південні межі були невідомі нікому. Були повідомлення про велику африканську пустелю Сахару, але фактичні знання для європейців поза африканським узбережжям Середземного моря були мінімальні, оскільки арабська блокада Північної Африки перешкоджала дослідженню вглиб країни. Знання про атлантичне узбережжя Африки були фрагментованими і отримані переважно зі старих грецьких і римських карт, заснованих на карфагенських знаннях, включаючи часи римського дослідження Мавританії. Червоне море було майже невідоме, і лише торговельні зв'язки зі Сходом європейських морських республік, особливо Венеційської республіки, сприяли збору точних морських знань.
Сполучення на морських торгових шляхах Індійського океану великою мірою забезпечували арабські торговці. Але між 1405 і 1421 роками мінський імператор Чжу Ді організував серію далеких морських подорожей на чолі з адміралом Чжен Хе. Китайські флоти побували в Аравії, Східній Африці, Індії, на островах Південно-Східній Азії та в Таїланді. Але подорожі, про які написав звіт мусульманський мандрівник і перекладач Ма Хуань, були раптово припинені після смерті імператора і надалі більше ніколи не продовжувалися, оскільки китайська династія Мін впровадила хайцзинь, політику ізоляціонізму і суворо обмежила морську торгівлю.
В XIV столітті латинський переклад «Географії» Птолемея потрапив до Італії з Константинополя. Повторне відкриття римських географічних знань було важливим відкриттям як для розвитку картографії, так і для європейського світогляду, хоча й підкріплювало хибну ідею про те, що Індійський океан не мав сполучення з Атлантичним.

### Європейське мореплавство та морська торгівля до XV століття

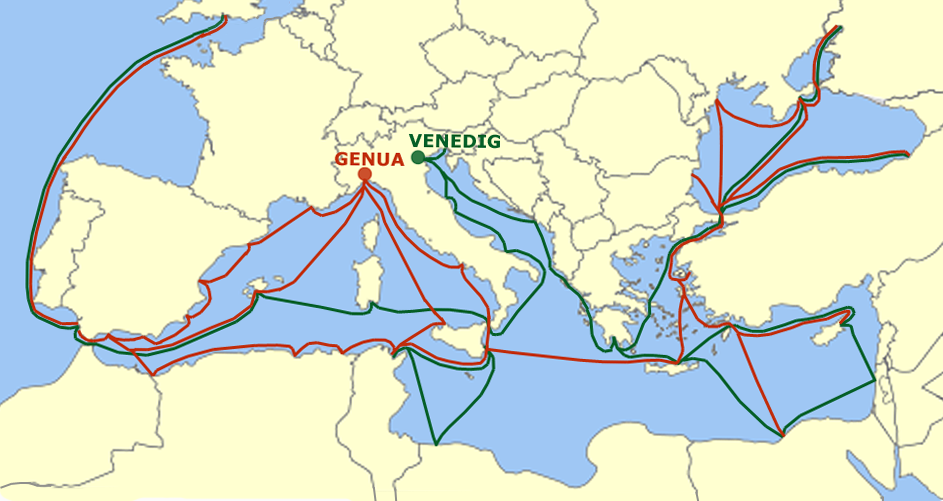
Генуезький (червоний) і венеційський (зелений) морські торгові шляхи в Середземному і Чорному морях

З VIII до XV століття Венеція та інші італійські морські республіки утримували монополію на європейську морську торгівлю зі Сходом, що відбувалась суто через порти Середземного та Чорного морів. Торгівля шовком і прянощами, в тому числі спеціями, пахощами, травами, наркотиками та опіумом, зробила ці середземноморські міста-держави феноменально багатими. Спеції були одними з найдорожчих і популярних продуктів Середньовіччя, оскільки їх використовували в середньовічній медицині, релігійних ритуалах, косметиці, парфумерії, а також як харчові добавки та консерванти. Усі вони завозились з Азії та Африки і через порти Середземного моря постачались італійськими купцями в Європу. На морських шляхах по всьому Індійському океану домінували мусульманські торговці, головним чином нащадки арабських мореплавців з території сучасних Ємена та Омана. Вони закуповували товари на Далекому Сході та в Південно-Східній Азії і доставляли їх на кораблях до торгівельних центрів в Індії, головним чином у Калікут, а також далі на захід до Ормуза в Перській затоці та Джидди в Червоному морі. Звідти східні товари караванними шляхами по суходолу потрапляли на узбережжя Середземного моря, де їх закуповували венеційські та генуезькі купці і постачали морем в Європу. Посилення Османської імперії, що зрештою призвело до захоплення османами Константинополя в 1453 році, заблокувало європейцям доступ до важливих комбінованих сухопутно-морських шляхів у районах навколо Егейського та Чорного морів. Після цього у європейських купців залишився лише обмежений доступ до азійських товарів через південно-східну середземноморську торгівлю в таких портах Близького Сходу, як Антіохія, Акра та Александрія.

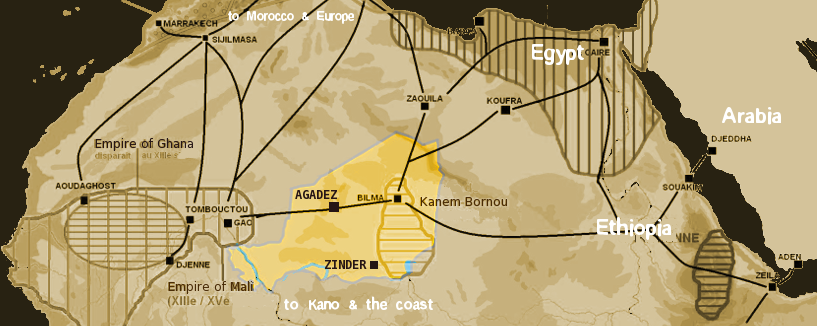
Транссахарські торгові шляхи близько 1400 р., жовтим виділено сучасний Нігер

Змушені скоротити свою діяльність у Чорному морі та ведучи виснажливі війни з Венецією, генуезці звернулися до північноафриканської торгівлі пшеницею, оливковою олією (яка також цінується як джерело енергії) і шукали срібло та золото. У Високому середньовіччі європейці мали постійний дефіцит срібла та золота, оскільки монети з дорогоцінних металів текли лише в одну сторону — вони витрачалися європейцями на закупівлю східних товарів. Кілька раніше відомих європейських копалень були вичерпані і нестача дорогоцінних металів призвела до розвитку складної банківської системи для управління ризиками в торгівлі (найперший державний банк в Європі, генуезький Банк Святого Георгія, був заснований у 1407 році). Генуезькі торговці подорожували не тільки до азійських та африканських портів у Середземному морі. Вони виходили в Атлантику і плавали до портів Фландрії (Брюгге) та Англії, генуезькі громади були засновані в Португалії і ці європейські країни переймали від італійців їх підприємницький та фінансовий досвід.

### Європейські подорожі в Азію по суходолу (1241—1438)

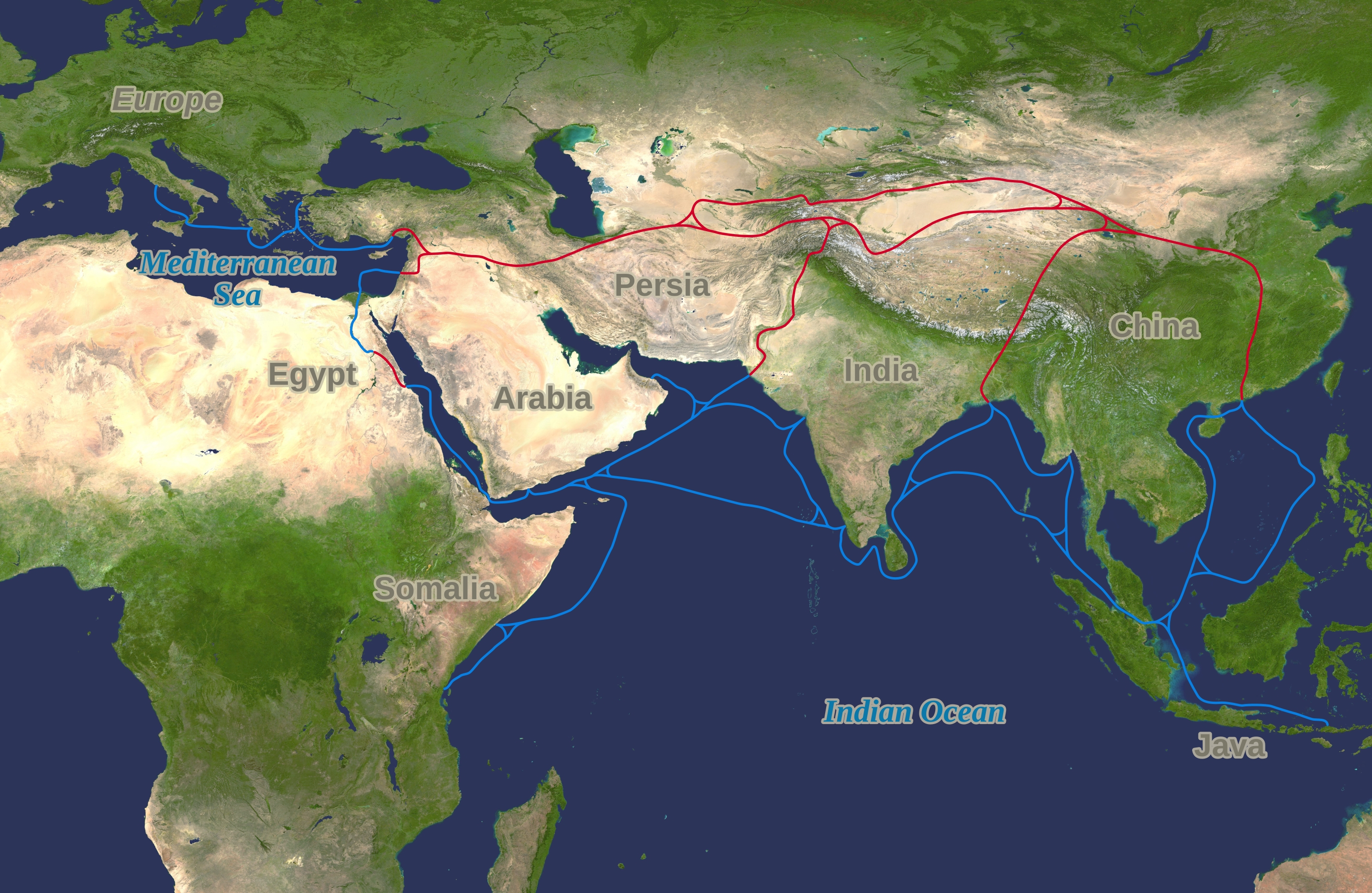
Шовковий шлях і шляхи торгівлі спеціями. Їх блокада Османською імперією після 1453 року стимулювала пошуки альтернативних морських шляхів

Прелюдією до Доби великих географічних відкриттів стала серія європейських експедицій, які в пізньому середньовіччі перетинали Євразію по суходолу. Монгольська імперія створювала загрози для Європи та Близького сходу, але водночас вона об'єднала під своєю владою більшу частину Євразії і з 1206 року Монгольський мир (Pax Mongolica) дозволив безпечні подорожі торговельними шляхами, що тягнулись від Чорного моря та Близького Сходу до Китаю. Ряд європейців скористались цим, щоб дослідити шляхи на Схід. Більшість з них були італійцями, оскільки торгівля між Європою та Близьким Сходом контролювалася переважно італійськими морськими республіками. Тісні зв'язки Італії з Левантом викликали у італійців велику цікавість і комерційний інтерес до країн, які лежали далі на схід.

До нашого часу збереглося декілька оповідей про купців з Північної Африки та Середземноморського регіону, які торгували в Індійському океані в часи пізнього середньовіччя. Під час монгольського походу на Близький Схід, християнські посольства були відправлені аж до Каракоруму звідки вони отримали краще розуміння внутрішніх районів Азії.  Першим із цих мандрівників був посланий Папою Інокентієм IV до Великого хана Джованні да Піан дель Карпіне, який здійснив подорож до Монголії та назад з 1241 по 1247 рік. За ним вирушили й інші мандрівники, як-от француз Андре де Лонжумо та фламандець Вільям із Рубрука, які досягли Китаю через Центральну Азію. Марко Поло, венеційський купець, надиктував в генуезькій в'язниці свій звіт про подорожі Азією з 1271 по 1295 рік, описуючи в «Книзі чудес світу» своє перебування при дворі юанського імператора Хубілай-хана і цей звіт читали по всій Європі.

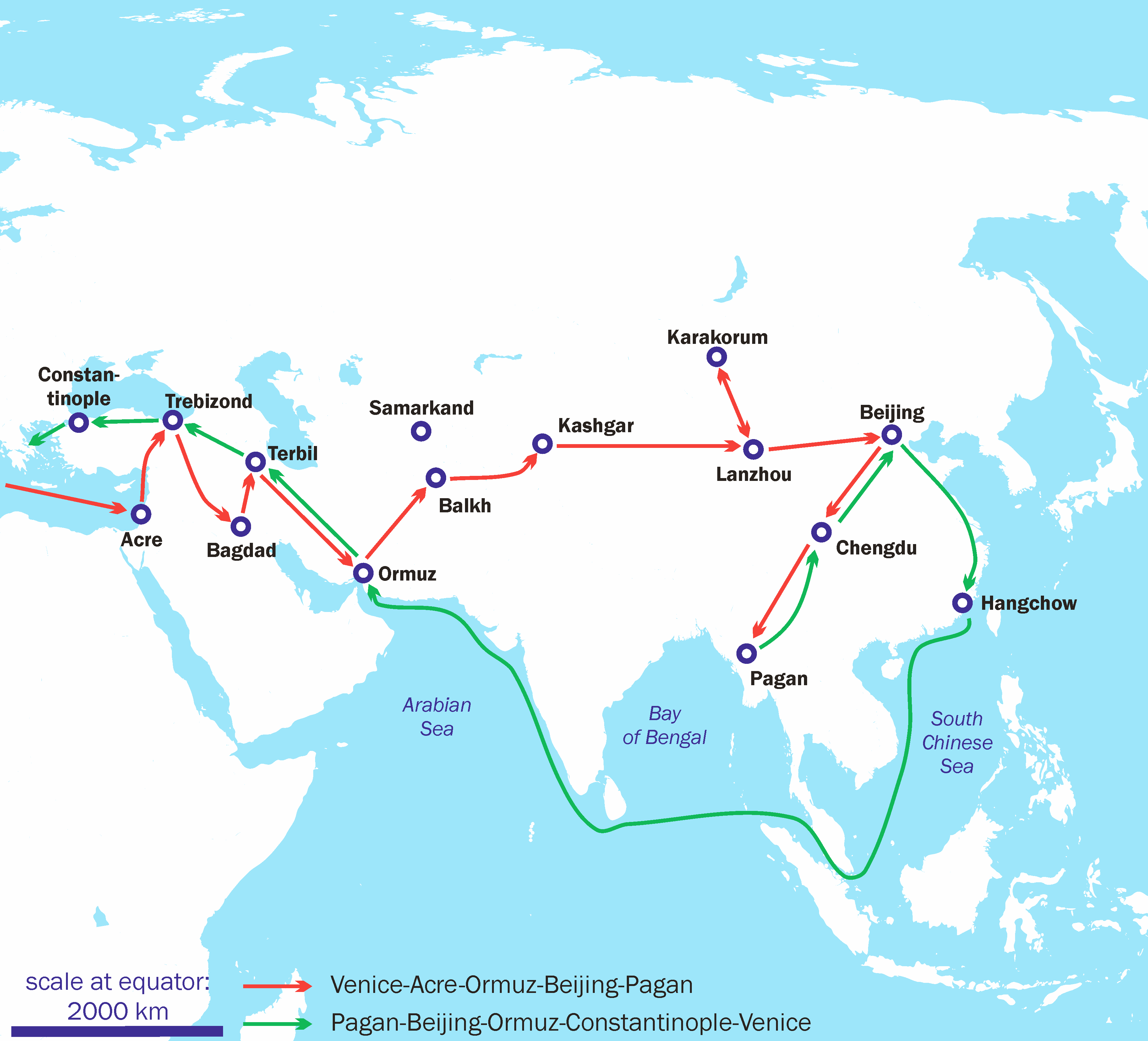
Подорож Марко Поло (1271—1295)

Мусульманський флот, що охороняв Гібралтарську протоку, зазнав поразки від Генуезької республіки в 1291 році. Того року генуезці зробили свою першу спробу дослідити Атлантику, коли брати-купці Вандіно та Уголіно Вівальді відпливли з Генуї на двох галерах, але їх зникнення біля марокканського узбережжя лише підживлювало страх перед далекими океанськими подорожами. З 1325 по 1354 рік марокканський вчений з Танжера Ібн Баттута здійснив подорож Північною Африкою, пустелею Сахара, Західною Африкою, Південною Європою, Східною Європою, Сомалійським півостровом, Близьким, Центральним і Далеким Сходом, досягнувши Китаю. Після повернення він продиктував розповідь про свої подорожі вченому, якого зустрів у Гранаді, The Rihla («Подорож»), невідоме джерело про його пригоди. Між 1357 і 1371 роками набула надзвичайної популярності книга-травелог, складена Джоном Мандевілем. Попри ненадійний і часто фантастичний характер його розповідей, книга використовувалась європейцями як довідник щодо Єгипту, Леванту та країн Сходу в цілому, стверджуючи стару ідею про те, що Єрусалим був центром світу.
Після налагодження відносин Тимуридів з Європою, в 1439 році Нікколо де Конті опублікував звіт про свої подорожі під виглядом мусульманського купця до Індії та Південно-Східної Азії, а згодом, у 1466—1472 роках, російський купець Афанасій Нікітін з Твері відвідав Індію і описав свою подорож у книзі «Подорож за три моря».
Ці подорожі по суходолу не призвели до довгострокових наслідків, оскільки Монгольська імперія розвалилася майже так само швидко, як і утворилася, і незабаром шлях на схід знову став складнішим і небезпечнішим. Пандемія чуми в середині XIV століття, що отримала назву Чорна смерть, також сприяли припиненню подорожів та торгівлі. Підсилення Османської імперії та захоплення османами Константинополя в 1453 році ще більше обмежив можливості європейської сухопутної торгівлі.

### Китайські місії в Індійському океані (1405—1433)

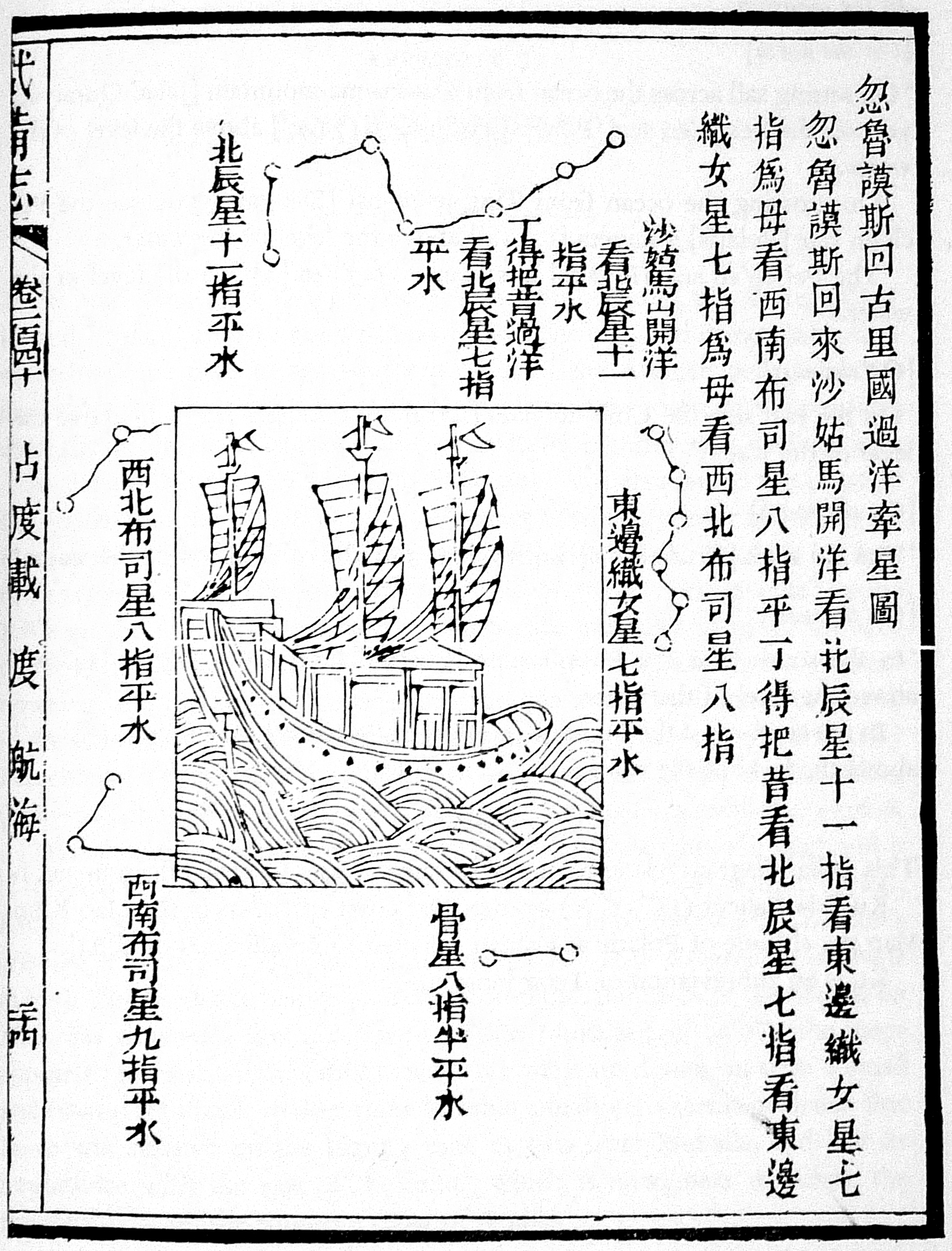
«Карта Мао Куня», яка, як вважають, базувалась на інформації, отриманій в результаті подорожей Чжен Хе, показує напрямки плавання між портами Південної Азії аж до африканського Малінді, з китайської енциклопедії Убей чжи (1628 р.)

Китайці мали широкі торгові зв'язки в Азії та здійснювали плавання до Аравії, Єгипту та Східної Африки ще з часів династії Тан (618—907 рр. н. е.).
Майже за століття до плавань Колумба і Васко да Гами, в період між 1405 і 1421 роками третій мінський імператор Чжу Ді спонсорував низку довготривалих морських експедицій в Індійському океані на чолі з адміралом Чжен Хе (Чен Хо). Для цих міжнародних дипломатичних експедицій був підготовлений великий флот нових гігантських джонок. Найбільші з цих джонок, які китайці називали «бао-чуань» (корабель скарбів), досягали 120 метрів довжини і мали екіпажі з тисячі моряків. Перша експедиція вирушила в 1405 році. Було здійснено принаймні сім добре задокументованих експедицій, кожна з яких була більшою та дорожчою за попередню. Флоти відвідали Аравію, Східну Африку, Індію, Малайський архіпелаг і Таїланд (у той час називався Сіамом), обмінюючись товарами по дорозі. Китайці дарували подарунки із золота, срібла, порцеляни та шовку, натомість отримували такі екзотичні товари, як страуси, зебри, верблюди, слонова кістка та жирафи. Після смерті імператора Чжен Хе очолив останню експедицію, яка вирушила з Нанкіна в 1431 році і повернулася до Пекіна в 1433 році. Дуже ймовірно, що ця остання експедиція дійшла аж до Мадагаскару. Про подорожі повідомив Ма Хуан, мусульманський мандрівник і перекладач, який супроводжував Чжен Хе в трьох із семи експедицій, його розповідь опублікована як Yingya Shenglan (Загальний огляд берегів океану) (1433).
Плавання флоту Чжен Хе здійснило значний і тривалий вплив на організацію морських торгових мереж в Індійському океані, відкриваючи нові шляхи і створюючи нові перевалочні пункти, тим самим перебудовуючи міжнародні та міжкультурні відносини та обміни. Це було особливо вражаючим, оскільки до цих подорожей жодна інша держава не мала морського панування над усіма секторами Індійського океану. Для встановлення контролю над торговими мережами мінський Китай дотримувався стратегії розвитку альтернативних торгових вузлів. Наприклад, завдяки участі Китаю такі порти, як Малакка (у Південно-Східній Азії), Кочін (на Малабарському узбережжі) і Малінді (на узбережжі Суахілі) стали ключовими альтернативами іншим важливим і відомим портам. Поява китайського флоту породила або посилила конкуренцію між ворогуючими державами та суперниками, кожна з яких прагнула укласти союзницькі відносини з мінською династією.
Подорожі також сприяли регіональній інтеграції Західного океану та збільшенню міжнародного руху людей, ідей і товарів. Вони також створили платформу для космополітичних дискурсів, які відбувалися як на кораблях китайського флоту, так і в мінській столиці Нанкін та в Пекіні, а також на прийомах, що організовувались Мінським двором для іноземних гостей. Під час подорожей мінського флоту різноманітні групи людей з усіх морських країн збиралися, спілкувалися та подорожували разом. Вперше у своїй історії морський регіон від Китаю до Африки опинився під домінуванням однієї імперської держави, що дозволило створити певний космополітичний простір.
Важливо зазначити, що хоч би якими важливими були плавання китайського флоту на чолі з Чжен Хе, ці подорожі не призвели до встановлення постійних зв'язків метрополії із заморськими територіями через різку зміну політики в Китаї в бік ізоляціонізму, після чого не тільки не відбувались нові морські подорожі, але й були знищені відомості про вже здійснені плавання. Після смерті імператора Чжу Ді, його наступники з династії Мін запровадили ізоляціоністську політику хайцзінь та різко обмежила морську торгівлю. Китайці втратили інтерес до того, що вони називали варварськими землями і зосередились на внутрішніх справах, а наступні імператори вважали, що експедиції завдають шкоди китайській державі. Імператор Хунсі припинив подальші експедиції, а імператор Сюаньде наказав знищити більшу частину інформації про подорожі Чжен Хе.

### Європейські знання про Атлантичний океан до XV століття

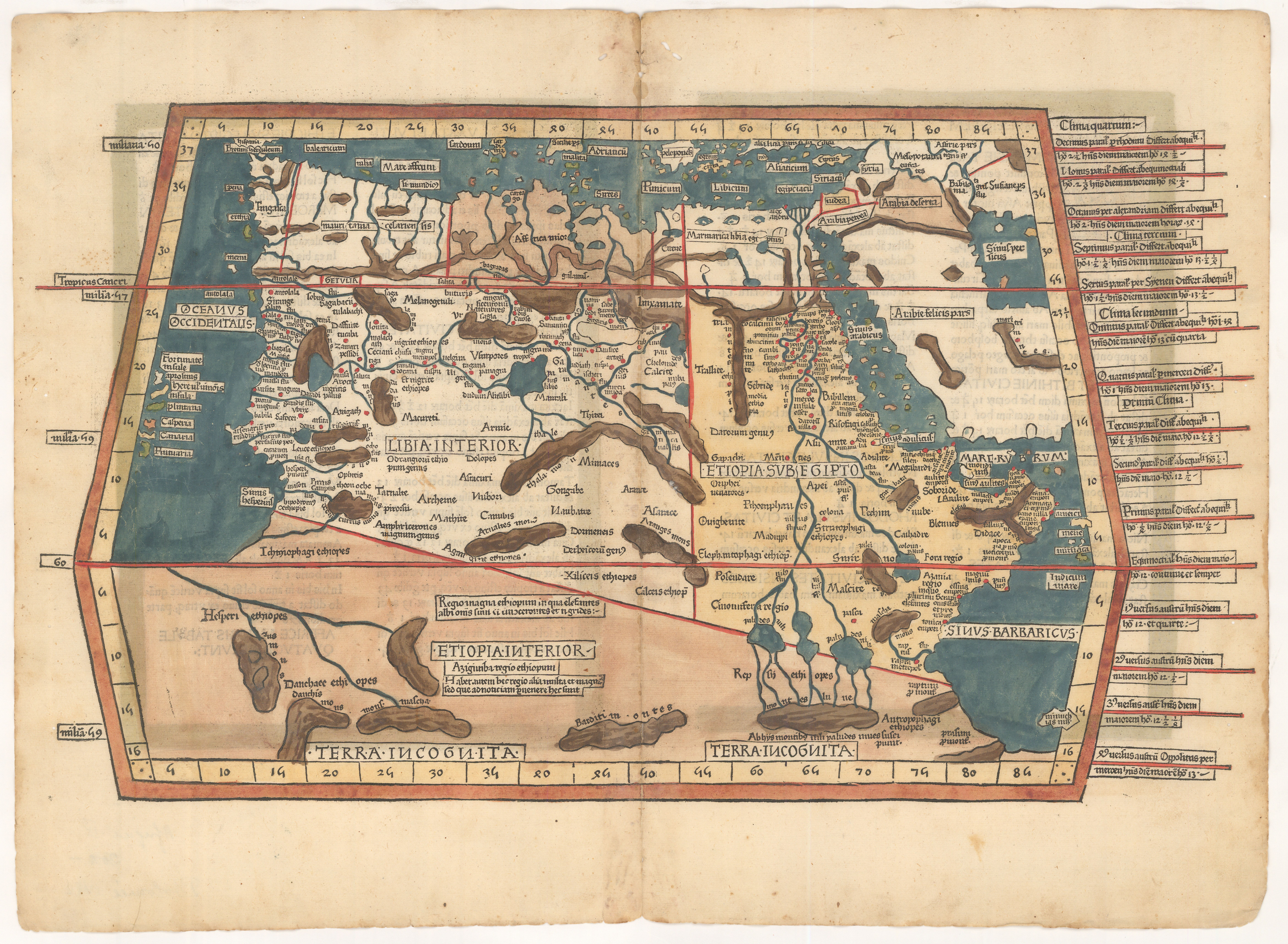
Карта Африки, як вона була відома європейцям у 1482 році. Створена німецьким картографом Ліенхартом Холлом на основі четвертої карти Африки Птолемея

У 1297 році португальський король Дініш особисто зацікавився розвитком португальського експорту. Оскільки на материку країна була зусібіч оточена територією Іспанії, єдиною можливістю для португальців торгувати в обхід свого одвічного конкурента була морська торгівля. 1317 року Дініш уклав угоду з генуезьким моряком-торговцем Мануелем Пессанха (Пессаньо), призначивши його першим адміралом португальського флоту з метою захисту країни від набігів мусульманських піратів. Спалах Чорної смерті (епідемії бубонної чуми) призвели до серйозної депопуляції в Європі сільського населення у другій половині XIV століття і оскільки лише море пропонувало альтернативу, більшість португальського населення осідало в рибальських і торгових прибережних районах. Між 1325 і 1357 роками португальський король Афонсу IV заохочував морську торгівлю і в 1341 році організував перші систематичні морські дослідження островів Канарського архіпелагу. Канарські острови, вже відомі генуезцям, вважалися офіційно відкритими під патронатом португальців, але в 1344 році свої права на них висунула Кастилія, поширивши одвічне іспансько-португальське протистояння також і на море.
Європейське мореплавство до другої половини XV століття переважно відбувалось у вигляді каботажного (прибережного) плавання, під час якого моряки керувались картами-портоланами. Ці карти вказували перевірені морські маршрути, орієнтовані на прибережні орієнтири: моряки виходили з відомої точки, стежили за компасом і намагалися визначити своє місцезнаходження за орієнтирами на березі. Для перших досліджень океану західноєвропейці використовували компас, а також нові прогресивні досягнення в картографії та астрономії. Арабські навігаційні інструменти, такі як морська астролябія, квадрант та астрономічні таблиці Зіджі, використовувалися для астрономічної навігації.

## Відкриття в Атлантичному океані (1419—1507)

### Португальські дослідження за часів інфанта Енріке

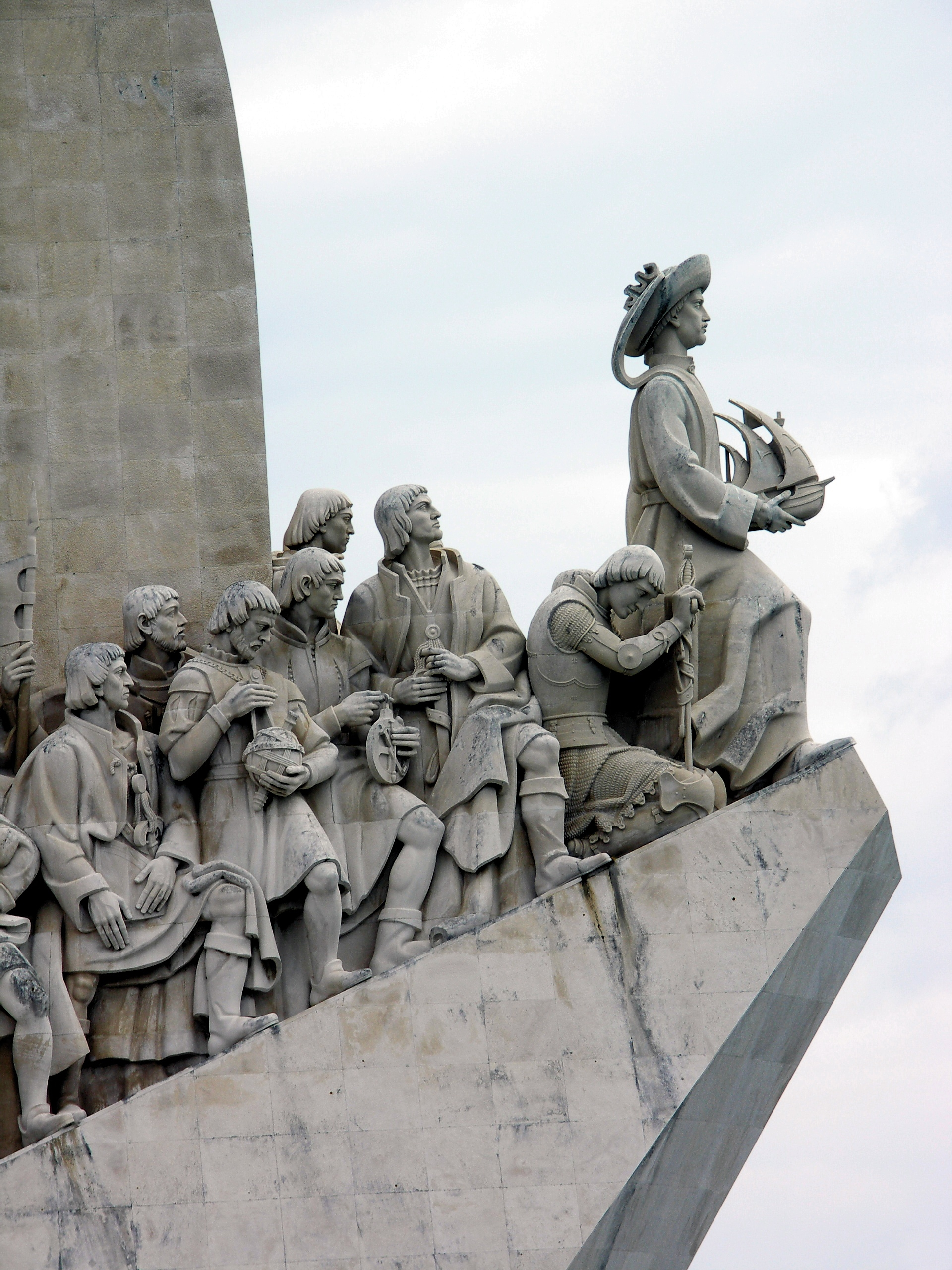
Енріке Мореплавець на чолі інших португальських першовідкривачів на Пам'ятнику географічним відкриттям в Лісабоні

Щоб забезпечити свою монополію на торгівлю, європейці (починаючи з португальців) намагалися запровадити середземноморську систему торгівлі, в якій держави застосовували військову силу або погрози для залучення торгових потоків через контрольовані ними порти, щоб обкласти товари оподатковуванню. 1415 року з метою взяти під свій контроль торгівлю з північноафриканським узбережжям, Португальське королівство завоювало марокканську Сеуту. Молодий португальський інфант Енріко Мореплавець, який безпосередньо брав участь в завоюванні, на місці дізнався про можливості прибуткової торгівлі по транссахарських торгових шляхах. Протягом століть шляхи торгівлі рабами та золотом, що з'єднували західну Субсахарську Африку з Середземномор'ям, проходили через Західносахарську пустелю, яку контролювали північноафриканські «маври».
Енріке хотів дізнатись, як далеко на південь простягаються контрольовані мусульманами території в Африці. Він сподівався обійти ці землі по морю і налагодити пряму торгівлю безпосередньо із субсахарською Африкою, а також знайти союзників у легендарних християнських землях на півдні, таких як королівство Пресвітера Йоана та з'ясувати — чи можливо дістатися морем до «Індії», джерела прибуткової торгівлі прянощами. Він ініціював і спонсорував низку португальських морських подорожей вздовж узбережжя Мавританії, зібравши групу торговців, судновласників та зацікавлених у нових морських шляхах сторін. Незабаром під час плавань, організованих принцом Енріке-Мореплавця були відкриті або перевідкриті атлантичні острови архіпелагів Мадейра (1419 р.) і Азорських островів (1427 р.). Керівником експедиції, яка заснувала перше поселення на острові Мадейра, був португальський дослідник Жуан Гонсалвіш Зарку.

У той час європейці не знали, що знаходиться за мисом Нон (мис Чаунар) на африканському узбережжі, і чи можна повернутися, перетнувши його. Морські міфи попереджали про океанських чудовиськ або край світу, але навігатори принца Енріке кинули виклик таким віруванням: починаючи з 1421 року, вони систематично проходили повз нього, досягнули «непрохідного» мису Бохадор, і в 1434 році Жил Іаніш. — один із капітанів принца Енріке нарешті проминув і його.

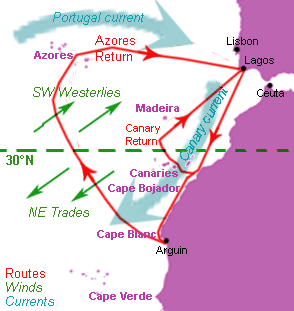
Вольта-ду-мар — маршрут капітанів Енріке Мореплавця

З 1440 року каравели широко використовувалися для дослідження узбережжя Африки. Це був існуючий іберійський тип корабля, який використовувався для риболовлі, торгівлі та деяких військових цілей. На відміну від деяких інших суден того часу, каравела мала кермо, встановлене на кормовій стійці (на відміну від рульового весла, встановленого збоку, як це можна було побачити, наприклад, на Середземному морі). Корабель мав невелику осадку, що було корисним для дослідження невідомих берегів. Каравела мала хороші вітрильні характеристики, і зі своїми косими (латинськими) вітрилами могла йти проти вітру, що було надзвичайним досягненням на той час. Косі вітрила були менш ефективними під час плавання при попутному вітрі — це пояснює чому Христофор Колумб перед переходом через Атлантику при попутних пасатах замінив косі вітрила на своїй каравелі Нінья на прямі.
Для астрономічної навігації португальці використовували ефемериди, які зазнали значного поширення в XV столітті. Це були астрономічні таблиці, які містили дані щодо розташування небесних світил в певний період часу. Опублікований у 1496 році єврейським астрономом, астрологом і математиком Авраамом Закуто астрономічний трактат містив деякі з цих таблиць для руху зірок. Ці таблиці зробили революцію в навігації, дозволивши мореплавцям обчислювати широту, на якій знаходився їх корабель. Однак приладів для обчислення точної довготи в цей час ще не існувало і мореплавці намагалися навчитись її визначити протягом століть. Використовуючи каравелу, систематичні дослідження тривали все далі на південь, просуваючись у середньому на один градус на рік. Сенегал і півострів Кабо-Верде були досягнуті в 1445 році, а в 1446 році Алвару Фернандіш просунувся майже до сучасної Сьєрра-Леоне.
У 1453 році захоплення Константинополя османами стало потужним ударом для християнського світу та встановлених ділових зв'язків зі сходом. 1455 року Папа Микола V видав буллу Romanus Pontifex, що посилює попередній Dum Diversas (1452), надаючи королю Португалії Афонсу V та його наступникам всі землі та моря, відкриті за мисом Бохадор, а також торгівлю та завоювання проти мусульман і язичників, започаткувавши тим самим в Атлантиці політику закритого моря (mare clausum). Король, який розпитував генуезьких експертів про морський шлях до Індії, замовив карту світу Фра Мауро, яка прибула до Лісабона в 1459 році.
У 1456 році Діогу Гоміш досяг архіпелагу Кабо-Верде. У наступне десятиліття кілька капітанів на службі у принца Енріке, в тому числі генуезець Антоніо да Нолі та венецієць Альвізе Кадамосто, відкрили решту островів, які протягом XV століття були колонізовані. Гвінейська затока буде досягнута в 1460-х роках.

### Португальські дослідження після смерті Енріке

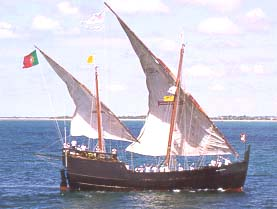
Сучасна репліка каравели-латини (каравели, озброєної латинськими вітрилами)

У 1460 році Педру де Сінтра досяг Сьєрра-Леоне. Принц Енріке Мореплавець помер у листопаді того ж року, після чого, враховуючи мізерні доходи, які на той час приносили морські експедиції в казну Португальського королівства, в 1496 році права на морські дослідження були передані лісабонському купцю Фернану Гомешу, який в обмін на монополію на торгівлю в Гвінейській затоці повинен був досліджувати 100 миль (161 кілометр) щороку протягом п'яти років. Завдяки його спонсорству такі португальські дослідники, як Жуан де Сантарем, Перу Ешкобар, Лопу Гонсалвіш, Фернан до По та Педру де Сінтра навіть перевищили ці цілі. Вони досягли південної півкулі та островів Гвінейської затоки, включаючи Сан-Томе і Принсіпі та заснували факторію в Ельміні на «Золотому узбережжі» в 1471 році. Там, на території сучасної Гани, в ті часи процвітала торгівля алювіальним золотом серед місцевих мешканців, арабських і берберських торговців. У Південній півкулі португальські мореплавці використовували як орієнтир для небесної навігації Південний Хрест.
У 1478 році, під час Війни за кастильську спадщину, біля Ельміни у Гвінейській затоці відбулася велика морська битва між кастильською армадою з 35 каравел і португальським флотом за домінування в торгівлі з екваторіальною Африкою (золото, раби, слонова кістка та мелегетський перець). Битва завершилася перемогою Португалії і за умовами Алкасоваського договору 1479 року католицькі королі Іспанії офіційно визнали португальський суверенітет над більшістю спірних територій Західної Африки. Це була перша колоніальна війна і перша колоніальна морська битва між європейськими державами.
У 1481 році нещодавно коронований Жуан II наказав побудувати в Ельміні португальський форт і факторію Сан-Жоржи-да-Міна. 1482 року Діогу Кан дослідив річку Конго і у 1486 році продовжив дослідження до мису Кейп-Крос (сучасна Намібія).

Наступний важливий прорив відбувся в 1488 році, коли Бартоломеу Діаш обігнув південний мис Африки, який він назвав «Мис Штормів» (порт. Cabo das Tormentas) і проплив далі на схід аж до гирла Великої рибної річки, довівши, що в Індійський океан можна було потрапити з Атлантики. Незабаром мис перейменував португальський король Жуан II на «Мис Доброї Надії» (порт. Cabo da Boa Esperança) через великий оптимізм, викликаний можливістю знайдення морського шляху до Індії, що підтвердило помилковість думки, нібито Індійський океан не має виходу до моря, яка існувала ще з часів античності та робіт Птолемея.

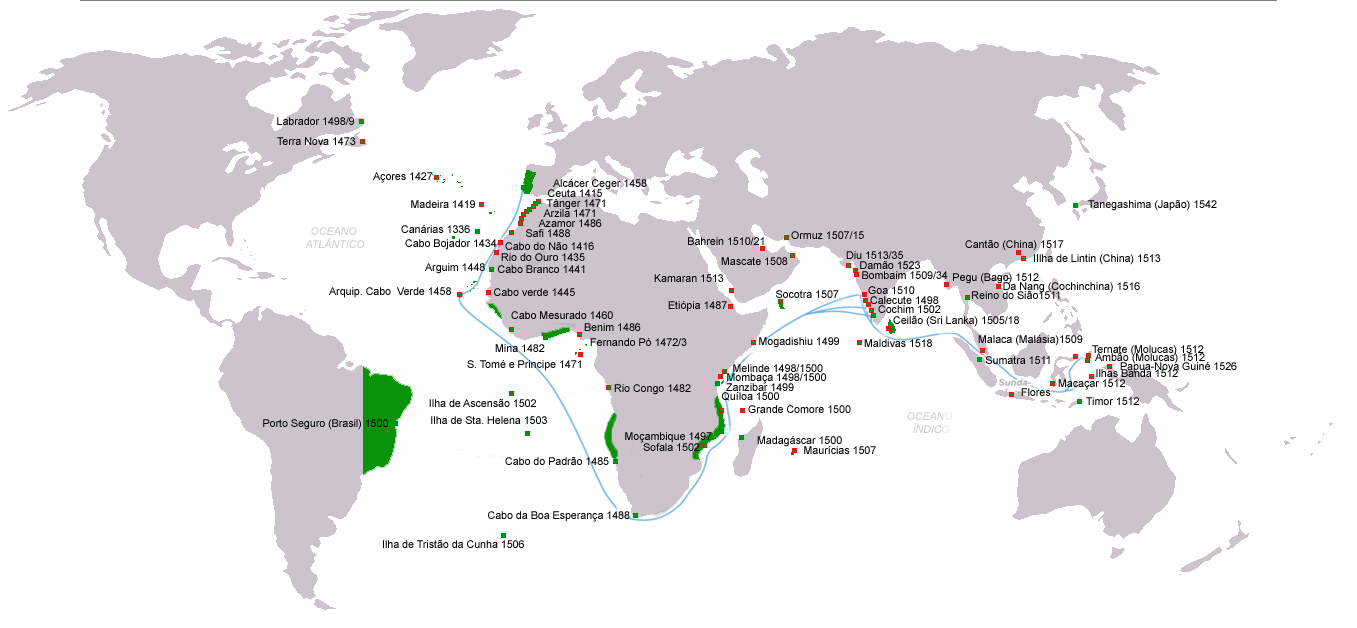
Португальські географічні відкриття, здійснені протягом 1415—1543 років. (блакитним — головні торгові маршрути, червоними цятками — дати першого досягнення територій, зеленим — підвладні або васальні території)

 Одночасно Перу да Ковілян, що був відправлений португальським королем у таємну подорож суходолом, досяг Ефіопії і зібрав важливу інформацію про Червоне море та узбережжя Суахілі, надавши португальцям важливу інформацію про землі, що лежали на шляху до Індії.
Ґрунтуючись на набагато пізніших історіях про фантомний острів Бакалау і суперечливих петрогліфах на Дейтонській скелі, деякі дослідники припускають, що у 1473 році португальський мореплавець Жуан Ваш Корте-Реал відкрив острів Ньюфаундленд біля узбережжя Північної Америки, але наведені джерела вважаються більшістю істориків ненадійними та непереконливими.

### Іспанські дослідження: Колумб відкриває Новий світ

Маршрути чотирьох подорожей Христофора Колумба в 1492—1503 роках.

Кастилія, одвічний піренейський суперник Португалії, розпочала завоювання Канарських островів біля західноафриканського узбережжя ще у 1402 році, але потім протягом більшої частини XV століття її увага була зосереджена на внутрішній політиці Піренейського півострова та Реконкісті проти мусульманських завойовників. Лише наприкінці XV століття, після об'єднання корон Кастилії та Арагону, Іспанія повністю присвятила себе пошуку нових торгових шляхів за кордоном. Арагонське королівство було важливою морською силою у Середземномор'ї. Арагон контролював території у східній Іспанії, південно-західній Франції, великі острови в Середземному морі, такі як Сицилія, Сардинія ат Мальта, а також Неаполітанське королівство та деякі володіння на материковій Греції. 1492 року католицькі королі завоювали Гранадський емірат — останню мусульманську державу на Піренейському півострові і вирішили профінансувати експедицію Христофора Колумба в надії обійти монополію Португалії на західноафриканських морських шляхах і досягти «Індії» (Південна та Південно-Східна Азія), подорожуючи на захід. Перед тим Колумб двічі, у 1485 і 1488 роках, представляв проєкт плавання на захід королю Португалії Жуану II, але обидва рази проєкт був відхилений.

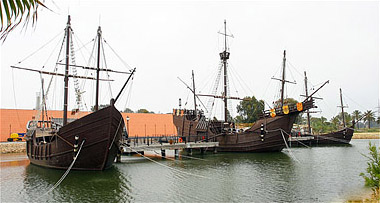
Репліки кораблів Колумба — Ніньї, Санта-Марії та Пінти в Палос-де-ла-Фронтера, Іспанія

Увечері 3 серпня 1492 року Колумб вирушив з Палос-де-ла-Фронтера на чолі невеличкої флотилії з трьох кораблів, яка складалась з однієї великої караки Santa María і двох менших каравел — Pinta і Niña. Колумб спочатку відплив до Канарських островів, де він поповнив запаси для того, що виявилося п'ятитижневою подорожжю через океан, перетинаючи частину Атлантики, яка стала відомою як Саргасове море.
Довгоочікувана земля була помічена 12 жовтня 1492 року і Колумб назвав острів (один з островів, які зараз входять до складу Багамських островів, але який з них точно невідомо) Сан-Сальвадор, у тому, що він вважав «Ост-Індією». Колумб також частково дослідив північно-східне узбережжя Куби (висадився 28 жовтня) і північне узбережжя Еспаньйоли (до 5 грудня). На Еспаньйолі Колумб зустрівся з місцевим касиком Гуаканагаріксом, який дав йому дозвіл залишити на острові своїх людей для заснування поселення. Колумб заснував поселення Ла-Навідад (на території сучасного Гаїті) і залишив в ньому 39 чоловік. Перед поверненням до Іспанії Колумб викрав близько десяти-двадцяти п'яти тубільців і забрав їх із собою. Лише семеро чи восьмеро корінних «індіанців» прибули до Іспанії живими, але вони справили на Севілью велике враження.
Під час повернення шторм змусив Колумба 4 березня 1493 року пришвартуватися в гавані Лісабона. Він провів тиждень в Португалії, після чого відплив до Іспанії і 15 березня 1493 року прибув до Барселони, де був прийнятий королевою Кастилії Ізабеллою I та королем Араглну Фернандо II. Чутка про відкриття ним нових земель швидко поширилася по Європі.
Колумб та інші іспанські дослідники спочатку були розчаровані своїми відкриттями — на відміну від країн Африки чи Азії, відкритих португальцями, острів'яни Карибського моря мало що могли запропонувати прибульцям з Європи для торгівлі. Через це іспанцям нічого не залишалось, ніж зосередитись на колонізації Карибських островів з метою вирощувати на них цінну чи екзотичну для Європи продукцію. Лише коли був досліджений сам континент, Іспанія знайшла багатство, якого шукала.

### Тордесільяський договір (1494)
Невдовзі після повернення Колумба з території, яка пізніше буде названа «Вест-Індією», щоб уникнути конфлікту в нововідкритих землях між іспанцями та португальцями виникла потреба у розподілі між ними зон впливу. 4 травня 1493 року, через два місяці після прибуття Колумба, папа Олександр VI видав для католицьких королів буллу Inter caetera у якій говорилося, що всі землі на захід і південь від лінії, проведеної від полюса до полюса в 100 лігах на захід і південь від будь-якого з належних португальцям Азорських островів або островів Кабо-Верде повинні належати Кастилії. У ньому не згадувалася Португалія, яка не могла претендувати на нещодавно відкриті землі на схід від лінії.

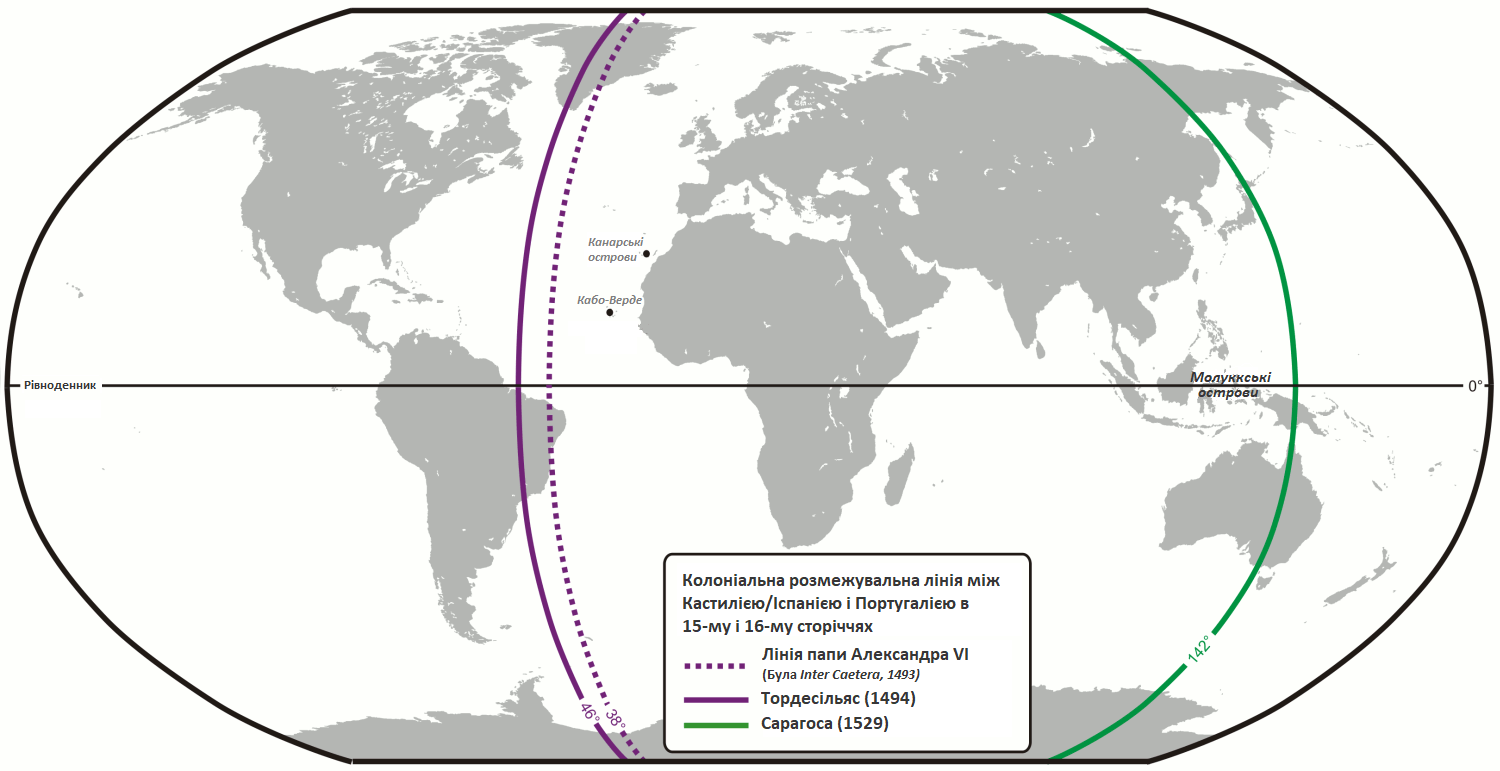
Меридіан Тордесільяської угоди 1494 року (фіолетовий) і пізніший антимеридіан Молуккських островів (зелений), встановлені в Сарагоській угоді (1529)

Король Португалії Жуан II був незадоволений папською буллою, вважаючи, що вона дала йому надто мало землі і не давала йому можливості дістатися до Індії, його головної мети. Згодом він домовився безпосередньо з Фернандо та Ізабеллою про переміщення лінії на захід, що дозволило йому претендувати на нещодавно відкриті землі східніше від неї. У 1494 році Іспанія та Португалія уклали між собою Тордесільяський договір, який розділив як уже відкриті, так і ще невідомі землі між двома державами. За цим договором португальці отримали все за межами Європи на схід від лінії, яка проходила на 370 лігах західніше від островів Кабо-Верде (на той час уже португальських). Це дало їм контроль над Африкою, Азією та східною частиною Південної Америки (Бразилією). Іспанці (Кастилія) отримали все на захід від цієї лінії, а також острови, відкриті Христофором Колумбом під час його першої подорожі, названих у договорі як Сіпангу і Антилія (Куба і Еспаньйола). Під час переговорів договір поділив відомий світ атлантичних островів приблизно навпіл, з лінією поділу приблизно посередині між португальськими островами Зеленого мису та іспанськими нововідкритими землями в Карибському морі.
У 1500 році Педру Алваріш Кабрал натрапив на землю, що зараз відома як узбережжя Бразилії, яку він вважав великим островом. Оскільки формально ця територія лежала східніше від Тордесільяської лінії розмежування, Кабрал оголосив, що ця земля належить Португалії і іспанці з повагою поставилися до цієї заяви. Португальські кораблі пливли в південно-західному напрямку в Атлантику, щоб спіймати сприятливий західний вітер для подорожі до Індії і саме сюди прямував Кабрал у своїй подорожі, у коридорі, для захисту якого було укладено договір. Деякі дослідники висували припущення, що португальці таємно відкрили Бразилію раніше, і саме тому вони перенесли лінію на схід, але перевірених доказів цього немає. Інші підозрюють, що Дуарте Пачеку Перейра таємно відкрив Бразилію в 1498 році, але більшість істориків не вважають це вірогідним.
Пізніше територія Іспанії включала величезні території континентального материка Північної та Південної Америки, хоча контрольована Португалією Бразилія розширилася через лінію Тордесільяського договору, а інші європейські держави взагалі не визнавали розподілу світу між Іспанією і Португалією, встановленого цим договором.

### Дослідження Нового світу

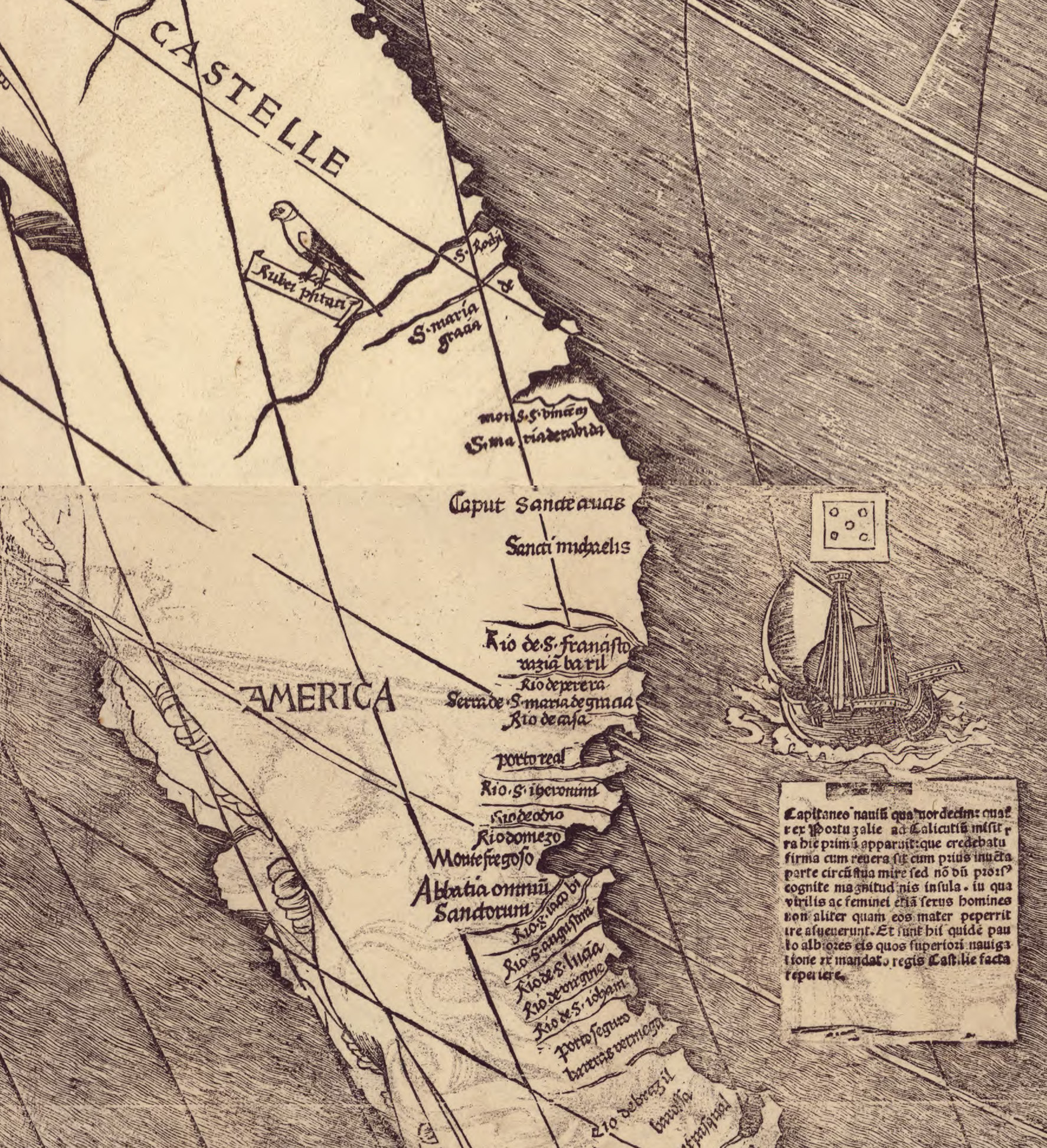
Деталь карти Вальдзеємюллера 1507 року, на якій вперше вказано назву «Америка».

Перша подорож Колумба в 1492 році набула значного розголосу у Європі і спонукала подальші морські дослідження, тож з 1497 року низка мореплавців з різних країн вирушили на захід через Атлантичний океан.

#### Північна Америка
В 1497 році італієць Джованні Кабото, відомий в Англії як Джон Кабот, отримав патент на дослідження від короля Англії Генріха VII. Відпливаючи з Брістоля, ймовірно за підтримки місцевого Товариства венчурних торговців, Кабот перетнув Атлантику по більш північній широті ніж Колумб, сподіваючись, що так подорож до «Вест-Індії» буде коротшою, і досягнув суші десь у Північній Америці, можливо, на острові Ньюфаундленд. 1499 року Жуан Фернандіш Лаврадор отримав ліцензію від короля Португалії і, разом з Перу де Барселушем, вони вперше побачили Лабрадор, який був названий на його честь. Після повернення він, можливо, вирушив до Брістоля, щоб відплисти в ім'я Англії. Майже в той самий час, між 1499 і 1502 роками, брати Гашпар і Мігел Корте-Реал дослідили й назвали узбережжя Гренландії, а також Ньюфаундленду. Результати обох цих досліджень вже були позначені на Планісфері Кантіно 1502 року.

#### Південна Америка
Третя експедиція Колумба в 1498 році започаткувала першу успішну іспанську колонізацію у Вест-Індії, на острові Еспаньйола. Попри зростаючі сумніви, Колумб відмовився визнати, що він не досяг Індії. Під час подорожі він відкрив гирло річки Ориноко на північному узбережжі Південної Америки (на території сучасної Венесуели) і вважав, що величезна кількість прісної води, що потрапляє в гирло річки, могла походити лише з континентального масиву суші, який, як він був упевнений, був азійським материком.
У міру збільшення судноплавства між Севільєю та Вест-Індією, знання європейців про Карибські острови, Центральну Америку та північне узбережжя Південної Америки зростали. Іспанський флот на чолі з Алонсо де Охеда та Амеріго Веспуччі у 1499—1500 роках досяг узбережжя території сучасної Гаяни, де обидва дослідники розійшлися в протилежних напрямках. Веспуччі поплив на південь, відкривши в липні 1499 року гирло річки Амазонка і досягнувши 6° південної широти в сучасній північно-східній Бразилії, перш ніж повернути назад.
На початку 1500 року Вісенте Яньєс Пінсон, який брав участь в першому плаванні Колумба як капітан «Пінти», був збитий із курсу штормом і 26 січня 1500 року опинився біля північно-східного узбережжя Бразилії, дослідивши узбережжя на південь аж до сучасного штату Пернамбуку. Його флот першим піднявся на 50 миль вверх по Амазонці, яку він назвав Ріо-Санта-Марія-де-ла-Мар-Дульсе (річка Святої Марії Прісноводного моря). Однак, оскільки ці території знаходились східніше розділової лінії, встановленої Тордесільясським договором, іспанці не могли на неї претендувати.
У квітні 1500 року друга португальсько-індійська армада, очолювана Педру Алварішем Кабралом з екіпажем досвідчених капітанів, що включав Бартоломеу Діаша та Ніколау Коельо, натрапила на бразильське узбережжя, коли вона відхилилась далеко на захід в Атлантиці, виконуючи великий маневр «volta do mar», щоб уникнути штилів в Гвінейській затоці і спіймати попутні західні вітри. 21 квітня 1500 року була помічена гора, яку назвали Монте-Паскоаль, а 22 квітня Кабрал висадився на узбережжі. 25 квітня весь флот відплив у гавань, яку вони назвали Порто-Сегуро (Безпечний порт). Кабрал зрозумів, що нова земля лежить на схід від лінії Тордесільяс, і відправив посланця до Португалії з листами про знахідку, зокрема листом Перу Ваш де Каміньї. Вважаючи відкриту землю островом, він назвав її Ілья-де-Вера-Крус (Острів Істинного Хреста). Деякі історики припускають, що висадка Кабрала в Бразилії не була випадковою і що португальці, можливо, виконуючи маневр «volta do mar» натрапили на південноамериканське узбережжя раніше, але тримали своє відкриття у таємниці, і саме тому Жуан II в 1494 році наполягав в Тордесільясі на перенесенні лінії західніше; хоча мотивація Жуана, можливо, полягала в тому, щоб просто збільшити шанс претендувати на нові землі в Атлантиці. Від американського узбережжя флот Кабрала потім повернув на схід, щоб продовжити подорож до південного краю Африки і далі в Індію. Кабрал був першим капітаном, який в одному плаванні висаджувався на чотирьох континентах, очоливши першу експедицію, яка в своєму маршруті об'єднала Європу, Африку, Новий Світ та Азію.
Амеріго Веспуччі, флорентієць, що працював у філії банку Медічі в Севільї з 1491 року і займався забезпеченням іспанських океанських експедицій до відкритої Колумбом «Індії», двічі подорожуючи до «Гвіани» з Хуаном де ла Коса на службі Іспанії. На запрошення короля Португалії Мануела I, — взяв участь як спостерігач в португальських дослідницьких подорожах до східного узбережжя Південної Америки. Ці експедиції стали широко відомі в Європі після того, як в двох приписуваних йому звітах про ці подорожі, опублікованих між 1502 і 1504 роками, автор припустив, що нещодавно відкриті землі були не Індією, а «Новим Світом», Mundus novus; це також латинська назва тогочасного документа, заснованого на листах Веспуччі до Лоренцо «Пополано» де Медічі, який став широко відомим у Європі. Невдовзі усім стало зрозуміло, що Колумб досяг не Азії, а цілком нового континенту — Нового Світу. Назву Америка було надано новому континенту в 1507 році німецькими картографами Мартіном Вальдземюллером і Матіасом Рінгманном, ймовірно, на честь Амеріго Веспуччі.
З 1501 по 1502 рік одна з цих португальських експедицій, очолювана Гонсалу Коелью і Гашпаром де Лемушем дійшла на південь уздовж узбережжя Південної Америки до затоки сучасного Ріо-де-Жанейро. У звіті Амеріго Веспуччі стверджується, що експедиція досягла широти «52° в напрямку Південного полюсу», у «холодних» широтах того, що зараз є південною Патагонією (можливо, поблизу Магелланової протоки), перш ніж повернути назад. Веспуччі писав, що вони прямували на південний захід і південь, дотримуючись «довгої, рівної берегової лінії» (опис збігається з південним узбережжям Південної Америки). Це здається суперечливим, оскільки в наступному листі він змінив частину свого опису, заявивши про зсув приблизно з 32° пд.ш. (Південна Бразилія) на південь-південний схід, до відкритого моря; водночас стверджуючи, що вони досягли 50°/52° пд. у суспільне надбання (невідомо).
У 1503 році Біно Польм'є де Гонневіль, очолив одну з перших експедицій французьких нормандців і бретонців до Бразилії кидаючи виклик португальській політиці mare clausum. Він мав намір відплисти до Індії на схід, але біля мису Доброї Надії його корабель був віднесений на захід через шторм, і 5 січня 1504 року він висадився в сучасному штаті Санта-Катаріна (південь Бразилії).
У 1508 році відбулась друга подорож іспанця Пінсона, під час якої його експедиція пройшла вздовж узбережжя Південної та Центральної Америки у пошуках проходу на схід.

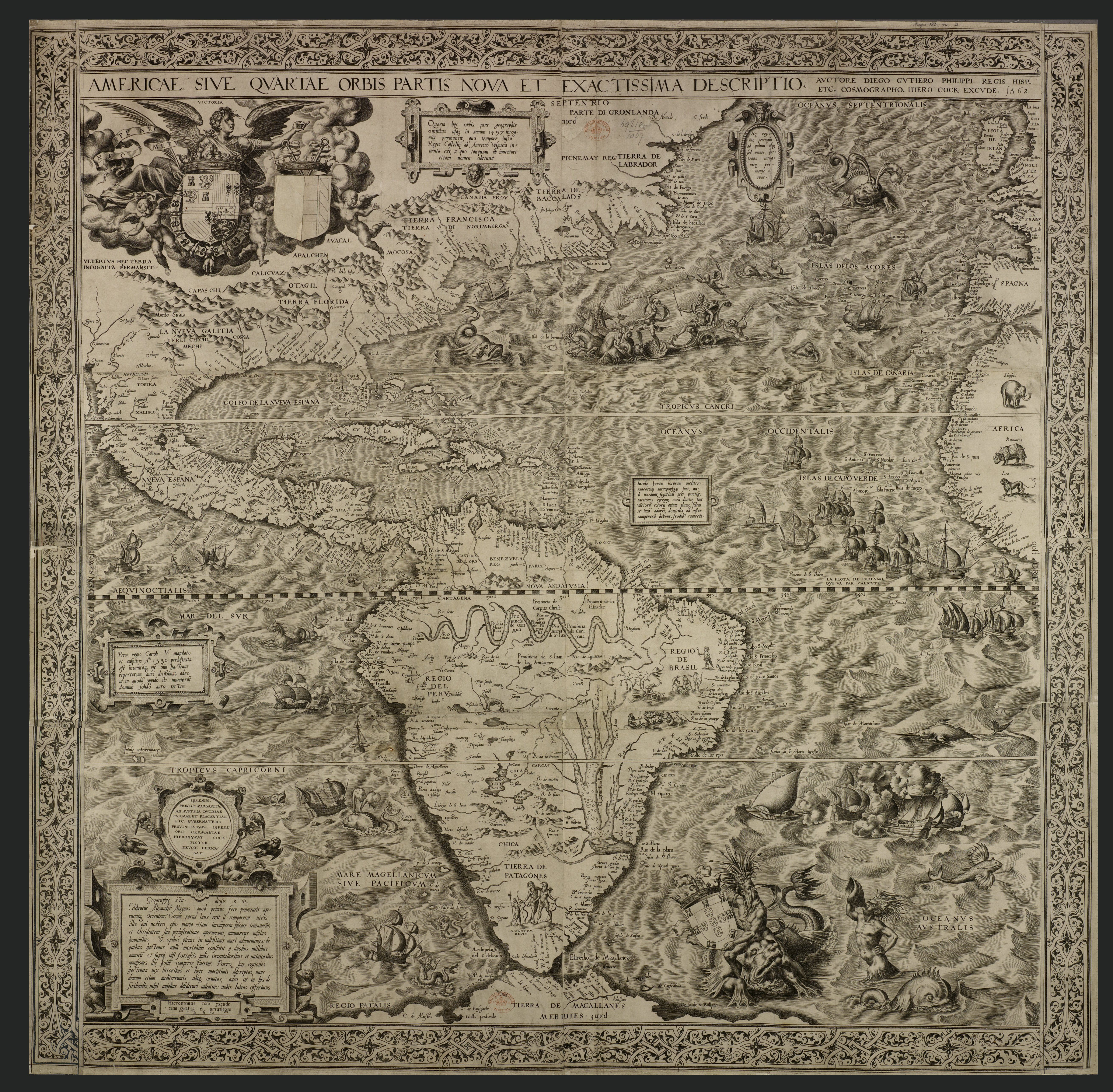
Americae Sive Quartae Orbis Partis Nova Et Exactissima Descriptio Дієго Гутьєрреса, найбільша карта Америки до 17 століття та перша карта, яка використовує назву «Каліфорнія». Британська бібліотека, Лондон.

З 1511 по 1512 рік португальські капітани Жуан де Лісбон та Ештеван де Фройс досягли гирла річки Ла-Плата у сучасному Уругваї та Аргентині та пройшли далеко на південь до сучасної затоки Сан-Матіас на 42° пд.ш.. Ця експедиція надала перші новини про «білого короля» та «людей гір» у внутрішній частині (Імперія інків), а також подарунок, срібну сокиру, отриману від тубільців Чарруа після їхнього повернення ("до узбережжя чи сторони Бразилії "), і «на захід» (вздовж узбережжя та гирла річки Ла-Плата), і запропоновану королю Мануелю I. Крістофер де Аро, фламандець сефардського походження (один із фінансистів експедиції разом із Нуно Мануелем), який служив іспанській короні після 1516 р., вважав, що мореплавці відкрили південну протоку на захід в Азію.
В 1515–16 роках Хуан Діас де Соліс, мореплавець що брав участь в експедиції Пінсона 1508 року вирушив в експедицію з метою дослідження Південної Америки і з частиною своєї команди зник під час дослідження на човні річки Ла-Плата. Ця експедиція спонукала португальців прискорити дослідження Бразилії і знову розпалила інтерес до регіону у іспанців, які розпочали його колонізацію в 1531 році.
У 1519 році експедицію, спрямовану іспанською короною, щоб знайти шлях до Азії в обхід Південної Америки, очолив досвідчений португальський мореплавець Фердинанд Магеллан. Флот досліджував річки та затоки та картографував узбережжя Південної Америки, поки не знайшов шлях до Тихого океану через Магелланову протоку.
З 1524 по 1525 рік португальський конкістадор Алейшо Гарсія (можливо, ветеран експедиції Соліса 1516 року), очолював приватну експедицію кількох кастильських і португальських авантюристів, що зазнали кораблетрощі, яка залучила близько 2000 індіанців гуарані. Вони досліджували території сучасної південної Бразилії, Парагваю та Болівії, використовуючи місцеву мережу стежок Пеабіру. Вони також були першими європейцями, які перетнули напівпустельний регіон Чако і досягли територій імперії інків в Андах зі сходу, поблизу Сукре.

## Відкриття в Індійському океані (1497—1513)

### Плавання Васко да Гами до «справжньої Індії»

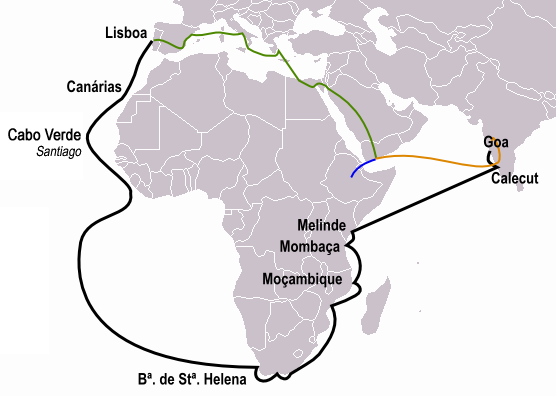
Подорож Васко да Гами до Індії 1497—1499 рр. (чорний). Попередні подорожі Перу да Ковіляна (помаранчевий) і Афонсу де Пайва (синій) і їхній спільний маршрут (зелений)

Захищені від прямої іспанської конкуренції Тордесільяським договором, португальські дослідження та колонізація на схід продовжувалися швидкими темпами. Двічі, у 1485 і 1488 роках, Португалія офіційно відмовилась від пропозиції генуезця Христофора Колумба досягти Індії, пливучи на захід. Експерти португальського короля Жуана II відхилили цю ідею, оскільки вважали, що оцінка Колумба відстані від Європи до Азії у 2400 миль (3860 км) була замалою (і виявились, на відміну від Колумба, цілком праві в цьому). Частково рішення Жуана відмовити Колумбу було також обумовлене тим, що португальці наполегливо просувались до Індії східним шляхом і на момент розгляду другої пропозиції Бартоломеу Діаш вже відбув у своє плавання в 1487 році, намагаючись знайти шлях в Індійський океан навколо південного краю Африки. Не відкидаючи можливості досягнути Азії плаванням в західному напрямку (на той момент уявлення про те, що Земля кругла вже було загальновизнаним в науковому середовищі, хоча це й ще не було доведено експериментальним шляхом), експерти Жуана II вважали, що плавання до Азії в східному напрямку вимагатиме значно коротшої подорожі. Повернення Діаша з мису Доброї Надії в 1488 році та подорож Перу да Ковільяна до Ефіопії по суші показали, що багатство Індійського океану доступне з Атлантики. Була підготовлена давно назріла експедиція.

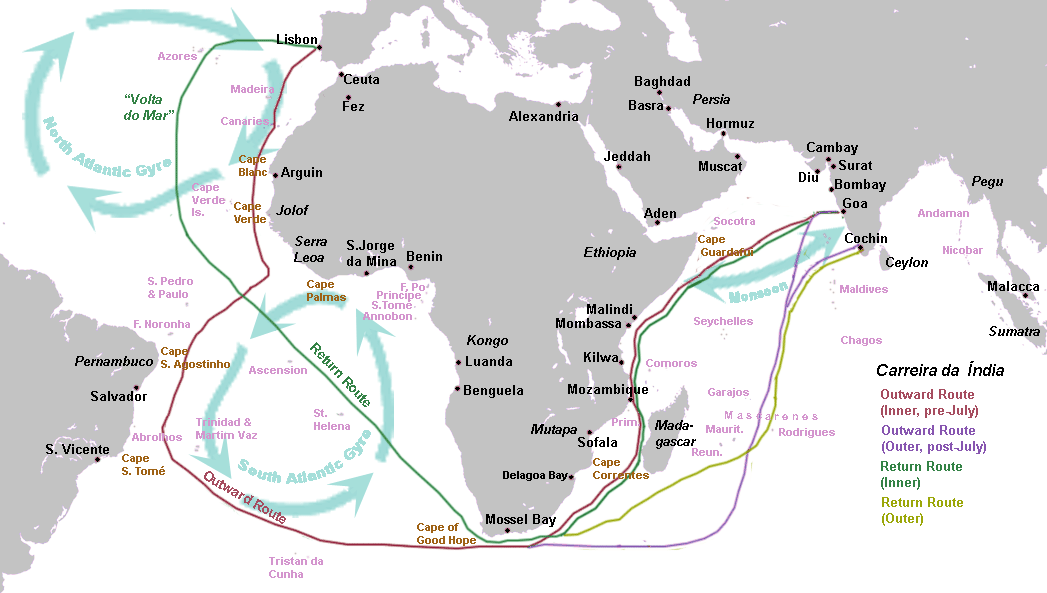
Маршрути португальських Індійських армад Атлантичним та Індійським океанами на вихід і назад, з маневрами Volta do mar в Північній Атлантиці, розробленим навігаторами Енріке Мореплавця, і вихідним маршрутом західних вітрів Південної Атлантики, відкритим Бартоломеу Діашем у 1488 році, по якому йшли наступні експедиції Васко да Гами та Педру Алваріша Кабрала

У липні 1497 року невеликий дослідницький флот із чотирьох кораблів і близько 170 осіб покинув Лісабон під командуванням Васко да Гами. У грудні флот пройшов Велику рибну річку, звідки повернув Діаш, і рушив у води, досі невідомі європейцям. Попрямувавши в Індійський океан, да Гама увійшов до морського регіону, який мав три добре розвинені торгові маршрути. Перший, яким ішов да Гама, з'єднував Могадішо на східному узбережжі Африки з Аденом біля входу в Червоне море, перським портом Ормуз на вході у Перську затоку з Камбеєм на північному сході Індії і Калікутом на південному сході Індії. 20 травня 1498 року португальська флотилія прибула у Калікут. Зусилля Васко да Гами отримати сприятливі умови торгівлі зруйнувала низька вартість португальських товарів порівняно з цінними товарами, якими торгували в Індії.  Через два роки і два дні після відправлення з Лісабона, Гама та вціліла команда з 55 чоловік повернулися до Португалії ставши першими мореплавцями, які допливли морем з Європи до Індії. Подорож да Гами оспівана в Лузіадах, епічній поемі Луїса де Камойнша, що вважається найвидатнішим португальським літературним твором.
У липні 1499 року новина про те, що португальці досягли «справжньої Індії» поширилась по Європі, оскільки через день після урочистого повернення флоту Мануел I надіслав листа с повідомленням про цю подію іспанським католицьким королям Фернандо та Ізабеллі.
У 1500 році друга, більша португальська армада із тринадцяти кораблів і близько 1500 чоловік була відправлена до Індії на чолі з Педру Алварішем Кабралом. Дорогою до Індії португальці випадково натрапили на бразильське узбережжя Південної Америки і оголосили права Португалії на ці землі, оскільки вони знаходились східніше Тордесільяської лінії. Пізніше в Індійському океані один із кораблів Кабрала досяг Мадагаскару (1501), який частково дослідив Тріштан да Кунья в 1507; Маврикій був відкритий в 1507 році, Сокотра була захоплена в 1506 році. Того ж року Лоуренсу де Алмейда висадився на Шрі-Ланці, острові, що називався «Тапробане» у стародавніх звітах Александра Македонського та грецького географа Мегасфена IV століття до нашої ери. На Азійському материку перші португальські факторії (торговельні пости) були засновані в Кочі і Калікуті (1501), а згодом у Гоа (1510).

### «Острови спецій» і Китай

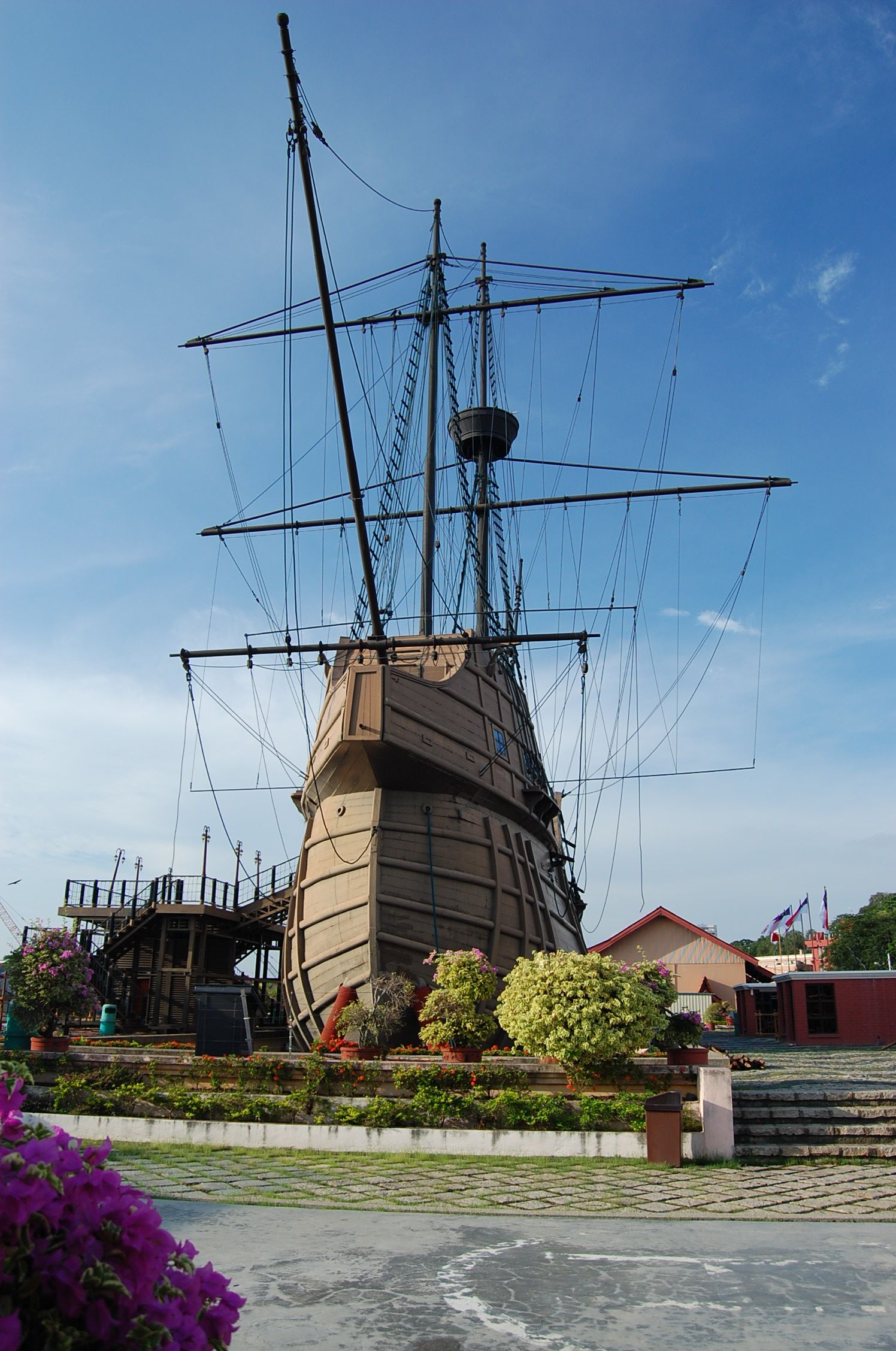
Репліка караки Афонсу АлбукеркіФлор-ду-Мар, у Морському музеї Малакки (Малайзія)

З Індії португальці продовжили свої плавання далі на схід, увійшовши до другого існуючого кола торгівлі в Індійському океані, що поєднував Калікут та Кійон в Індії з портами Південно-Східної Азії, включаючи Малакку та Палембанг. 1511 року Афонсу де Албукеркі завоював Малакку і перетворив її на центр португальської торгівлі з Південно-Східною Азією. З Малакки Албукеркі відправив кілька дипломатичних місій до сусідніх королівств, зокрема Дуарте Фернандіша став першим європейським посланником до Королівства Аюттхаї (сучасний Таїланд). Таємничі «Острови прянощів», місцезнаходження яких залишалось для європейців досі невідомим і досягнення яких було головною метою португальських подорожей в Індійському океані були виявлені на Малукських островах. Цими островами виявились архіпелаг Банда, на той час єдине у світі місце, де вирощувався мускатний горіх і острови Тернате і Тідоре, де вирощувалась гвоздика.
В листопаді 1511 року, перебуваючи у Малацці, Албукеркі відправив на пошуки «Островів Прянощів» експедицію на чолі з Антоніу де Абреу. Пройшовши за допомогою місцевих малайських лоцманів повз Яву, Малі Зондські острови, Буру, Амбон і Серам, на початку 1512 року вони прибули на архіпелаг Банда, та стали першими європейцями, які особисто дістались «Островів Прянощів». З архіпелагу Банда Абреу повернувся до Малакки, тоді як його заступник Франсішку Серран вирушив на північ, знову досяг Амбона і після того, як його корабель затонув біля острова Серам, він отримав запрошення від султана острова Тернате оселитись зі своєю командою на цьому острові і звести на ньому португальську факторію — форт Сан-Жуан-Баптіста-де-Тернате, який започаткував португальську колонізацію на Малайському архіпелазі.
У травні 1513 Жоржі Алваріш, один із португальських посланців, досяг Китаю і висадився на острові Лінтін у дельті річки Чжуцзян, де спробував заснувати торговий пост. 1516 року Рафаель Перестрелло — двоюрідний брат дружини Христофора Колумба — став першим європейським дослідником, який відпливши з Малакки висадився на узбережжі материкового Китаю та організував торгівлю у Кантоні. 1517 року Кантон з метою торгівлі відвідав Фернан Піріш де Андраде. Португальці зазнали поразки від китайців у 1521 році в битві при Тунмен і в 1522 році в битві при Сікаован, під час якої китайці захопили португальські затворнозарядні поворотні гармати та змінили технологію, назвавши їх «Фоланджі» (佛郎機 — франкські), оскільки в той час китайці на арабський манір називали усіх європейців «франками». Через кілька десятиліть військові дії між португальцями та китайцями припинилися, і в 1557 році китайці дозволили португальцям заснувати свою факторію у Макао.
Щоб зміцнити португальську торговельну монополію, Афонсу де Албукеркі захопив у Перській затоці в 1507 році Маскат і в 1515 році Ормуз. Він також вступив у дипломатичні відносини з Персією. 1513 року, намагаючись завоювати Аден, експедиція на чолі з Албукеркі зайшла через Баб-ель-Мандебську протоку в Червоне море і знайшла прихисток на острові Камаран. 1521 року війська під командуванням Антоніу Коррейя завоювали Бахрейн, започаткувавши період майже вісімдесятирічного правління Португалії над цим архіпелагом Перської затоки. У Червоному морі Массава була найпівнічнішою точкою, яку часто відвідували португальці до 1541 року, коли флот під командуванням Ештевана да Гама проник до Суеца.

## Відкриття в Тихому океані (1513—1529)

### Бальбоа досягає Тихого океану

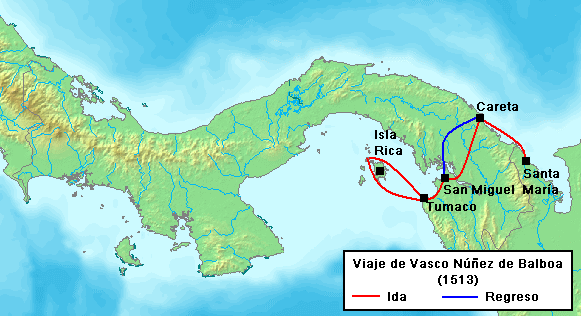
Подорож Васко Нуньєса де Бальбоа до «Південного моря», 1513 рік

У 1513 році приблизно за 65 км на південь від Аканді (на території сучасної Колумбії), іспанець Васко Нуньєс де Бальбоа почув несподівану новину про «інше море», багате золотом, яку сприйняв з великим інтересом. Маючи невеликі ресурси та використовуючи інформацію, надану касиками, він на чолі загону зі 190 іспанців і кількох місцевих провідників здійснив подорож через Панамський перешийок.
Використовуючи невелику бригантину та десять місцевих каное, вони пропливли вздовж узбережжя та вийшли на сушу для подорожі через перешийок. 6 вересня експедицію підсилив загін з 1000 чоловіків, після чого іспанці провели кілька битв з тубільцями, увійшли в густі джунглі та піднялись на гірський хребет уздовж річки Чукунаке, звідки за словами провідників було видно «інше море». Бальбоа пішов уперед і до обіду 25 вересня він побачив на горизонті невідкрите море. Члени експедиції Бальбоа спустилася до берега для короткої розвідки, таким чином ставши першими європейцями, які вийшли до Тихого океану в Новому світі. Пройшовши понад 110 км, Бальбоа назвав бухту, де вони опинилися, «Сан-Мігель». Він назвав нове море Мар-дель-Сур (Південне море), оскільки через вигин Панамського перешийка, іспанці, щоб дістатись його, подорожували на південь. Головною метою експедиції Бальбоа був пошук багатих на золото королівств. З цією метою він перетнув землі касиків і дістався до прибережних островів, назвавши найбільший з них Ісла-Ріка (Багатий острів, сьогодні знаний як Ісла-дель-Рей). Всій групі островів Бальбоа дав назву Archipiélago de las Perlas (Перловий архіпелаг), яку вони зберігають і сьогодні.
Дізнавшись про відкриття Бальбоа «Південного моря», в спробах знайти морський прохід до цього моря з 1515 по 1516 рік іспанський флот на чолі з Хуаном Діасом де Солісом проплив на південь вздовж узбережжя Південної Америки аж до гирла річки Ла-Плата, якій Соліс дав назву незадовго до своєї загибелі.

### Перша навколосвітня подорож

Маршрут навколосвітньої подорожі Магеллана — Елькано (1519—1522)

В 1516 році кілька португальських мореплавців, які конфліктували з королем Португалії Мануелем I, зібралися в Севільї, щоб обговорити умови переходу на службу до нового короля Іспанії Карла I. Серед них були мореплавці Діогу та Дуарте Барбоза, Ештеван Гоміш, Жуан Серран та Фернанду Магеллан, картографи Жоржи Рейнель та Діогу Рібейру, космографи Франсіско та Руй Фалейру та фламандський купець Крістофер де Аро.
Фернанду (який на іспанський манір тепер став Фердинандом) Магеллан, який до 1513 року плавав до Індії на португальській службі в той час, коли були досягнуті Молуккські острови і підтримував зв'язок із Франсішку Серраном, який оселився на молуккському острові Тернате. Магеллан, ґрунтуючись на дослідженнях свого приятеля Руя Фалейру, обстоював припущення, що ці острови перебували в іспанській зоні впливу, визначеній Тордесільяським договором.

Знаючи про спроби іспанців знайти шлях до Індії, ідучи на захід, Магеллан представив свій план іспанському королю Карлу I. Іспанська корона і фламандський купець Крістофер де Аро забезпечили фінансування експедиції Магеллана. Флот був зібраний, і іспанські мореплавці, такі як Хуан Себастьян Елькано, приєдналися до експедиції. 10 серпня 1519 року вони вирушили з Севільї з флотом із п'яти кораблів — флагман «Тринідад» під командуванням Магеллана, «Сан-Антоніо», «Консепсьйон», «Сантьяго» та «Вікторія», перший з яких був каравелою, а всі інші караки або «нау» — з екіпажем приблизно 237 європейців з кількох регіонів, з метою дістатися до Молуккських островів, подорожуючи на захід, намагаючись залучити їх в економічну та політичну сферу Іспанії.

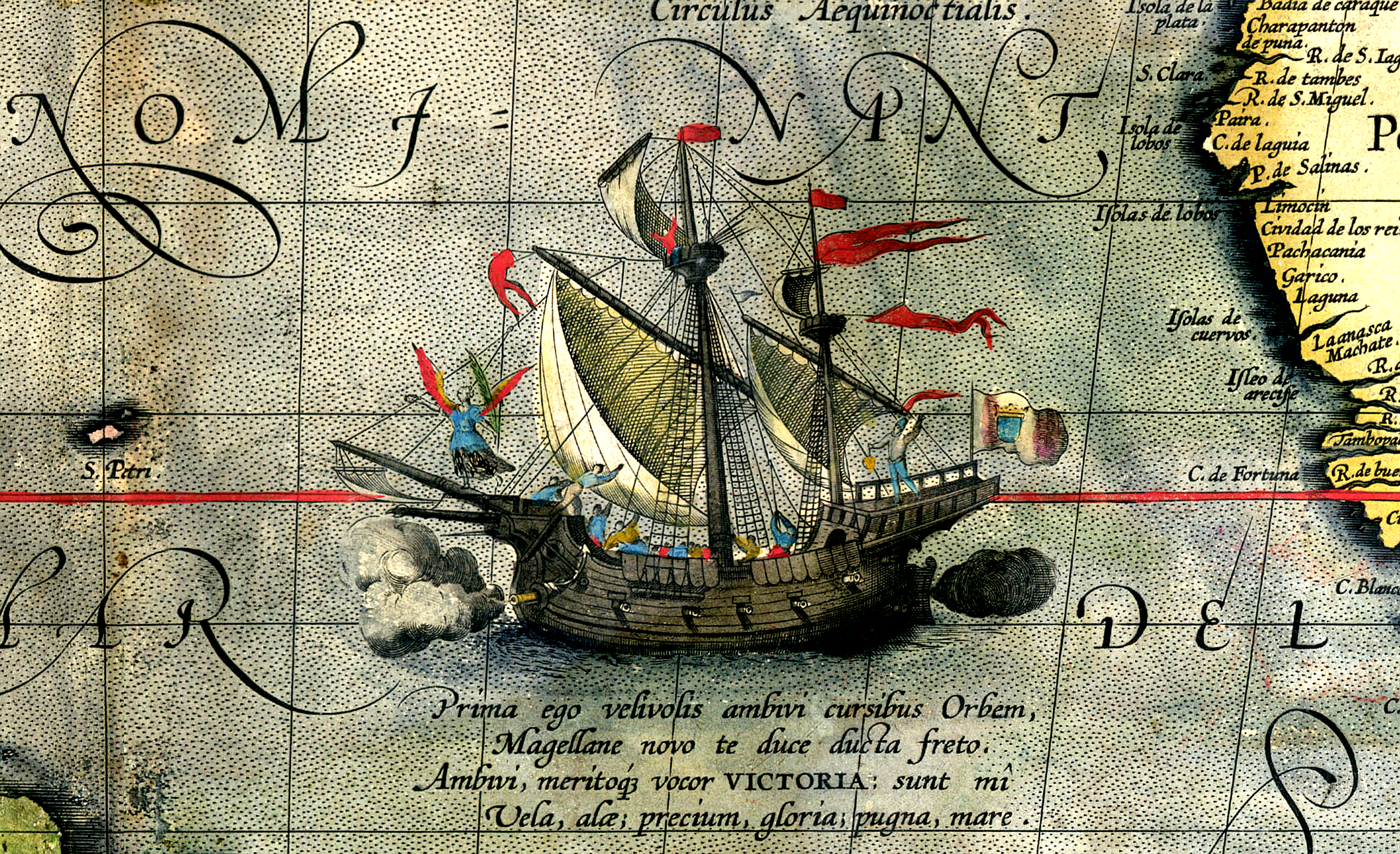
Вікторія, єдиний з п'яти кораблів Магеллана, який завершив першу навколосвітню подорож. (Фрагмент з Maris Pacifici Ортеліуса, 1589.)

Флот плив усе далі й далі на південь, уникаючи португальських територій у Бразилії, і став першим, хто досяг Вогняної Землі на південному кінці Америки. 21 жовтня, починаючи з мису Вірхенес, вони розпочали важку подорож завдовжки 570 км по довгій протоці, яку Магеллан назвав Протока Всіх Святих (Estrecho de Todos los Santos), сучасна Магелланова протока). 28 листопада три кораблі, що залишились від його флотилії, увійшли в Тихий океан, який іспанці назвали Mar Pacífico через його позірну спокійність. Експедиції вдалося перетнути Тихий океан, але 27 квітня 1521 року Магеллан загинув у сутичці з тубільцями на острові Мактан на Філіппінському архіпелазі і залишки експедиції очолив іспанець Хуан Себастьян Елькано, який врешті привів іспанську флотилію на Острови прянощів, досягнувши острова Тідоре 8 листопада 1521 року. Після того, як «Консепсьйон» ще раніше був залишений командою і спалений, під керівництвом Елькано залишалося тільки два кораблі. «Тринідад» було відремонтовано і судно вирушило в зворотному напрямку на схід до іспанських володінь у Панамі, а «Вікторія» під командуванням Хуана Себастьяна Елькано з Островів прянощів вирішила повертатись не вже пройденим шляхом на схід навколо Америки, а португальським маршрутом навколо Африки — на захід. «Тринідад» зіткнувся із зустрічними пасатами і врешті був змушений повернутися до Молуккських островів. Тут корабель захопили в полон португальці і після звинувачення у втручанні в португальську зону інтересів в порушення умов Тордесільяського договору, більшість його екіпажу загинула на каторзі в Індії. На «Вікторії», екіпаж якої був поповнений незначним числом острів'ян-малайців (майже всі вони загинули в дорозі) незабаром стало бракувати провізії і частина екіпажу стала вимагати від капітана взяти курс на приналежний португальській короні Мозамбік та здатися португальцям. Проте більшість моряків і сам капітан Елькано вирішили будь-що спробувати допливти до Іспанії. 6 вересня 1522 року, зробивши лише одну зупинку на островах Кабо-Верде, «Вікторія» повернулася до Іспанії, завершивши першу навколосвітню подорож. З людей, які вирушили на п'ятьох кораблях, лише 18 завершили навколосвітню подорож і зуміли повернутися до Іспанії на цьому єдиному судні під проводом Елькано. Антоніо Пігафетта, венеційський учений і мандрівник, який попросився на борт і став вірним помічником Магеллана, вів точний щоденник, який став основним джерелом багатьох відомостей про цю подорож.
Ця навколосвітня подорож дала Іспанії цінні знання про світ і його океани, які пізніше допомогли в дослідженні та колонізації Філіппін. Хоча це не була реалістична альтернатива португальському маршруту до Індії навколо Африки (Магелланова протока була надто далеко на південь, а Тихий океан занадто великий, щоб подолати його за одну подорож з Іспанії), наступні іспанські експедиції використовували цю інформацію для дослідження Тихого океану та відкрили шляхи, якими іспанські Манільські галеони організували торгівлю між Акапулько в Новій Іспанії (сучасна Мексика) та Манілою на Філіппінських островах.

### Іспанські експедиції на захід і португальські на схід зустрічаються

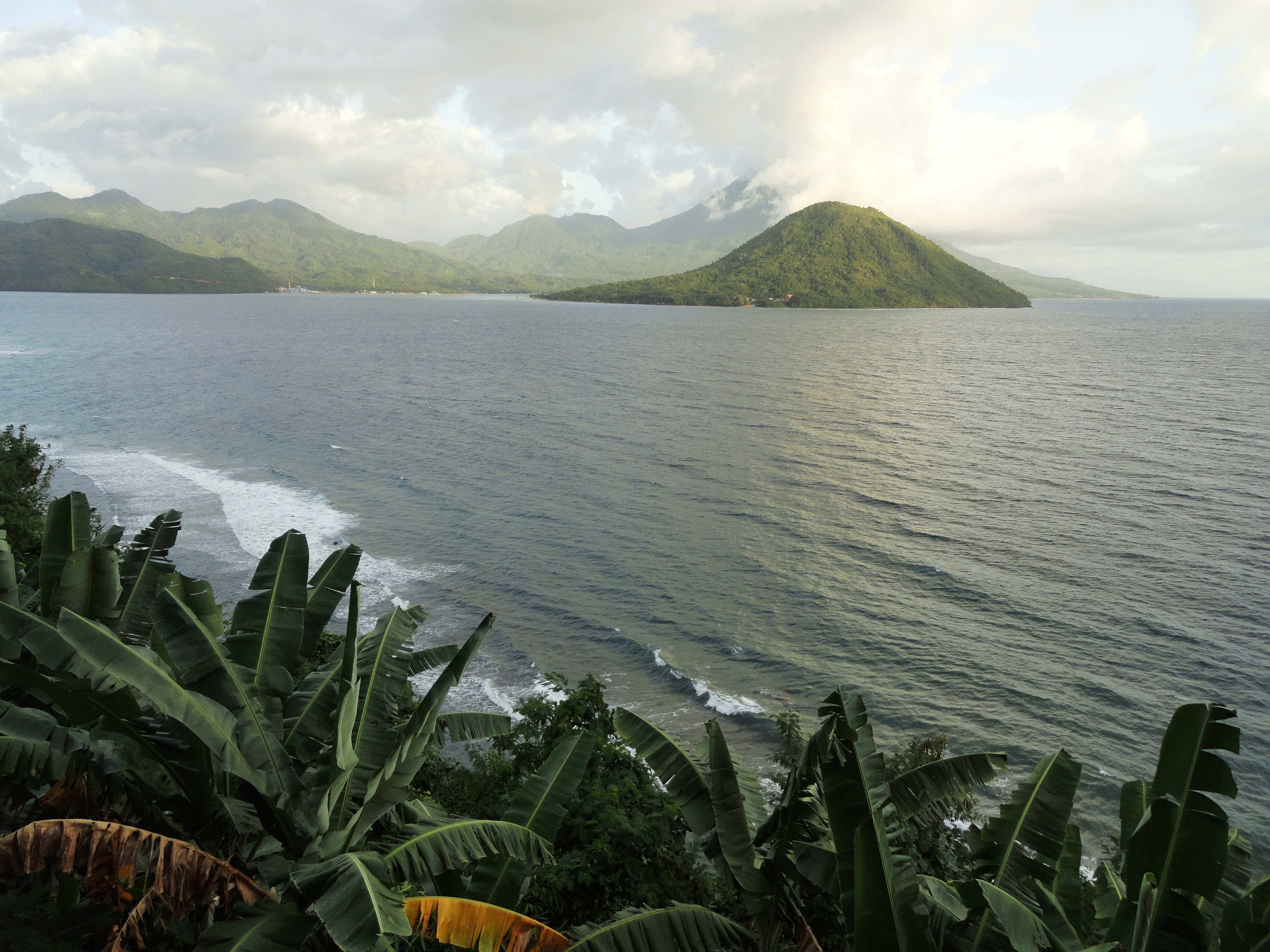
Вид з острова Тернате на острів Тідоре на Малуккських островах, де експедиції португальців на схід та іспанців на захід остаточно зустрілись між 1522 і 1529 роками.

Невдалі спроби Сааведри знайти зворотний шлях з Молуккських островів до Нової Іспанії (сучасна Мексика) у 1529 році

В 1522 році, невдовзі після арешту залишків експедиції Магеллана, португальці побудували власний форт на острові Тернате. 1525 року, іспанський король Карл V відправив ще одну експедицію на захід з метою колонізувати Молуккські острови, наголошуючи на тому, що вони знаходились в іспанській зоні згідно Тордесільяського договору. Флот з семи кораблів і 450 осіб на чолі з Гарсіа Жофре де Лоаіса мав найвидатніших іспанських навігаторів: Хуана Себастьяна Елькано і Лоаіса, які загинули в цьому поході, а також молодого Андреса де Урданета.
Поблизу Магелланової протоки один із кораблів, який шторм відніс на південь, досягнув 56° південної широти, де, як описували іспанці, видно «кінець землі» — так було вперше пройдено мис Горн. Експедиція з великими труднощами досягла Молуккських островів, знову приставши до острова Тідоре. Конфлікт з португальцями, що облаштувались на сусідньому острові Тернате, був неминучим і поклав початок майже десятилітній сутичці.
Оскільки не було встановлено точного антимеридіану Тордесільяської лінії, яка розділила Земну кулю між Португалією і Іспанією, обидва королівства організували зустрічі для розв'язання цієї проблеми. З 1524 по 1529 роки португальські та іспанські експерти зустрілися в Бадахосі та Елваші, намагаючись знайти точне розташування Тордесільяського антимеридіана, який розділив би світ на дві рівні півкулі. Кожне королівство призначило в спільну комісію трьох астрономів і картографів, трьох досвідчених штурманів і трьох математиків. Комісія збиралась кілька разів, але так і не дійшла згоди, оскільки на той момент було недостатньо знань для точного обчислення довготи і кожна група вважала, що острови належать саме їх суверену. 1529 року, після тривалих переговорів питання було вирішено підписанням Сарагоського договору, згідно з яким було прийняте компромісне рішення — Молуккські острови відійшли до Португалії, а Філіппінський архіпелаг — до Іспанії. Значно пізніше було встановлено, що не тільки Молукки, а й Філіппіни також перебувають у «португальській» півкулі, але рішення Сарагоського договору вже не змінювали і Філіппіни залишились під іспанським контролем.
Між 1525 і 1528 роками Португалія направила кілька експедицій, щоб дослідити район навколо Молуккських островів. 1525 року губернатор Тернате Жоржі де Мінезіш відправив на схід Гоміша де Секейра та Діогу да Роча, які стали першими європейцями, які досягли Каролінських островів, які вони назвали «Острови Секейри». 1526 року сам Жоржі де Мінезіш досягнув островів Біак, Вайгео та Нова Гвінея. На цих дослідженнях базується теорія про відкриття португальцями Австралії, одна з кількох конкуруючих теорій про раннє відкриття Австралії, яку підтримує австралійський історик Кеннет Макінтайр, стверджуючи, що континент відкрили Кріштован де Мендонса та Гоміш де Секейра.
У 1527 році Ернан Кортес спорядив флот для пошуку нових земель у «Південному морі» (Тихому океані) та попросив свого двоюрідного брата Альваро де Сааведру Серона взяти на себе управління експедицією. 31 жовтня 1527 року Сааведра відплив із Нової Іспанії, перетнув Тихий океан і пройшов уздовж північного узбережжя Нової Гвінеї, яка тоді називалася Золотий острів (Ісла-де-Оро). У жовтні 1528 року одне з іспанських суден досягло Молуккських островів. Під час спроби повернутися до Нової Іспанії цей корабель був зупинений північно-східними пасатами, які змусили його повернутись назад, тож він спробував відплисти вниз, на південь. Він повернувся до Нової Гвінеї та поплив на північний схід, де натрапив на Маршаллові та Адміралтейські острови, але знову був зупинений зустрічними вітрами, які втретє принесли його до Молуккських островів. Виявилось, що знайти шлях повернення з Південно-Східної Азії на захід в Америку через Тихий океан було складним завданням, але зрештою цей шлях знайшов в 1565 році Андрес де Урданета.

## Іспанські суходільні експедиції в Новому світі (1519—1532)
Чутки про існування невідкритих островів на північний захід від Еспаньйоли дійшли до Іспанії до 1511 року, і король Фернандо II виявив зацікавлення у продовженні подальших досліджень. У той час як португальці робили величезні успіхи в Індійському океані, іспанці зосередились на дослідженні внутрішніх територій відкритих ними земель у пошуках золота та інших цінних ресурсів. Учасники цих експедицій, «конкістадори», не були солдатами регулярної іспанської армії, а більше нагадували солдатів удачі — вони походили з різних верств населення, включаючи ремісників, торговців, духовенство, юристів, дрібну знать. Серед них було навіть кілька звільнених рабів. Зазвичай вони самостійно дбали про власне озброєння та постачання, або отримували кредит на його придбання в обмін на частку у майбутньому прибутку. Зазвичай вони не мали професійної військової підготовки, але деякі з них мали попередній досвід участі в інших експедиціях.
На материковій частині Америки іспанці зіткнулися з місцевими імперіями тубільців, які були такими ж великими та густонаселеними, як і в Європі. Відносно невеликі експедиції конкістадорів укладали союзи з тубільними союзниками, які мали суперечки з головними силами імперії. Після встановлення суверенітету Іспанії та виявленні основного джерела місцевих доходів, іспанська корона зосередилась на відтворенні на захоплених землях в Америці існуючих в Іспанії інститутів держави та церкви. Першим ключовим елементом було так зване «духовне завоювання» корінного населення через християнську євангелізацію. Початкова економіка нових підлеглих з іспанськими завойовниками базувались на сплаті данини товарами та примусовій праці корінного населення в системі відносин, що отримала назву енком'єнда. Після того, як основні джерела багатства були знайдені у формі величезних родовищ срібла, були трансформовані не лише колоніальні економіки Мексики та Перу, але й європейська економіка. Іспанська імперія перетворилася на велику світову державу. Були створені глобальні торговельні мережі, якими з Америки в Європу постачались цінні сільськогосподарські культури, але справжнім двигуном світової економіки стало надходження з Іспанської Америки небачених до того обсягів срібла.
У той самий час пандемії європейських хвороб, таких як віспа, знищили корінне населення, яке не мало до них імунітету.
У 1512 році, щоб винагородити Хуана Понсе де Леона за дослідження та колонізацію Пуерто-Рико в 1508 році, король Фернандо закликав його шукати нові землі. Він мав стати губернатором відкритих земель, але при цьому сам фінансував усі дослідження. З трьома кораблями та екіпажем в приблизно 200 чоловіків, Леон відплив з Пуерто-Рико в березні 1513 року. У квітні вони побачили землю і назвали її Ла-Флорида, через те, що вони відкрили її під час в Великодніх свят (Флорида), — вважаючи, що це острів, і Хуан Понсе де Леон став першим європейцем, який висадився на Північноамериканському континенті. Місце висадки Хуана знаходилось десь між Сент-Огастином, затокою Понсе-де-Леон і Мелборн-Біч. Іспанці вирушили на південь для подальших досліджень і 8 квітня зіткнулися з настільки сильною течією, що вона виштовхнула їх назад: це була перша зустріч іспанців з Гольфстрімом, течія якого невдовзі стане основним маршрутом для кораблів на схід з Вест-Індії до Європи. Вони досліджували узбережжя, досягнувши Біскейнської затоки, островів Драй Торгтугас, а потім попливли на південний захід з метою обігнути Кубу, та повернулися, досягнувши о. Великий Багама в липні.

### Дослідження Кортесом Мексики та захоплення імперії ацтеків

Маршрут Кортеса до Теночтітлана в імперії ацтеків (1519—1521)

У 1517 році губернатор іспанської Куби Дієго Веласкес де Куельяр доручив флоту на чолі з Ернандесом де Кордова дослідити півострів Юкатан. Вони досягли узбережжя, де майя запросили їх висадитися. Проте вночі на табір іспанців напали, і на Кубу повернувся лише залишок екіпажу. Потім Веласкес відправив ще одну експедицію на чолі зі своїм племінником Хуаном де Гріхальва, який відплив на південь уздовж узбережжя до Табаско, частини імперії ацтеків.
У 1518 році Веласкес доручив меру столиці Куби Ернану Кортесу очолити ще одну експедицію у внутрішні території Мексики, але через стару суперечку між ними пізніше скасував доручення. У лютому 1519 року Кортес все одно відплив до Мексики, здійнявши відкритий заколот. Маючи приблизно 11 кораблів, 500 людей, 13 коней і невелику кількість гармат, він висадився на Юкатані, на території майя, претендуючи на землю для іспанської корони. З Тринідаду він перейшов до Табаско і виграв битву з тубільцями. Серед переможених була Марина (Малінче), його майбутня коханка, яка знала як (ацтекську) мову науатль, так і мову майя, ставши цінним перекладачем і порадником. Кортес дізнався про багату імперію ацтеків через Малінче.
У липні люди Кортеса захопили Веракрус, і він заявив, що діє за прямим наказом нового короля Іспанії Карла I. Там Кортес запросив зустріч з імператором ацтеків Монтесумою II, який неодноразово відмовлявся від неї. Загін Кортеса попрямував в Теночтітлан уклавши по дорозі союзи з кількома ворожими ацтекам племенами. У жовтні у супроводі близько 3000 тласкальтеків вони рушили до Чолули, другого за величиною міста в центральній Мексиці. Або щоб вселити страх в ацтеків, які чекали на нього, або (як він пізніше стверджував), бажаючи показати приклад, коли він боявся зради місцевих жителів, вони вбили тисячі беззбройних представників знаті, які зібралися на центральній площі, і частково спалили місто.

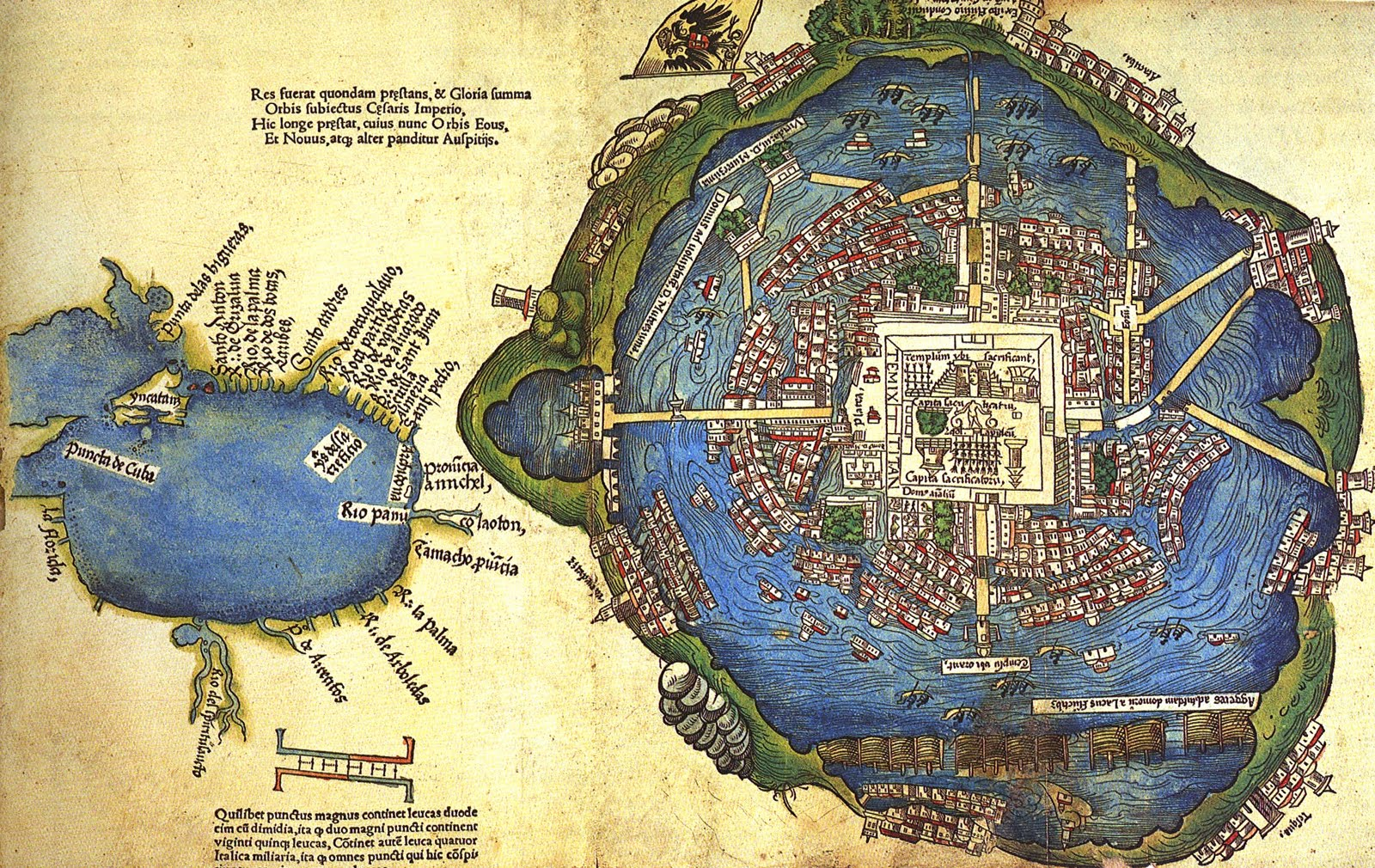
Карта острівного міста Теночтітлан і Мексиканської затоки, зроблена одним із людей Кортеса, 1524 р., Бібліотека Ньюберрі, Чикаго

Прибувши до Теночтітлану з великою армією, 8 листопада іспанці були мирно прийняті Моктесумою II, який навмисно дозволив Кортесу увійти в серце імперії ацтеків, сподіваючись зібрати про іспанців інформацію, яка пізніше дозволить їх розгромити. Імператор надав іспанцям щедрі подарунки золотом, які лише спонукали їх на подальші грабунки. У своїх листах до короля Карла, Кортес стверджував, що тоді дізнався, що ацтеки вважали його або посланцем бога пернатого змія Кетцалькоатля, або самим Кетцалькоатлем — це переконання заперечують деякі сучасні історики. Але незабаром він дізнався, що його люди на узбережжі зазнали нападу, і вирішив взяти Моктесуму в заручники в його палаці, вимагаючи викуп як данину королю Карлу.
Тим часом, щоб протистояти Кортесу Веласкес послав іншу експедицію на чолі з Панфіло де Нарваесом, який прибув до Мексики у квітні 1520 року з 1100 чоловіками. Кортес залишив 200 чоловіків у Теночтітлані, а решту взяв, щоб протистояти Нарваесу, якого він переміг, переконавши його людей приєднатися до свого загону. У Теночтітлані один із лейтенантів Кортеса вчинив різанину у Великому храмі, що спровокувало місцеве повстання. Кортес швидко повернувся, намагаючись підтримати Монтесуму, але імператор ацтеків був убитий, можливо, забитий камінням своїми підданими. Іспанці втекли до тласкальтеків під час Ночі скорботи, коли їм ледве вдалося втекти, тоді як їхній ар'єргард, що прикривав відступ, було знищено. Велика частина награбованого скарбу була втрачена під час цієї панічної втечі. Після битви в Отумбі вони досягли Тласкала, втративши 870 чоловік. Здобувши перемогу за допомогою союзників і підкріплень з Куби, Кортес обложив Теночтітлан і захопив його правителя Куаутемока в серпні 1521 року. Коли імперія ацтеків впала, він заявив, що місто належить Іспанії, перейменувавши його в Мехіко.

### Дослідження Пісарро Перу та захоплення імперії інків

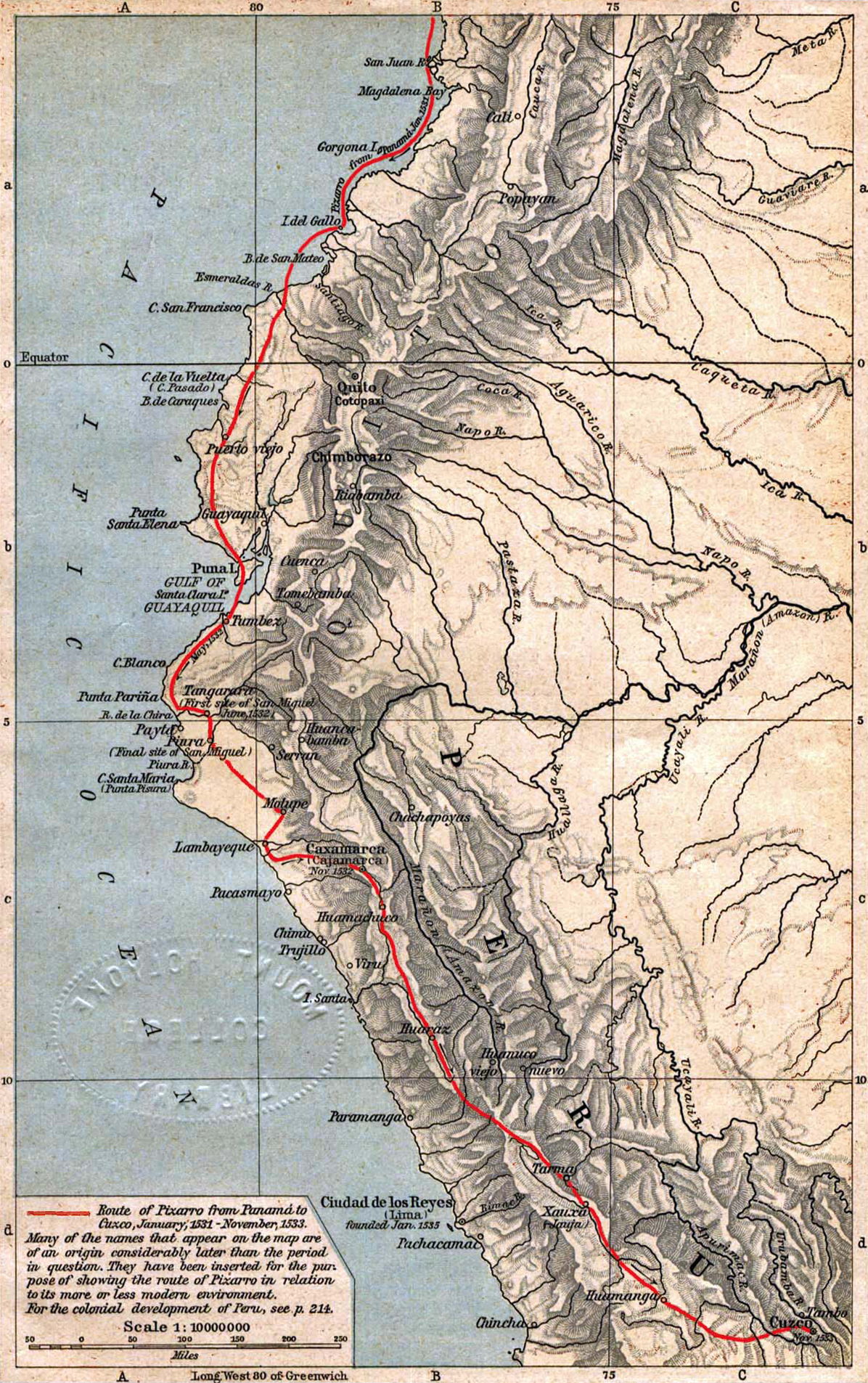
Маршрут досліджень Франциско Пісарро під час завоювання Перу (1531—1533)

Перша спроба дослідити західну частину Південної Америки була зроблена в 1522 році Паскуалем де Андагоя. Тубільні мешканці Південної Америки розповіли йому про багату золотом територію на річці Піру. Діставшись до річки Сан-Хуан (в сучасній Колумбії), Андагоя захворів і повернувся до Панами, де поширив новини про «Піру» як про легендарне Ельдорадо. Ці чутки, разом зі звітами про успіх Ернана Кортеса, привернули увагу Франсіско Пісарро.
Франсіско Пісарро супроводжував Бальбоа під час експедиції, що перетнула Панамський перешийок. 1524 року він уклав партнерство зі священником Ернандо де Луке та солдатом Дієго де Альмагро для дослідження півдня, погодившись розділити прибуток. Вони дали своєму підприємству назву «Empresa del Levante»: Пісарро командував, Альмагро забезпечував військові та продовольчі постачання, а Луке відповідав за фінанси та додаткове забезпечення.
13 вересня 1524 року перша з трьох експедицій яка складалась з 80 чоловіків, що мали 40 коней вирушила на завоювання Перу. Експедиція зазнала невдачі: вона не пройшла далі Колумбії, а іспанці страждали через погану погоду, голод і сутички з ворожими місцевими жителями, під час яких Альмагро втратив око. Назви, надані іспанцями місцям уздовж їхнього маршруту, Puerto deseado (бажаний порт), Puerto del hambre (порт голоду) і Puerto quemado (спалений порт), свідчать про труднощі їхньої подорожі. Через два роки, з неохочого дозволу губернатора Панами, Пісарро розпочав другу експедицію. У серпні 1526 року вони вирушили на двох кораблях зі 160 чоловіками та кількома кіньми. Досягнувши річки Сан-Хуан, вони розлучилися — Пісарро залишився досліджувати болотисті узбережжя, а Альмагро відправили назад за підкріпленням. Головний штурман Пісарро поплив на південь і, перетнувши екватор, захопив пліт з Тумбеса. На його подив, пліт перевозив текстиль, кераміку та бажане золото, срібло та смарагди, що стали головною ціллю експедиції. Незабаром Альмагро приєднався з підкріпленням, і вони відновили експедицію. Після важкої подорожі, що супроводжувалася сильними вітрами та течіями, вони досягли Атакамеса, де знайшли велике корінне населення під владою інків, але не висадилися.
Пісарро залишився в безпеці біля узбережжя, тоді як Альмагро та Луке повернулися за підкріпленням із доказами про віднайдення легендарного Ельдорадо. Новий губернатор категорично відмовився від третьої експедиції та наказав двом кораблям доставити всіх назад до Панами. Альмагро та Луке скористалися можливістю приєднатися до Пісарро. Коли вони прибули до острова Ісла-де-Галло, Пісарро намалював лінію на піску і сказав: «Там лежить Перу з його багатством, тут Панама з її бідністю. Кожен з вас може вибрати те, що найкраще підходить хоробрим кастильцям». Тринадцять чоловік вирішили залишитися з Пісарро і стали знані як Знаменита тринадцятка. Вони попрямували до Ла-Ісла-Горгона, де залишалися сім місяців до прибуття провіанту.
Вони вирішили плисти на південь і до квітня 1528 року досягли північно-західного перуанського регіону Тумбес, де були тепло прийняті місцевими Тумпісами. Двоє людей Пісарро повідомили про неймовірні багатства, включаючи прикрашений золотом та сріблом будинок вождя. Тут вони вперше побачили лам, яких Пісарро назвав «маленькими верблюдами». Тубільці назвали іспанців «дітьми сонця» за їхній світлий колір обличчя та блискучі обладунки. Відтак іспанці вирішили повернутися до Панами, щоб підготувати останню експедицію. Перед поверненням вони пропливли ще трохи на південь через території, які вони назвали Кабо Бланко, порт Пайта, Сечура, Пунта-де-Агуха, Санта-Крус і Трухійо, досягнувши дев'ятого градуса південної широти.
Навесні 1528 року Пісарро відплив до Іспанії, де мав зустріч з королем Карлом Габсбургом. Король почув про його походи в землі, багаті золотом і сріблом, і пообіцяв йому підтримку. Капітуляції Толедо (Capitulación de Toledo) надавали дозвіл Пісарро продовжити завоювання Перу. В Іспанії Пісарро зміг переконати багатьох друзів і родичів приєднатися до його експедиції: своїх рідних братів Ернандо, Хуана і Гонсало Пісарро, свого двоюрідного брата Педро Пісарро, а також Франсіско де Орельяна, який пізніше досліджуватиме річку Амазонку.
Третя і остання експедиція Пісарро вирушила з Панами 27 грудня 1530 року. З трьома кораблями і ста вісімдесятьма чоловіками вони висадилися біля Еквадору і попливли до Тумбеса, але виявили місто зруйнованим. Вони заглибились вглиб країни і заснували перше іспанське поселення в Перу Сан-Мігель-де-П'юра. Один із чоловіків повернувся з посланцем інків і запрошенням на зустріч. Після останньої зустрічі з іспанцями в імперії інків розпочалась громадянська війна, а Атавальпа відпочивав на півночі Перу після перемоги над своїм братом Васкара. Після двох місяців маршу іспанці зустрілись з Атавальпою. Однак він відмовив іспанцям, сказавши, що «не буде нічиїм платником». Армії інків з 80 000 солдатів протистояло менше ніж 200 іспанців, але Пісарро атакував і переміг інків у битві при Кахамаркі, взявши Атавальпу в полон у так званій кімнаті викупу. Попри виконання своєї обіцянки заповнити одну кімнату золотом і дві сріблом, Атавальпа був засуджений за вбивство свого брата і змову проти Пісарро, і був страчений.
У 1533 році Пісарро захопив Куско з військами місцевих народів і написав королю Карлу I: «Це місто є найбільшим і найкращим з усіх, які коли-небудь бачили в цій країні або будь-де в Індії… воно таке гарне і має такі прекрасні будівлі, що виглядало б чудовим навіть в Іспанії». Після того як іспанці закріпили завоювання Перу, в родючій долині Мантаро як столиця Перу було засноване місто Хауха, але воно було занадто далеко в горах, і 18 січня 1535 року Пісарро заснував місто Ліма, що Пісарро вважав одним із найважливіших вчинків у своєму житті.

## Нові торгові шляхи (1542—1565)

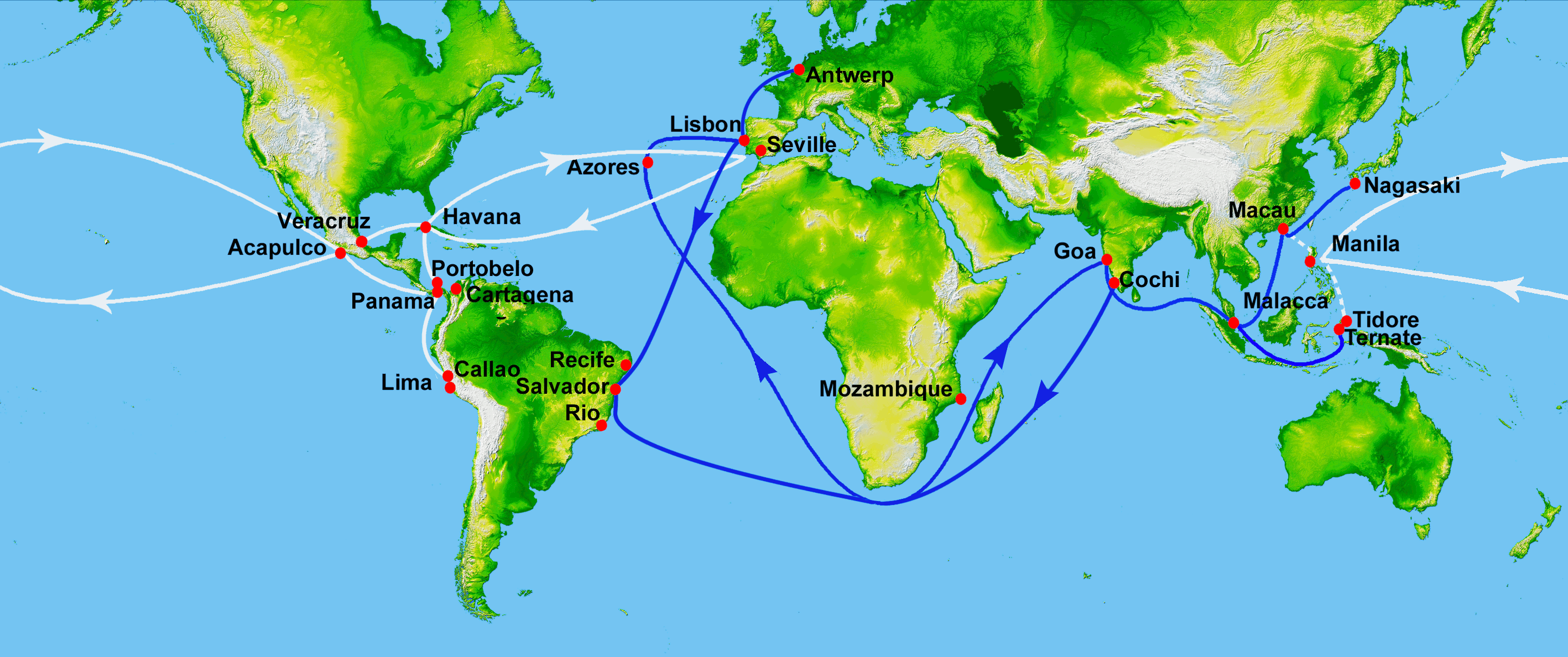
Португальські торгові шляхи (синій) і конкуруючі торгові шляхи іспанських Срібних флотів і Манільських галеонів (білий), засновані в 1568 році

У 1543 році троє португальських торговців випадково стали першими жителями Європи, які досягли Японії та розпочали з нею торгівлю. За словами Фернана Мендіша Пінту, який стверджував, що брав участь у цій подорожі, шторм прибив джонку на якій перебували він, Антоніу да Мота та ще один португалець в Танеґасіму, де місцеві жителі були вражені вогнепальною зброєю, яку японці негайно скопіювали і почали виготовляти у великих масштабах.

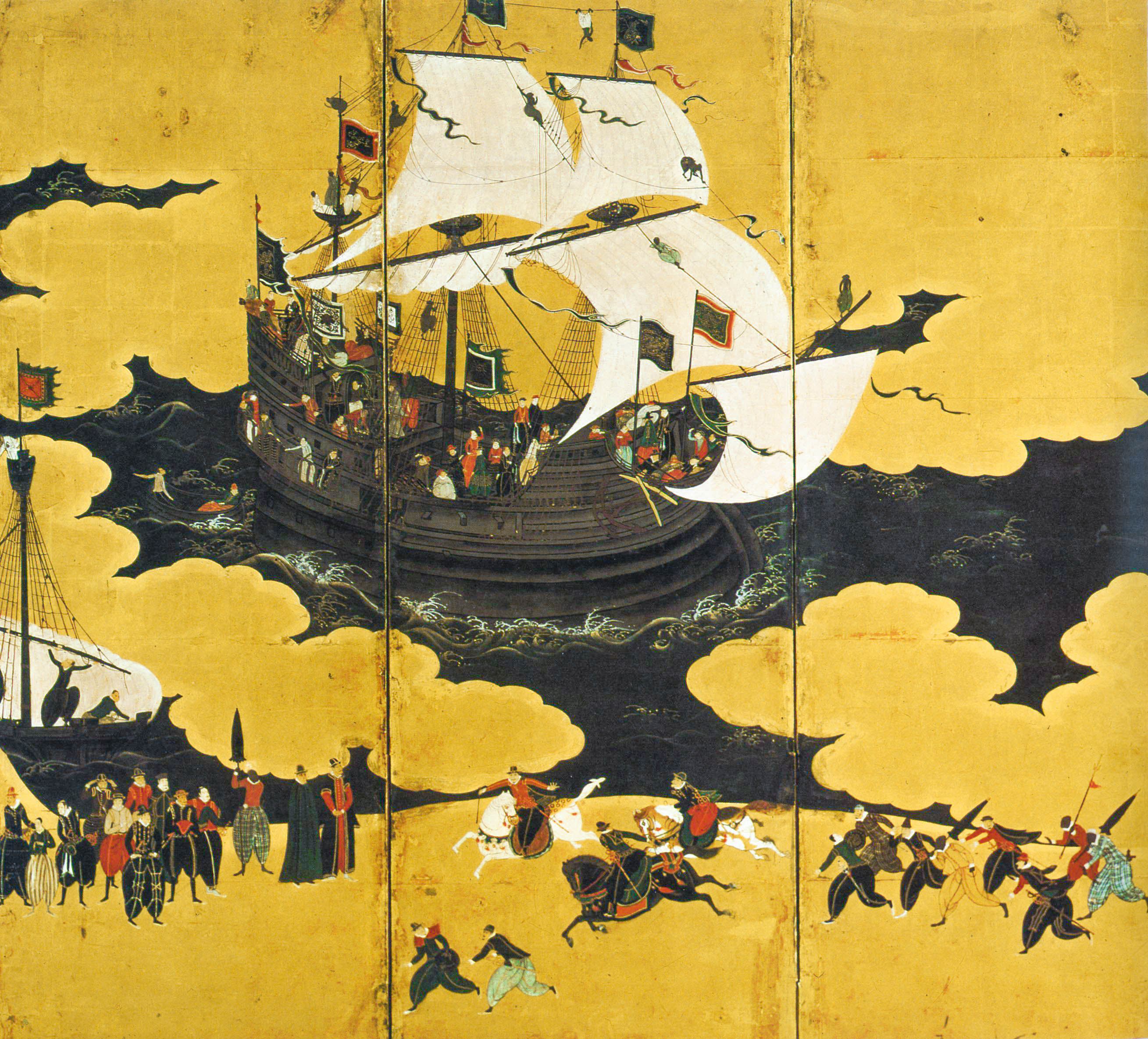
Португальська карака у Нагасакі, мистецтво Нанбан, яке приписують Кано Найдзену, 1570—1616 Японія

Завоювання Філіппінського архіпелагу іспанцями було здійснене за наказом короля Іспанії Філіпа II, і керівником експедиції було призначено Андреса де Урданета. Проте Урданета погодився лише взяти участь в цій експедиції, але не очолювати її і замість нього був призначений Мігель Лопес де Легаспі. Експедиція відпливла в листопаді 1564 року. Провівши деякий час на островах Південно-Східної Азії, Легаспі відправив Урданету назад, із завданням знайти найкращий шлях повернення з Південно-Східної Азії в Америку. 1 червня 1565 року Урданета відплив із Сан-Мігеля на острові Себу, але щоб знайти сприятливий вітер був змушений піднятись на північ аж до 38 градусів північної широти.
Він вважав, що пасати Тихого океану можуть рухатися по колу, подібно до вітрів в Атлантиці. Якщо в Атлантиці кораблі здійснюють маневр Вольта-ду-Мар, щоб спіймати західні вітри, які повернуть їх у Європу з Америки чи Мадейри, то, міркував він, відпливши далеко на північ, перш ніж прямувати на схід, він може спіймати аналогічні пасати, які повернуть їх з Південно-Східної Азії назад до Північної Америки. Його передчуття виправдалося, і він дістався узбережжя біля мису Мендосіно в Каліфорнії, а потім поплив вздовж узбережжя на південь. Корабель прибув до порту Акапулько 8 жовтня 1565 року, пройшовши 20 000 км за 130 днів. Чотирнадцять членів його екіпажу загинули; лише Урданета та Феліпе де Сальседо, племінник Лопеса де Легаспі, мали достатньо сил, щоб кинути якір.
Таким чином був встановлений іспанський шлях через Тихий океан між Мексикою та Філіппінами. Довгий час ці маршрути використовувалися манільськими галеонами, утворюючи таким чином торговельний зв'язок, що з'єднував Китай, Америку та Європу через поєднання транстихоокеанських та трансатлантичних маршрутів.

## Залучення Північної Європи (1595–XVII століття)

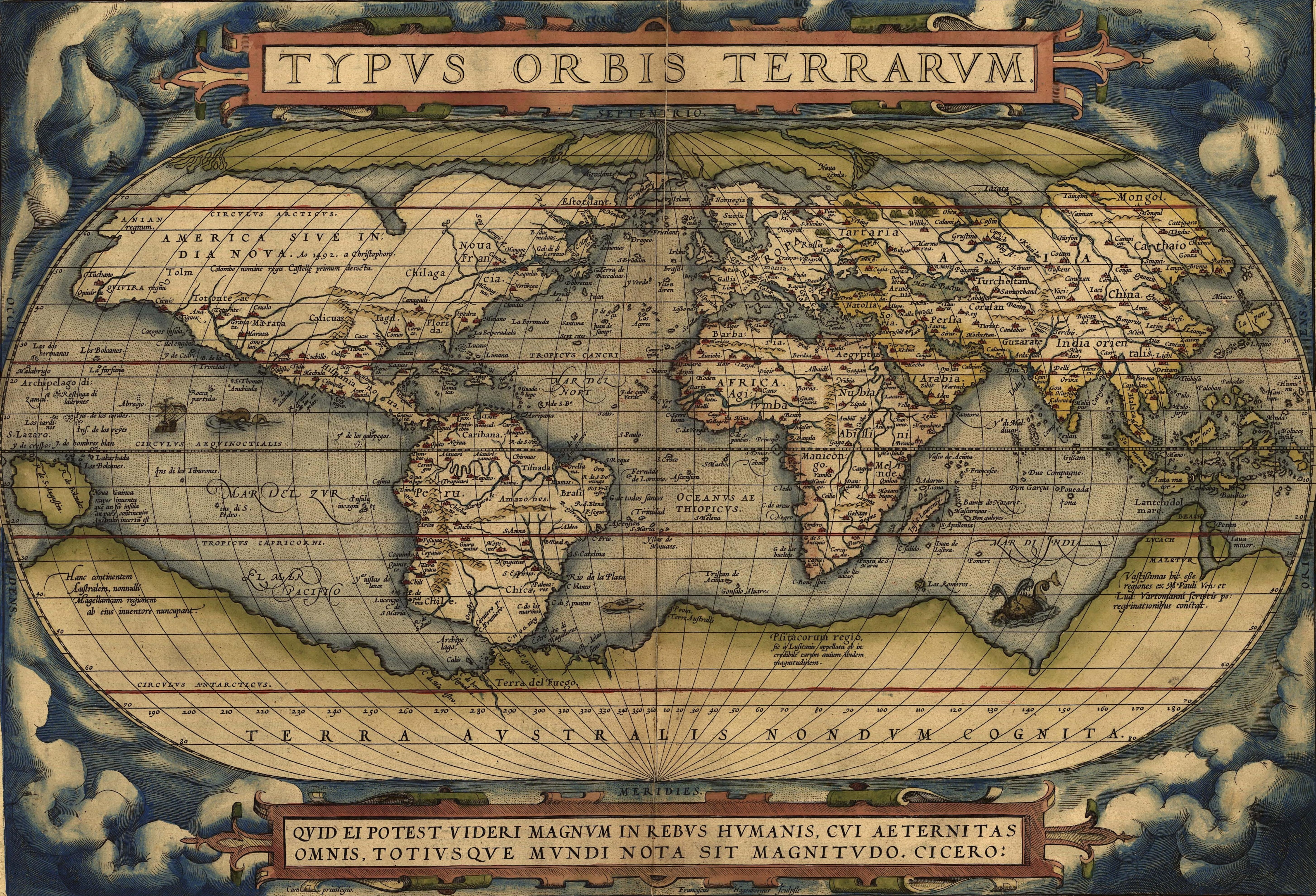
У 1570 році (20 травня) Жиль Коппенс де Діст в Антверпені опублікував 53 карти, створені Абрагамом Ортеліусом під назвою Theatrum Orbis Terrarum, які вважаються «першим сучасним атласом». Три його латинські видання (крім голландського, французького та німецького) з'явилися до кінця 1572 року; атлас продовжував мати попит приблизно до 1612 року. Це карта світу з цього атласу.

Європейські країни за межами Іберійського півострова не визнали Тордесільяський договір між Португалією та Іспанією, а також не визнали дарування папою Олександром VI іспанцям усіх нововідкритих земель в Новому Світі. Франція, Нідерланди та Англія мали давні морські традиції та нерідко займалися каперством. Попри спроби Іспанії та Португалії зберегти свої нові технології та карти в секреті, відомості про них незабаром потрапили в інші країни Європи.
Після того, як шлюб англійського короля Генріха VIII та Катерини Арагонської не призвів до народження спадкоємця чоловічої статі, а Генріх не зміг добитись від Папи Римського дозволу на анулювання свого шлюбу, він порвав із Римо-католицькою церквою та очолив незалежну Англіканську церкву. Це доповнило політичний конфлікт між Іспанією та Англією ще й релігійним протистоянням. Коли переважна частина населення Нідерландів прийняла протестантизм, нідерландські провінції стали прагнути отримати політичну та релігійну незалежність від католицької Іспанії. 1568 року голландці повстали проти правління Філіпа II, що призвело до початку Вісімдесятирічної війни. Незабаром в 1585 році спалахнула війна між Англією та Іспанією. 1580 року Філіп II став королем Португалії успадкувавши її корону після загибелі в Марокко бездітного португальського короля Себаштіана. Хоча Філіп правив Португалією та її імперією окремо від Іспанської імперії, союз корон створив католицьку наддержаву, якій кинули виклик протестантські Англія та Нідерланди.
За наказом Єлизавети I та на її кошти в 1577 році до Тихого океану була споряджена англійська експедиція на чолі з Френсісом Дрейком на галеоні «Золота лань» (англ. Golden Hind), яка до 1580 року здійснила навколосвітню подорож, грабуючи попутні іспанські кораблі. Плавання Дрейка стало другою навколосвітньою подорожжю після експедиції Фернана Магеллана 1519—1522 років.
Під час Вісімдесятирічної війни за незалежність Голландії, війська Філіпа завоювали важливі торгові міста Брюгге та Гент. Антверпен, тоді найважливіший порт у світі, був захоплений у 1585 році. Протестантському населенню було дано два роки, щоб залагодити справи перед тим, як покинути місто. Багато хто переселився в Амстердам. Переважно це були кваліфіковані ремісники, багаті торговці з портових міст і біженці, які втекли від релігійних переслідувань, зокрема євреї-сефарди з Португалії та Іспанії, а пізніше гугеноти з Франції. Отці-пілігрими також проводили там час перед плаванням в Новий Світ. Ця масова імміграція була важливою рушійною силою: з маленького порту у 1585 році Амстердам швидко перетворився на один із найважливіших комерційних центрів у світі. Після поразки іспанської армади в 1588 році відбулося величезне розширення морської торгівлі, хоча поразка англійської армади підтвердила морську перевагу іспанського флоту над новими конкурентами.
Розвиток голландської морської могутності був швидким і вражаючим. Роками голландські моряки брали участь у португальських подорожах на схід як досвідчені мореплавці та вправні картографи. 1592 року голландські купці відправили Корнеліса де Гаутмана до Лісабона, щоб зібрати якомога більше інформації про Острови прянощів. 1595 року купець і дослідник Ян Гюйген ван Лінсхотен, який багато подорожував Індійським океаном на службі у португальців, опублікував в Амстердамі звіт про свою подорож «Звіт про подорож через плавання португальців на Сході» (Reys-gheschrift vande navigatien der Portugaloysers in Orienten). Цей звіт включав важливі вказівки щодо навігації між Португалією та Ост-Індією і Японією. Того ж року Гаутман, дотримуючись цього напряму під час першої голландської експедиції в Ост-Індію (1595—1597), відкрив новий морський шлях, пропливши від Мадагаскару напряму через Індійський океан до Зондської протоки в Індонезійському архіпелазі та підписавши договір із султаном Бантена. Вже у 1598 році до Ост-Індії вирушила друга голландська експедиція на чолі з Якобом ван Неком, під час якої голландці вперше досягли Молуккських островів. Надзвичайно високий прибуток, отриманий в результаті експедиції, сприяв подальшому створенню голландської Ост-Індійської компанії. Іншим прикладом зростання морської могутності Нідерландів є захоплення Малакки у Португалії в 1641 році, до чого призвела довга серія битв між голландцями та португальцями; починаючи з 1602 р.
Інтерес голландців і британців, що підживлювався новою інформацією, призвів до руху комерційної експансії та заснування англійських (1600) і голландських (1602) чартерних компаній. Голландці, французи та англійці відправляли кораблі, які зневажали португальську монополію, зосереджуючись переважно на прибережних районах, які португальці виявилися неспроможними захистити від такої великої та розпорошеної авантюри.

### Дослідження Північної Америки

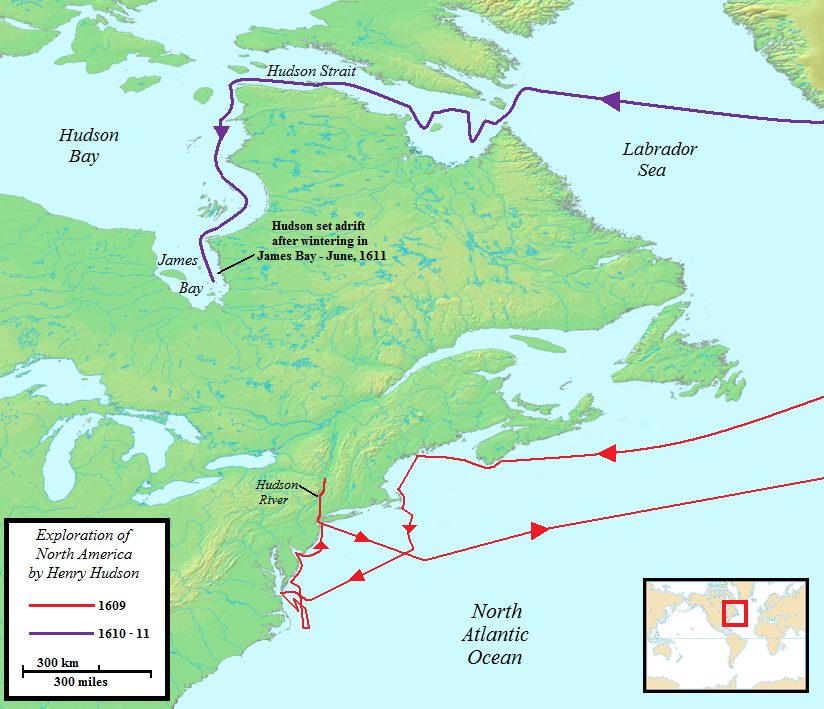
Карта подорожей до Північної Америки Генрі Гудзона для голландської Ост-Індської компанії (VOC) в 1609—1611 роках

Англійську експедицію 1497 року, уповноважену королем Англії Генріхом VII, очолив венецієць Джованні Кабото (Джон Кабот). Це була перша з серії французьких та англійських місій, які досліджували Північну Америку. Мореплавці з італійського півострова відіграли важливу роль у ранніх дослідженнях, особливо генуезький мореплавець Христофор Колумб. З її великими завоюваннями центральної Мексики та Перу та відкриттям срібла Іспанія доклала обмежених зусиль для дослідження північної частини Америки, оскільки її ресурси були зосереджені в Центральній і Південній Америці, де було знайдено більше багатств. Ці інші європейські експедиції спочатку були мотивовані тією ж ідеєю, що і Колумб, а саме пошуками західного короткого шляху до Азії. Після того, як існування «іншого океану» (Тихого) було підтверджено Бальбоа в 1513 році, все ще залишалася мотивація потенційного пошуку океанського північно-західного проходу для азійської торгівлі. Цей прохід було виявлено лише на початку XX століття, але були знайдені інші можливості, хоча вони здавались мізерними порівняно з вражаючими іспанськими завоюваннями. На початку XVII ст. колоністи з ряду держав Північної Європи почали селитися на східному узбережжі Північної Америки. Між 1520 і 1521 роками португалець Жуан Алваріш Фагундіш у супроводі переселенців з материкової Португалії та Азорських островів дослідив Ньюфаундленд і Нову Шотландію (можливо, досягнувши затоки Фанді в басейні Мінас) і заснував рибальську колонію на острові Кейп-Бретон, яка проіснувала принаймні до 1570-х років або ближче до кінця століття.
У 1524 році італієць Джованні да Верраццано відплив під керівництвом Франциска I Французького, який був мотивований обуренням через поділ світу між португальцями та іспанцями. Верраццано досліджував Атлантичне узбережжя Північної Америки, від Південної Кароліни до Ньюфаундленду, і був першим європейцем, який відвідав те, що згодом стане колонією Вірджинія та Сполученими Штатами. Того ж року Ештеван Гоміш, португальський картограф, який плавав у флоті Фердинанда Магеллана, досліджував Нову Шотландію, пропливаючи на південь через Мен, де він увійшов у нинішню гавань Нью-Йорка, річку Гудзон і зрештою досяг Флориди в серпні 1525 року. У результаті його експедиції на карті світу Діого Рібейру 1529 року майже ідеально окреслено східне узбережжя Північної Америки. З 1534 по 1536 рік французький дослідник Жак Картьє, який, як вважається, супроводжував Верраццано до Нової Шотландії та Бразилії, був першим європейцем, який здійснив подорож углиб Північної Америки, описавши затоку Святого Лаврентія, яку він назвав «Країною Канад» на честь Ірокезьських назв, які стверджують, що нинішня Канада належить королю Франції Франциску I.

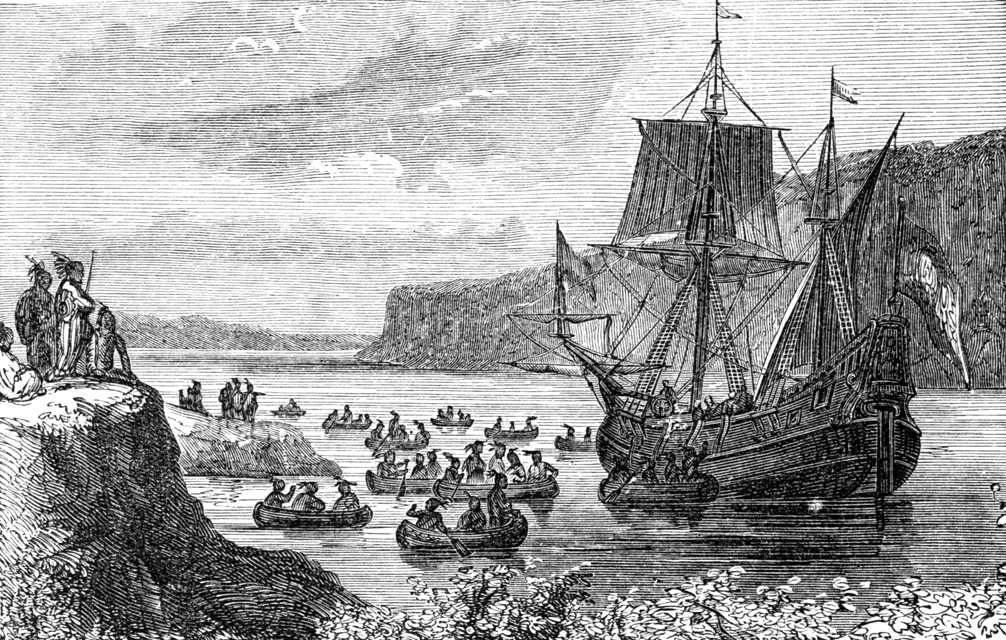
Корабель Генрі Гудзона Halve Maen на річці Гудзон

Європейці досліджували узбережжя Тихого океану, починаючи з середини XVI століття. Іспанці на чолі з Франсіско де Уллоа досліджували тихоокеанське узбережжя сучасної Мексики, включаючи Каліфорнійську затоку, довівши, що Нижня Каліфорнія була півостровом. Попри те, що його доповідь базується на інформації з перших вуст, у Європі зберігся міф про те, що Каліфорнія — це острів. У його обліковому звіті вперше зафіксовано використання назви «Каліфорнія». Жуан Родрігіш Кабрілью, португальський мореплавець, який плавав на користь Іспанської корони, був першим європейцем, який ступив у Каліфорнію, висадившись 28 вересня 1542 року на березі затоки Сан-Дієго та присвоївши Каліфорнію Іспанії. Він також висадився на Сан-Мігель, одному з Нормандських островів, і продовжив шлях на північ до мис-Рейес на материку. Після його смерті команда продовжила дослідження аж до Орегону.
Англійський капер Френсіс Дрейк проплив уздовж узбережжя в 1579 році на північ від місця висадки Кабрільйо під час навколосвітнього плавання. Дрейк провів довгу й переважно успішну кар'єру, нападаючи на іспанські поселення на Карибських островах і материку, тому для англійців він був великим героєм і палким протестантом, але для іспанців він був «страшним монстром». Дрейк відіграв важливу роль у розгромі Іспанської армади в 1588 році, але сам привів англійську антиармаду спочатку до материкової Іспанії, а згодом до іспанських Карибів, але вона не змогла завдати іспанцям відчутної поразки. 5 червня 1579 року корабель ненадовго вперше вийшов на берег біля Саут-Коув, мис Араго, на південь від затоки Кус, штат Орегон, а потім рушив на південь, шукаючи підхожу гавань для ремонту свого пошкодженого корабля. 17 червня Дрейк і його команда знайшли захищену бухту, коли висадилися на тихоокеанському узбережжі території сучасної Північної Каліфорнії поблизу Пойнт-Рейєс. Перебуваючи на березі, він заявив, що територія королеви Англії Єлизавети I називається Новим Альбіоном. Щоб задокументувати та підтвердити свою претензію, Дрейк вивісив латунну пластину з гравіюванням, щоб вимагати суверенітету королеви Єлизавети та її наступників на троні. Вихід Дрейка на західне узбережжя Північної Америки є невеликою частиною його навколосвітнього плавання в 1577—1580 роках, першим капітаном власного корабля, який зробив це. Дрейк помер у 1596 році біля узбережжя Панами, отримавши травми під час нальоту.
Між 1609 і 1611 роками, після кількох подорожей від імені англійських купців для дослідження перспективного північно-східного шляху до Індії, англійський мореплавець Генрі Хадсон під егідою Голландської Ост-Індської компанії (VOC) досліджував регіон навколо сучасного Нью-Йорка., шукаючи західний шлях до Азії. Він досліджував річку Гудзон і заклав основу голландської колонізації регіону. Остання експедиція Хадсона пройшла далі на північ у пошуках Північно-Західного проходу, що призвело до відкриття Гудзонової протоки та Гудзонової затоки. Після зимівлі в затоці Джеймс Хадсон спробував продовжити свою подорож навесні 1611 року, але його екіпаж збунтувався, і вони кинули його на дрейф.

### Пошуки північного шляху

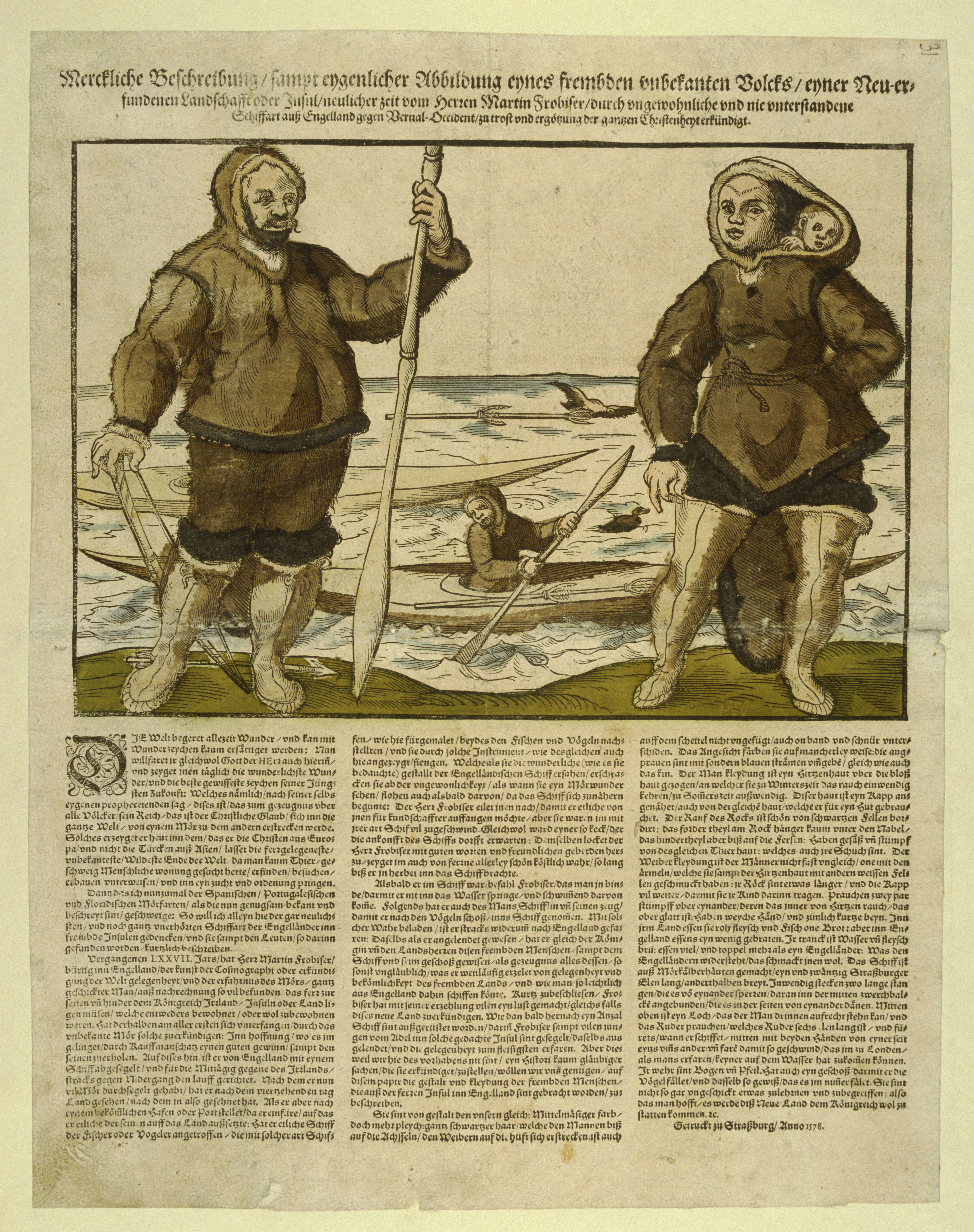
Звіт німецькою мовою про одну з арктичних експедицій Мартіна Фробішера

Франція, Нідерланди та Англія залишилися без власного морського шляху до Азії — через Африку чи Південну Америку. Коли стало очевидно, що немає маршруту через Центральну Америку, увагу звернули на можливість проходу через північні води. Бажання створити такий маршрут значною мірою спонукало європейське дослідження арктичних берегів як Північної Америки, так і Євразії.
У 1553 році англійський дослідник Х'ю Віллоубі з головним лоцманом Річардом Ченселлором були відправлені з трьома кораблями на пошуки проходу лондонською Компанією торговців-авантюристів до Нових Земель. Під час подорожі через Баренцеве море, Віллоубі здалося, що він бачить острови на півночі, і острови під назвою Земля Віллоубі були зображені на картах, опублікованих Планціусом і Меркатором у 1640-х роках. Судна були розділені «жахливими вихорами» в Норвезькому морі, і Віллоубі заплив у бухту поблизу нинішнього кордону між Фінляндією та Росією. Його кораблі із замерзлими екіпажами, включаючи капітана Віллоубі та його журнал, були знайдені російськими рибалками через рік. Річард Ченселлор зміг кинути якір у Білому морі та пробратися по суші до Москви та двору Івана Грозного, відкривши торгівлю з Росією, а Компанія купців-авантюристів стала Московською компанією.
У червні 1576 року англійський мореплавець Мартін Фробішер очолив експедицію з трьох кораблів і 35 осіб для пошуку північно-західного проходу навколо Північної Америки. Подорож було підтримано Московською компанією, тими самими купцями, які найняли Г'ю Віллоубі, щоб знайти північно-східний прохід над Росією. Сильні шторми затопили один корабель і змусили інший повернутися, але Фробішер і решта корабля досягли узбережжя Лабрадору в липні. Через кілька днів вони натрапили на гирло сучасної затоки Фробішер. Фробішер вважав, що це вхід до північно-західного проходу, і назвав його протокою Фробішера та заявив, що Баффінов острів належить королеві Єлизаветі. Після деяких попередніх досліджень Фробішер повернувся до Англії. Він керував двома наступними подорожами в 1577 і 1578 роках, але не зміг знайти очікуваний прохід. Фробішер привіз до Англії свої кораблі, навантажені рудою, але вона виявилася марною і завдала шкоди його репутації як дослідника. Він залишається важливою ранньою історичною постаттю в Канаді.

#### Дослідження Баренцем Арктики

Карта дослідження Арктики Віллема Баренца 1598 року під час його третьої подорожі

5 червня 1594 року голландський картограф Віллем Баренц вирушив з Тесел на чолі флотилії з трьох кораблів, щоб увійти в Карське море з надією знайти Північно-Східний прохід над Сибіром. На острові Вільямс екіпаж вперше зустрів білого ведмедя. Їм вдалося підняти його на борт, але ведмідь лютував і був убитий. Баренц досяг західного узбережжя Нової Землі та пішов за ним на північ, перш ніж був змушений повернути назад перед стіною великих айсбергів.
Наступного року принц Моріс Оранський призначив його головним штурманом нової експедиції з шести кораблів, навантажених торговими товарами, якими голландці сподівалися торгувати з Китаєм. Група натрапила на самоїдських «диких людей», але зрештою повернула назад, виявивши Карське море замерзлим. 1596 року Генеральні штати запропонували високу нагороду кожному, хто успішно пройде Північно-Східний прохід. Міська рада Амстердама придбала та спорядила два невеликі кораблі на чолі з Яном Рейпом та Якобом ван Гемскерком для пошуку невловимого північно-східного проходу на чолі з Баренцем. Вони вирушили в травні, а в червні відкрили острів Ведмежий і Шпіцберген, побачивши його північно-західне узбережжя. Вони побачили велику затоку, яку пізніше назвали Раудфьорден, і увійшли в Магдален-фьорден, яку вони назвали Туск-Бей, пливучи до північного входу у Форландсундет, який вони назвали Кервік, але були змушені повернути назад через мілину. 28 червня вони обігнули північну точку Prins Karls Forland, яку вони назвали Vogelhoek через велику кількість птахів, і попливли на південь, повз Ісфьорден і Беллзунд, які були позначені на карті Баренца як Grooten Inwyck та Inwyck.

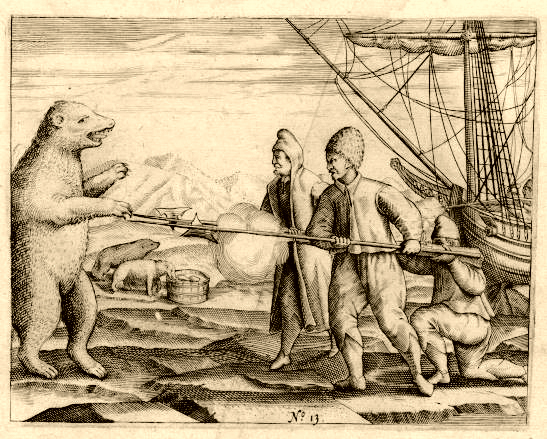
Екіпаж Віллема Баренца бореться з білим ведмедем

Кораблі знову досягли острова Ведмежий 1 липня, де між мореплавцями виникли розбіжності. Вони розійшлися, Баренц продовжив рух на північний схід, а Рейп — на північ. Баренц досяг Нової Землі і, щоб не потрапити в льодовий полон, попрямував до протоки Вайгач, але застряг серед айсбергів і крижин. Застрягши, екіпаж із 16 осіб мусив провести зиму на льоду. Екіпаж використав пиломатеріали зі свого корабля, щоб побудувати будиночок, який вони назвали Het Behouden Huys (Будинок, що зберігається). Борючись із сильними холодами, вони використовували купецькі тканини для виготовлення додаткових ковдр і одягу, ловили песців у примітивні пастки, а також білих ведмедів. Коли настав червень, а лід ще не послабив хватку корабля, хворі на цингу, які вижили витягли в море два невеликі човни. Баренц помер у морі 20 червня 1597 року під час вивчення карт. Човнам знадобилося ще сім тижнів, щоб дістатися до Колі, де їх врятувало російське торгове судно. Залишилося лише 12 членів екіпажу, які досягли Амстердама в листопаді. Двоє членів екіпажу Баренца пізніше опублікували свої щоденники: Ян Гюйген ван Лінсхотен, який супроводжував його в перших двох подорожах, і Герріт де Вір, який виконував роль теслі на кораблі в останній.
У 1608 році Генрі Хадсон зробив другу спробу, намагаючись пройти по вершині Росії. Він добрався до Нової Землі, але був змушений повернути назад. Між 1609 і 1611 роками Хадсон після кількох подорожей від імені англійських купців для дослідження перспективного Північного морського шляху до Індії досліджував регіон навколо сучасного Нью-Йорка, шукаючи західний шлях до Азії під егідою Голландської Ост-Індської компанії (ЛОС).

### Голландська Австралія та Нова Зеландія

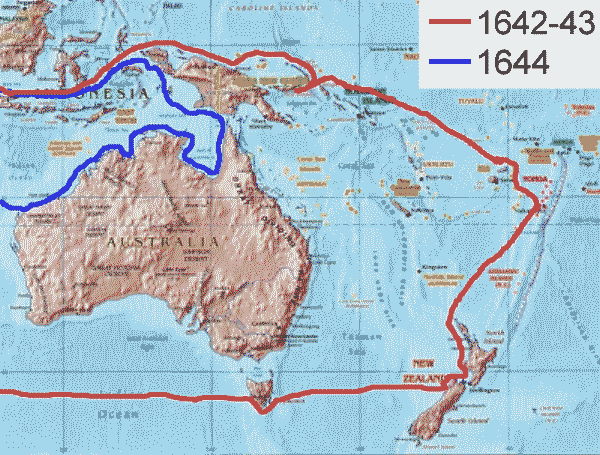
Маршрут подорожей Абеля Тасмана у 1642 та 1644 роках до Нової Голландії (Австралія) на службі VOC (Голландської Ост-Індської компанії)

Terra Australis Ignota (лат. «невідома південна земля») — гіпотетичний континент, який з'являвся на картах Європи з XV по XVIII століття і сягає поняття, введеного Арістотелем. Він був зображений на картах Дьєпа середини XVI століття, де його берегова лінія пролягала на південь від островів Ост-Індії; вона часто була детально накреслена з великою кількістю вигаданих деталей. Відкриття зменшили територію, де міг бути знайдений континент; однак багато картографів, які дотримувалися думки Арістотеля, як-от Герардус Меркатор (1569) та Олександр Далрімпл навіть у 1767 році, стверджували його існування, використовуючи такі аргументи, як те, що в Південній півкулі повинна бути велика суша як противага відомим масивам суші в Північній півкулі. Коли відкривалися нові землі, їх часто вважали частинами цього гіпотетичного континенту.
Хуан Фернандес, відпливаючи з Чилі в 1576 році, стверджував, що він відкрив Південний континент. Луїс Ваес де Торрес, галісійський мореплавець, який працював на іспанську корону, довів існування проходу на південь від Нової Гвінеї, тепер відомого як Торресова протока. Педро Фернандес де Кейрос, португальський мореплавець, який плив від Іспанської корони, побачив великий острів на південь від Нової Гвінеї в 1606 році, який він назвав La Australia del Espiritu Santo. Він представив це королю Іспанії як Terra Australis incognita. Насправді це була не Австралія, а острів на території сучасного Вануату.

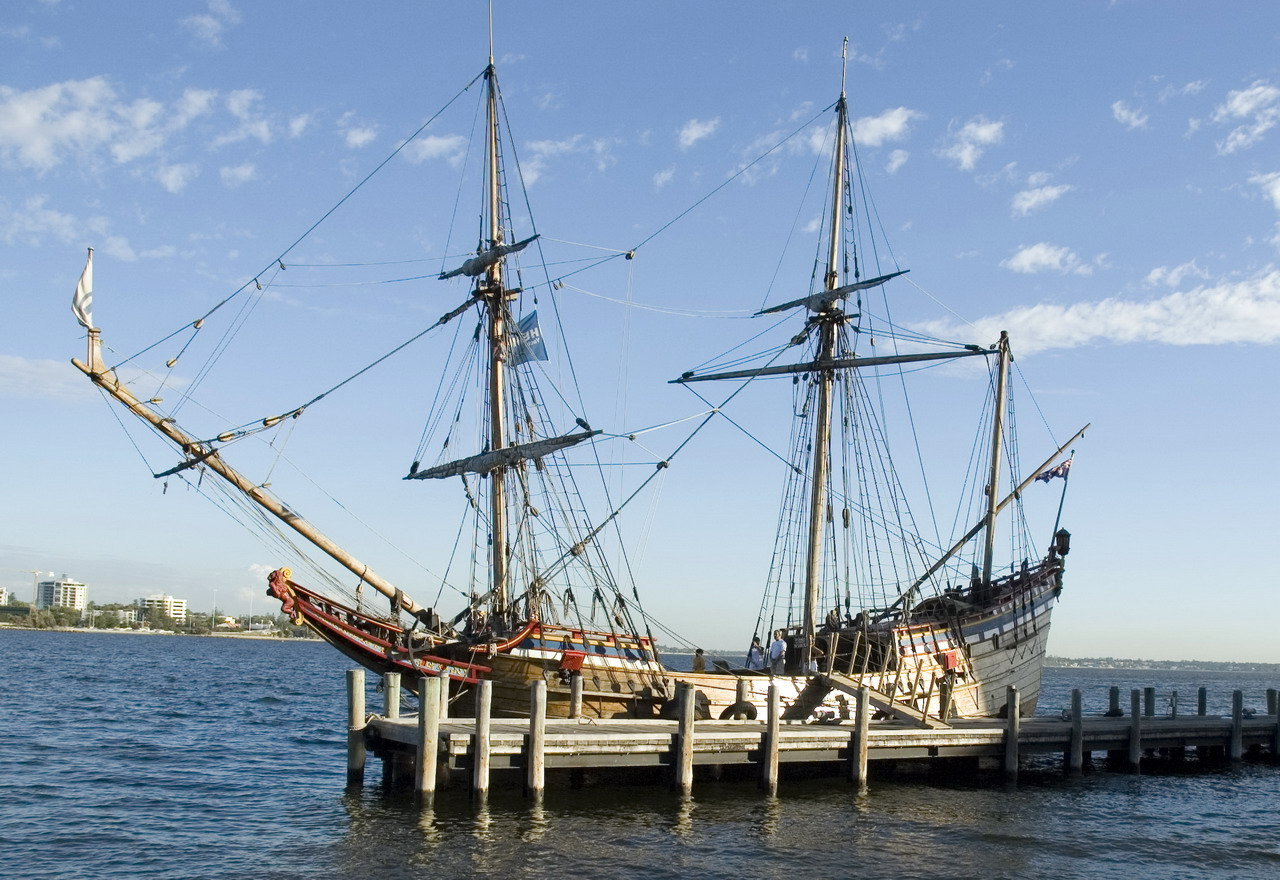
Репліка Duyfken, Сван-рівер, Австралія

Голландський мореплавець і колоніальний губернатор Віллем Янсзон втретє відплив із Нідерландів до Ост-Індії 18 грудня 1603 року як капітан Duyfken (або Duijfken, що означає «Маленький голуб»), одного з дванадцяти кораблів великого флоту Стівена ван дер Хагена. Опинившись в Індії, Джансзуна відправили шукати інші торгові точки, зокрема у «великій землі Нова Гвінея та інших Східних і Південних землях». 18 листопада 1605 року Duyfken відплив від Бантама до узбережжя західної Нової Гвінеї. Потім Янсзон перетнув східну частину Арафурського моря, не бачачи Торресової протоки, у затоку Карпентарія. 26 лютого 1606 року він висадився на річці Пеннефазер на західному березі мису Кейп-Йорк у Квінсленді, поблизу сучасного міста Вейпа. Це перший зафіксований вихід європейців на австралійський континент. Янсзон продовжив накреслення приблизно 320 км берегової лінії, яка, на його думку, була південним продовженням Нової Гвінеї. 1615 року Якоб Лемер і Віллем Схаутен обігнули мис Горн і довели, що Вогняна Земля була відносно невеликим островом.
З 1642 по 1644 рік Абель Тасман, також голландський дослідник і торговець на службі Голландської Ост-Індійської компанії, обігнув Нову Голландію, довівши, що Австралія не була частиною міфічного південного континенту. Він був першою відомою європейською експедицією, яка досягла островів Земля Ван Дімена (нині Тасманія) і Нової Зеландії, а також оглянула острови Фіджі, що він і зробив у 1643 році. Тасман, його мореплавець Вісшер і купець Гілсеманс також нанесли на карту значні частини Австралії, Нової Зеландії та островів Тихого океану.

## Завоювання Сибіру Московським царством (1581—1660)

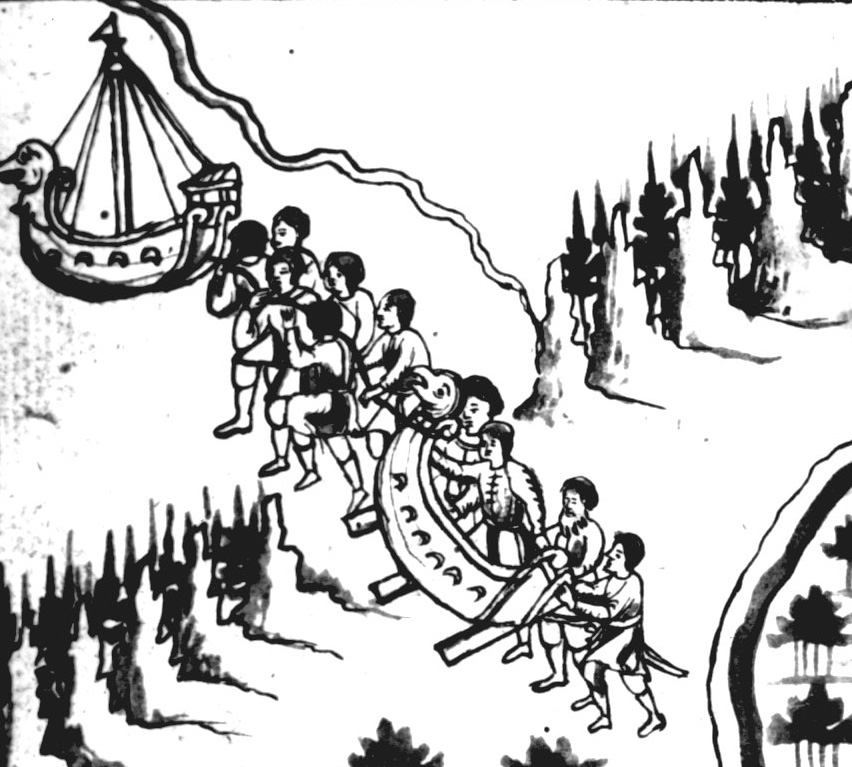
Єрмак Тимофійович і його група авантюристів переходять через Уральські гори в Тагілі, входячи в Азію з Європи

У середині XVI століття Московське царство підкорило татарські ханства Казанське й Астраханське, таким чином приєднавши все Поволжя та відкривши шлях до Уральських гір. Колонізацію нових східних земель і подальший наступ на схід очолювали багаті купці Строганови. Цар Іван Грозний надав величезні маєтки біля Уралу, а також податкові пільги Анікею Строганову, який організував велике переселення на ці землі. Строганови розвивали на Уралі землеробство, мисливство, солеваріння, рибальство, видобуток руди, налагодили торгівлю з сибірськими племенами.

### Завоювання Сибірського ханства
Близько 1577 року Семен Строганов та інші сини Анікея Строганова найняли козацького ватажка Єрмака для захисту їхніх земель від нападів сибірського хана Кучума. 1580 року Строганови і Єрмак виступили з ідеєю військового походу в Сибір, щоб воювати з Кучумом на його землі. 1581 року Єрмак почав своє плавання в глиб Сибіру. Після кількох перемог над ханським військом, люди Єрмака розбили головні сили Кучума на Іртиші в 3-денній битві біля Чуваського мису в 1582 році. Залишки ханської армії відступили в степи, і таким чином Єрмак захопив Сибірське ханство, включаючи його столицю Кашлик поблизу сучасного Тобольська. Кучум був ще сильний і раптово напав на Єрмака в 1585 році глибокої ночі, знищивши більшість його людей. Єрмак був поранений і намагався перепливти річку Вагай (притока Іртишу), але потонув під вагою власної кольчуги. Козакам довелося повністю відійти з Сибіру, але завдяки тому, що Єрмак дослідив усі основні річкові шляхи Західного Сибіру, росіяни успішно повернули всі його завоювання лише через кілька років.

### Сибірські річкові шляхи

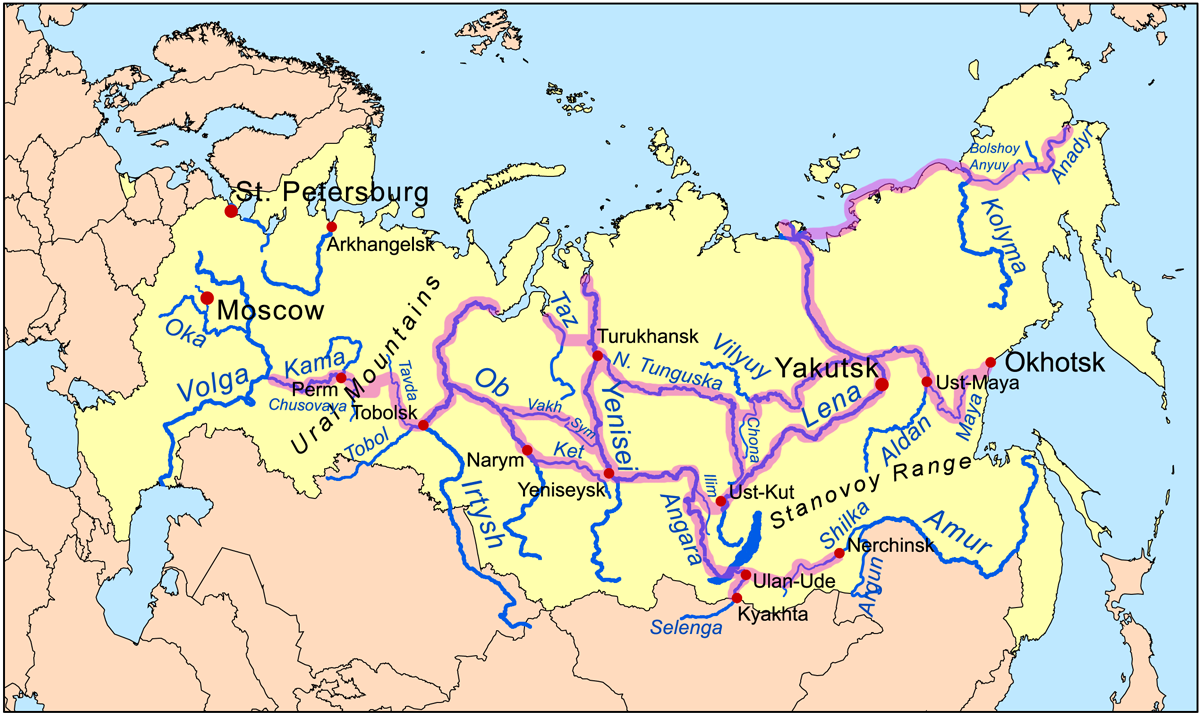
Основне значення в процесі дослідження Сибіру мали сибірські річкові шляхи.

На початку XVII століття рух росіян на схід було уповільнено через внутрішні проблеми в країні під час Смутного часу. Однак дуже скоро дослідження та колонізація величезних територій Сибіру відновилася, головним чином козаками, які полювали на дорогоцінне хутро та слонову кістку. Якщо козаки прийшли з Південного Уралу, інша хвиля росіян прийшла Північним Льодовитим океаном. Це були помори з Російської Півночі, які вже досить давно вели торгівлю хутром з Мангазея на півночі Західного Сибіру. 1607 року на північній течії річки Єнісей, біля гирла Нижньої Тунгуски, було засновано поселення Туруханск. 1619 року на середньому Єнісеї в гирлі Верхньої Тунгуски був заснований Єнісейський острог.
Між 1620 і 1624 роками група мисливців за хутром під керівництвом Демида П'янди залишила Туруханськ і дослідила близько 2 300 кілометрів Нижньої Тунгуски, зимуючи поблизу річок Вілюй і Лена. Згідно з пізнішими легендами (народні перекази, зібрані через століття після факту), П'янда відкрив Лену. Він нібито дослідив близько 2 400 кілометрів її довжини, досягнувши аж центральної Якутії. Він повернувся вгору по Лені, поки вона не стала занадто скелястою та мілкою, і переправився до річки Ангара. Таким чином П'янда, можливо, став першим росіянином, який зустрів якутів і бурятів. Він побудував нові човни і дослідив близько 1 400 кілометрів Ангари, нарешті досяг Єнісейська і виявив, що Ангара (бурятська назва) і Верхня Тунгуска (Верхня Тунгуска, як спочатку називали росіяни) — це одна й та сама річка.
У 1627 році Петро Бекетов був призначений єнісейським воєводою в Сибіру. Він успішно здійснив похід по збору податків із забайкальських бурятів, ставши першим росіянином, який ступив у Бурятію. Він заснував тут перше руське поселення Рибінський острог. 1631 року Бекетов був відправлений на річку Лену, де в 1632 році заснував Якутськ і послав своїх козаків досліджувати річку Алдан і далі по Лені, засновувати нові фортеці і збирати податки.
Незабаром Якутськ перетворився на важливий вихідний пункт для подальших російських експедицій на схід, південь і північ. Максим Перфільєв, який раніше був одним із засновників Єнісейська, в 1631 році заснував Братський острог на Ангарі. 1638 року Перфілєв став першим росіянином, який ступив до Забайкалля, приїхавши туди з Якутська.
У 1643 році Курбат Іванов на чолі групи козаків з Якутська на південь від Байкальських гір відкрив Байкал, відвідавши його острів Ольхон. Пізніше Іванов склав першу схему і опис Байкалу.

### Росіяни досягають Тихого океану

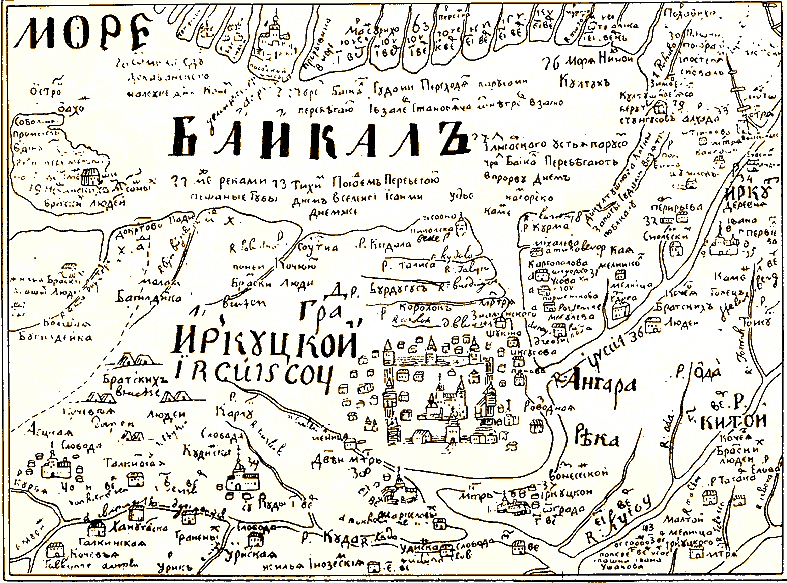
Карта Іркутська та озера Байкал у його околицях, як зображено в Ремезовському літописі кінця XVII ст.

У 1639 році група мореплавців під керівництвом Івана Москвітіна першими з росіян досягла Тихого океану і відкрила Охотське море, влаштувавши зимівник на його березі в гирлі річки Уля. Від місцевих жителів козаки дізналися про велику річку Амур далеко на півдні. 1640 року вони, очевидно, відпливли на південь, досліджували південно-східні береги Охотського моря, можливо, досягли гирла річки Амур і, можливо, виявили Шантарські острови на зворотному шляху.
У 1643 році Васілій Поярков перетнув Становий хребет і досяг верхів'їв річки Зея в країні даурів, які платили данину маньчжурам-китайцям. Після зимівлі в 1644 році Поярков форсував Зею і став першим росіянином, який досяг Амура і відкрив гирло цієї ріки з суші.

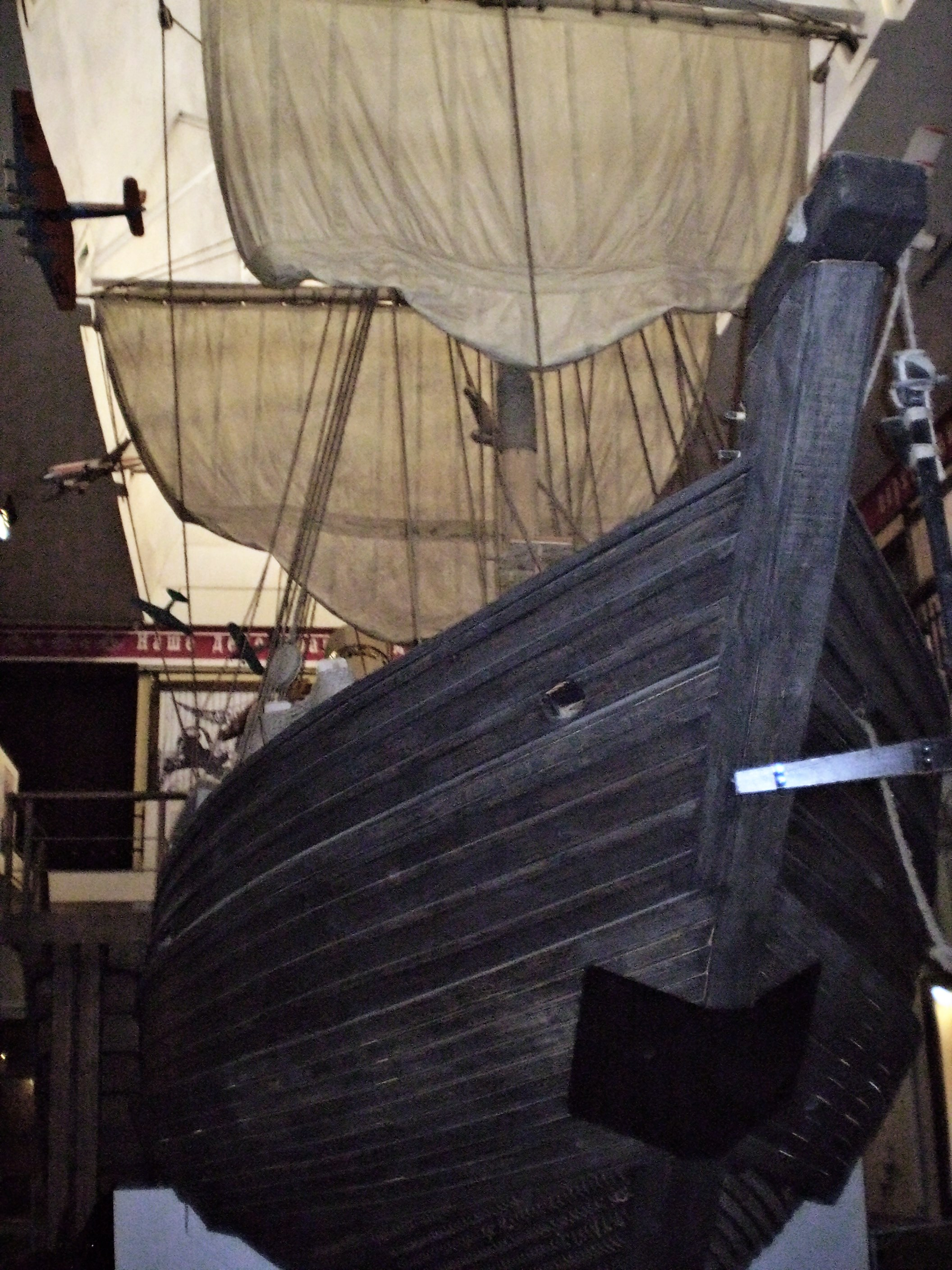
Коч XVII століття в музеї Красноярська. Кочі були найпершими криголамами і широко використовувалися росіянами в Арктиці та на річках Сибіру.

У 1644 році Михайло Стадухін відкрив річку Колиму і заснував Середньоколимськ. Купець Федот Алексєєв Попов організував подальшу експедицію на схід, а Семен Дежньов став капітаном одного з кочей. 1648 року вони відпливли із Середньоколимська в Арктику і через деякий час обігнули мис Дежньова, ставши таким чином першими дослідниками, які пройшли через Берингову протоку і відкрили Чукотку і Берингове море. Усі їхні кочі та більшість людей (включаючи самого Попова) загинули в штормах і сутичках з тубільцями. Невелика група на чолі з Дежньовим досягла гирла річки Анадирь і пропливла по ній у 1649 році, побудувавши з уламків нові човни. Вони заснували Анадирськ і сиділи там, поки їх не знайшов Стадухін, прийшовши з Колими по суші.
Між 1649 і 1650 роками Єрофій Хабаров став другим росіянином, який дослідив річку Амур. Через річки Олекма, Тунгір і Шилка він досяг Амура (Даурії), повернувся до Якутська, а потім назад до Амура з більшими силами в 1650—1653 роках. Цього разу він зустрів збройний опір. Він побудував зимові квартири в Албазіні, потім поплив вниз по Амуру і знайшов Ачанськ, який передував сучасному Хабаровську, перемігши чи уникнувши армій даурських маньчжурських китайців і корейців на своєму шляху. Він навів карту Амура в своєму проєкті річки Амур. Згодом росіяни утримували Амурську область до 1689 року, коли за Нерчинським договором ця територія була віднесена до Китайської імперії (однак вона була повернута за Айгунським договором 1858 року).
Між 1659 і 1665 роками Курбат Іванов був наступним старостою Анадирського острогу після Семена Дежньова. 1660 року він відплив від Анадирської затоки до мису Дежньова. До середини XVII століття росіяни дослідили майже весь Сибір, за винятком східної Камчатки та деяких районів на північ від Полярного кола. Підкорення Камчатки здійснив на початку 1700-х років Володимир Атласов, тоді як відкриття арктичної берегової лінії та Аляски буде завершено Великою Північною експедицією в 1733—1743 роках.

## Глобальний вплив

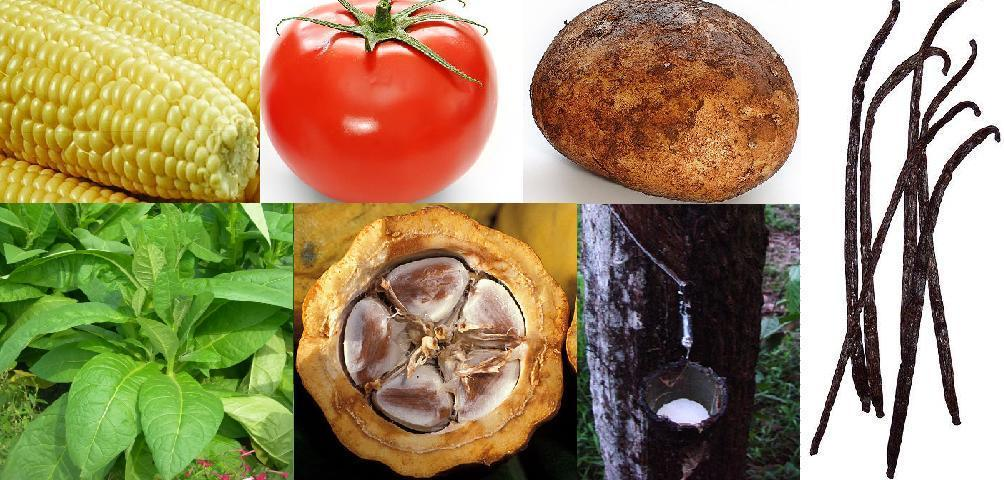
Культури Нового Світу. За годинниковою стрілкою зверху зліва: 1. Кукурудза (Zea mays) 2. Помідор (Solanum lycopersicum) 3. Картопля (Solanum tuberosum) 4. Ваніль (рід Vanilla, особливо Ванільний плосколистий) 5. Каучукове дерево (Hevea brasiliensis) 6. Какао (Theobroma cacao) 7. Тютюн (Nicotiana rustica)

Європейська закордонна експансія призвела до контакту між Старим і Новим Світом, створивши Колумбів обмін. Це поклало початок світовій торгівлі сріблом і призвело до прямого втручання Європи в торгівлю китайською порцеляною. Це передбачало передачу товарів, унікальних для однієї півкулі, до іншої. Європейці привезли до Нового Світу велику рогату худобу, коней, овець, а з Нового Світу європейці отримали тютюн, картоплю, помідори, кукурудзу. Іншими предметами та товарами, які набули важливого значення у світовій торгівлі, були посіви тютюну, цукрової тростини та бавовни в Америці, а також золото та срібло, які привозили з американського континенту не лише до Європи, але й до інших частин Старого Світу.
Формування нових трансокеанських зв'язків і подальше розширення європейського впливу призвели до епохи імперіалізму, історичного періоду, який розпочався в епоху Великих географічних відкриттів, протягом якого колоніальні держави з Європи поступово колонізували більшу частину території планети. Європейський попит на торгівлю, товари, колонії та рабів мав різкий вплив на решту світу; під час європейської колонізації американського континенту європейські колоніальні держави завоювали та колонізували численні корінні народи та культури, а також здійснили численні примусові навернення та спроби насильницької культурної асиміляції. У поєднанні з занесенням інфекційних захворювань з Європи ці події призвели до різкого зменшення чисельності корінного населення Америки. Вчений Пітер С. Менколл узагальнив розповіді корінних жителів про європейську колонізацію так: «прихід європейців приніс корінним американцям смерть, переміщення, горе та відчай». У деяких регіонах, наприклад у Північній Америці, Центральній Америці, Австралії, Новій Зеландії та Аргентині, з корінними народами погано поводилися, їх виганяли з їхніх земель і перетворювали на залежні меншини на території.

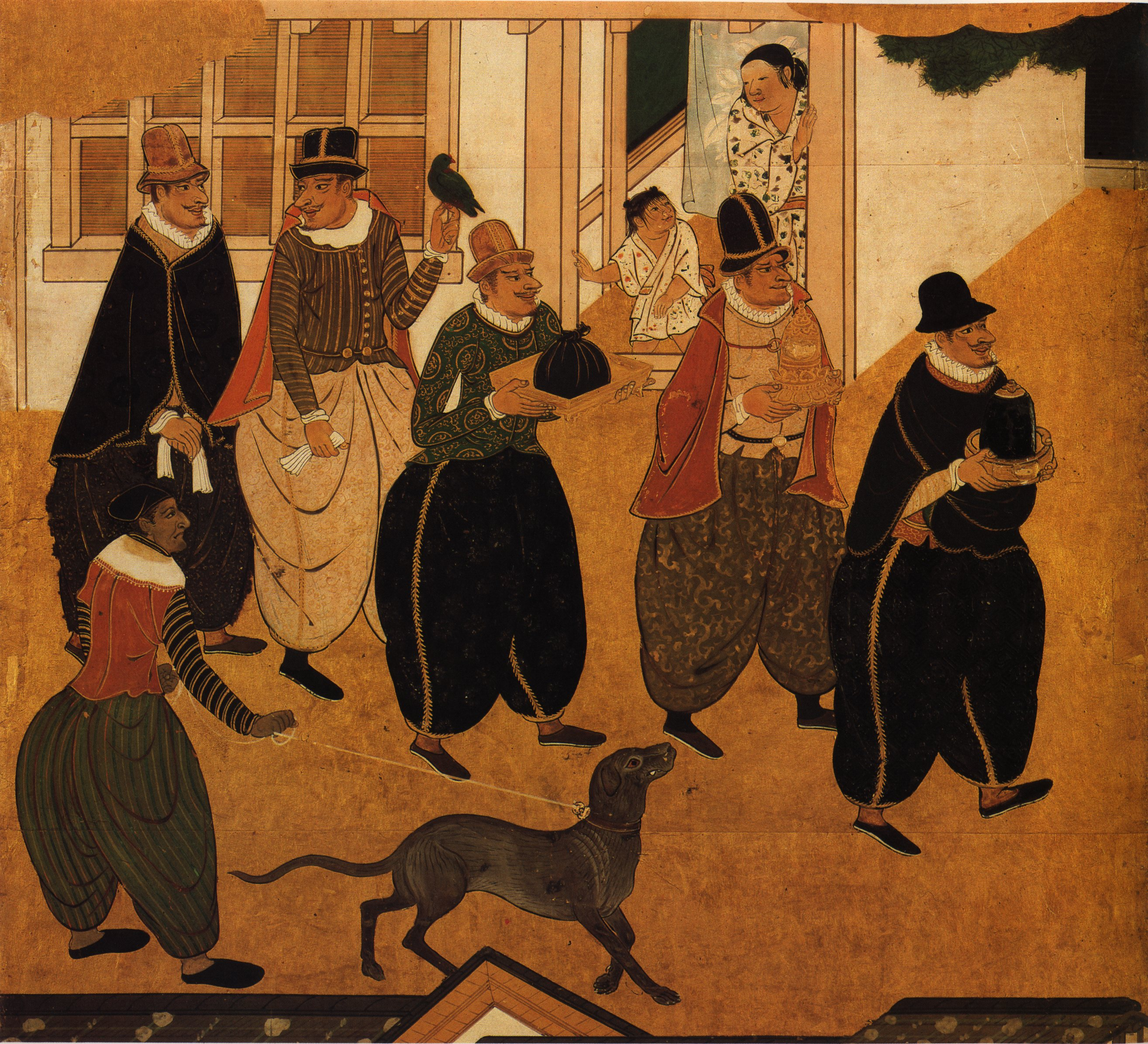
Португалець Нанбанджін прибув до Японії на великий подив місцевих жителів, деталь із панно Нанбан школи Кано, 1593—1600 рр.

Подібним чином у Західній Африці та Східній Африці місцеві держави задовольнили апетит європейських работорговців, змінивши колір обличчя прибережних африканських держав і докорінно змінивши природу рабства в Африці, спричинивши вплив на суспільства та економіку в глибині країни.
У Північній Америці було багато конфліктів між європейцями та корінними народами. Європейці мали багато переваг перед корінним населенням. Інтродукційні євразійські хвороби знищили 50–90 % корінного населення, оскільки вони раніше не заражалися ними та не мали набутого імунітету.
Кукурудза та маніок були завезені в Африку в XVI столітті португальцями. Тепер вони є важливими основними харчовими продуктами, замінюючи місцеві африканські культури. Альфред В. Кросбі припустив, що збільшення виробництва кукурудзи, маніоки та інших культур Нового Світу призвело до більшої концентрації населення в районах, з яких работорговці захоплювали своїх жертв.
У світовій торгівлі сріблом династія Мін була стимульована торгівлею з португальцями, іспанцями та голландцями. Попри глобальний масштаб, велика частина цього срібла опинилася в руках китайців, а Китай домінував в імпорті срібла. Між 1600 і 1800 роками Китай отримував в середньому 100 тонн срібла на рік. Наприкінці 16 століття велике населення поблизу Нижньої течії Янцзи давало в середньому сотні таелів срібла на домогосподарство. Загалом до кінця XVIII століття з Потосі було вивезено понад 150 000 тонн срібла. З 1500 по 1800 рік Мексика та Перу виробляли близько 80 % світового срібла, причому більш як 30 % з нього в кінцевому підсумку потрапляло в Китай (головним чином завдяки європейським купцям, які використовували його для покупки екзотичних китайських товарів). Наприкінці 16-го та на початку 17-го століття Японія також значною мірою експортувала до Китаю та зовнішньої торгівлі в цілому. Торгівля з європейськими державами та японцями принесла величезну кількість срібла, яке потім замінило мідь і паперові банкноти як звичайний засіб обміну в Китаї. Протягом останніх десятиліть епохи Мін потік срібла в Китай значно зменшився, тим самим підриваючи державні доходи та фактично всю економіку Мін. Цей збиток для економіки посилився впливом на сільське господарство малого льодовикового періоду, що розпочався, стихійних лих, неврожаїв та раптових епідемій. Подальший розпад влади та доходів людей дозволив лідерам повстанців, таким як Лі Цзичен, кинути виклик владі Мін.

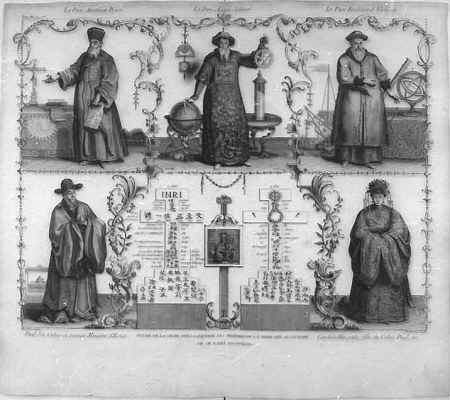
Єзуїтські вчені активно співпрацювали з китайськими астрономами, використовуючи принцип Коперника. Вгорі: Маттео Річчі, Адам Шааль і Фердинанд Вербіст (1623—1688); Внизу: Пол Сіу (Сюй Гуанці), Колао або прем'єр-міністр держави, і його онука Кандід Хіу

Нові культури, які прийшли до Азії з Америки через іспанських колонізаторів у XVI столітті, сприяли зростанню населення Азії. Хоча основну частину імпорту до Китаю становило срібло, китайці також купували в Іспанської імперії ролини, що походили з Америки і доправлялись в Південно-Східну Азію на манільських галеонах, зокрема батат, кукурудзу та арахіс. Ці рослини можна було вирощувати на землях, де не росли традиційні китайські основні культури — пшениця, просо та рис, що сприяло зростанню населення Китаю. В часи династії Сун (960—1279) основною їжою для бідняків в Китаї став рис. Після того, як приблизно в 1560 році іспанці завезли в Китай з Полінезії батат (солодку картоплю), він поступово став заміщати рис в якості традиційної їжі нижчих класів.
Прибуття португальців до Японії в 1543 році поклало початок торговому періоду Наньбан, коли японці перейняли кілька технологій і культурних звичаїв, як-от аркебузи, кіраси європейського зразка, європейські кораблі, християнство, декоративне мистецтво та мову. Після того як китайці заборонили пряму торгівлю китайських купців з Японією, португальці заповнили цей комерційний вакуум як посередники між Китаєм і Японією. Португальці купували китайський шовк і продавали його японцям в обмін на срібло, видобуте в Японії; оскільки срібло в Китаї було більш цінним, португальці могли використовувати японське срібло для купівлі ще більших запасів китайського шовку. Однак до 1573 року — після того, як іспанці заснували торговельну базу в Манілі — португальська посередницька торгівля була переважена головним джерелом надходження срібла до Китаю з іспанської Америки. Попри те, що Китай діяв як гвинтик, що рухав колесо світової торгівлі протягом XVI-XVIII століть, величезний внесок Японії в експорт срібла до Китаю був вирішальним для світової економіки та ліквідності Китаю та успіху в цьому товарі.
Італійський єзуїт Маттео Річчі (1552—1610) був першим європейцем, якого допустили до Забороненого міста. Він навчав китайців будувати спінет і грати на ньому, перекладав китайські тексти на латину і навпаки, а також тісно співпрацював зі своїм китайським колегою Сюй Гуанці (1562—1633) над математичною роботою.

### Економічний вплив у Європі
У міру того, як на європейські ринки морем надходило дедалі більше різноманітних предметів розкоші, попередні європейські ринки предметів розкоші стагнували. Атлантична торгівля значною мірою витіснила існуючі раніше італійські та німецькі торгові держави, які покладалися на свої балтійські, російські та ісламські торгові зв'язки. Нові товари також викликали соціальні зміни, оскільки цукор, спеції, шовк і порцелянові вироби вийшли на ринки розкоші Європи.
Європейський економічний центр перемістився із Середземномор'я до Західної Європи. Місто Антверпен, що входило до Брабантського герцогства, стало «центром усієї міжнародної економіки» і найбагатшим містом Європи на той час. «Голландський золотий вік» був тісно пов'язаний із епохою Великих географічних відкриттів. Франческо Гвіччардіні, венеціанський посланець, заявив, що сотні кораблів проходили повз Антверпен за день, а 2000 возів входили в місто щотижня. Португальські кораблі, навантажені перцем і корицею, розвантажували свій вантаж. Оскільки в місті проживало багато іноземних купців, яким керувала олігархія банкірів-аристократів, яким заборонено займатися торгівлею, економіка Антверпена була під контролем іноземців, що зробило місто дуже інтернаціональним, з купцями та торговцями з Венеції, Рагузи, Іспанії і Португалії та політикою толерантності, яка привернула велику громаду ортодоксальних євреїв. У свій золотий вік місто пережило три буми: перший був оснований на ринку перцю, другий був започаткований сріблом Нового Світу, що надходило з Севільї (закінчився банкрутством Іспанії в 1557 році), і третій бум, після Договору Като- Камбрезіс, в 1559 році, оснований на текстильній промисловості.
Попри початкові військові дії, до 1549 року португальці відправляли щорічні торгові місії на острів Шанчуань у Китаї. 1557 року їм вдалося переконати суд Мін погодитися на законний портовий договір, який закріпив би Макао як офіційну португальську торгову колонію. Португальський монах Гаспар да Круз (бл. 1520 р. 5 лютого 1570 р.) написав першу опубліковану в Європі повну книгу про Китай і династію Мін; видання містило інформацію про географію країни, провінції, королівську владу, офіційний клас, бюрократію, судноплавство, архітектуру, землеробство, ремесло, купецькі справи, одяг, релігійні та соціальні звичаї, музику та інструменти, писемність, освіту та правосуддя.
З Китаю основними експортними поставками були шовк і порцеляна, адаптовані до європейських смаків. Китайську експортну порцеляну так полюбили в Європі, що в англійській мові china стало загальновживаним синонімом порцеляни. Порцеляна Kraak (вважається, що названа на честь португальських караків, у яких її транспортували) була однією з перших китайських виробів, які прибули до Європи у масових кількостях. Лише найбагатші могли дозволити собі цей ранній імпорт, і Краак часто з'являвся на голландських натюрмортах. Незабаром голландська Ост-Індська компанія налагодила жваву торгівлю зі Сходом, імпортувавши 6 мільйонів порцелянових виробів з Китаю до Європи між 1602 і 1682 роками. Китайська майстерність вразила багатьох. Між 1575 і 1587 роками порцеляна Медічі з Флоренції була першою успішною спробою імітувати китайську порцеляну. Хоча голландські гончарі не одразу наслідували китайську порцеляну, вони почали робити це, коли постачання до Європи було перервано, після смерті імператора Ваньлі в 1620 році. Краак, головним чином синьо-білу порцеляну, наслідували в усьому світі гончарі в Аріті, Японії та Персії — куди звернулися голландські купці, коли падіння династії Мін унеможливило доступ до китайських оригіналів — і, зрештою, у Дельфтській порцеляні. Голландський, а пізніше англійський дельфтовий посуд, натхненний китайськими зразками, зберігався приблизно з 1630 року до середини XVIII століття разом із європейськими зразками.
Антоніо де Морга (1559—1636), іспанський чиновник у Манілі, склав великий перелік товарів, якими торгував Мінський Китай на рубежі XVI до XVII століть, зазначивши, що були «рідкісні речі, які, якщо б я згадував їх усіх, я б ніколи не закінчив і не мав достатньо паперу для цього». Відзначивши різноманітність шовкових виробів, якими торгують європейці, Ебрей пише про значні розміри комерційних операцій: "В одному випадку галеон до іспанських територій у Новому Світі перевіз понад 50 000 пар шовкових панчіх. Натомість Китай імпортував переважно срібло з перуанських і мексиканських копалень, яке транспортувалося через Манілу. Китайські купці брали активну участь у цих торговельних підприємствах, і багато з них емігрували до таких місць, як Філіппіни та Борнео, щоб скористатися новими комерційними можливостями.
Зростання цін на золото та срібло в Іспанії збіглося з великим інфляційним циклом як в Іспанії, так і в Європі, відомим як революція цін. Іспанія зібрала велику кількість золота і срібла з Нового світу. У 1540-х роках почався масштабний видобуток срібла в мексиканському Гуанахуато. З відкриттям срібних копалень у Сакатекасі та болівійському Потосі у 1546 році великі партії срібла стали легендарним джерелом багатства. У 16 столітті Іспанія зберігала золото та срібло з Нової Іспанії на суму, еквівалентну 1,5 трильйона доларів США (за курсом 1990 року). Будучи наймогутнішими європейськими монархами у часи, сповнені війн та релігійних конфліктів, правителі Габсбургів витрачали свої багатства на війни та мистецтво по всій Європі. «Я навчився тут прислів'я», — сказав французький мандрівник у 1603 році: «В Іспанії все дороге, крім срібла». Витрачене срібло, яке раптово поширилося по Європі, яка раніше відчувала голод, спричинило широку інфляцію. Інфляція була посилена зростанням населення зі статичним рівнем виробництва, низькими зарплатами та зростанням вартості життя, що завдало шкоди місцевій промисловості. Іспанія дедалі більше ставала залежною від доходів, що надходили від торговельної імперії в Америці, що призвело до першого банкрутства Іспанії в 1557 році через зростання військових витрат. Король Іспанії Філіп II не виплачував борги в 1557, 1560, 1575 і 1596 роках. Підвищення цін у результаті обігу валюти сприяло зростанню комерційного середнього класу в Європі, буржуазії, яка стала впливати на політику та культуру багатьох країн.
Одним із наслідків інфляції, особливо у Великій Британії, було те, що фермери-орендарі, які тримали довгострокову оренду у лордів, відчули реальне зниження орендної плати. Деякі лорди вирішили продати свою орендовану землю, породивши дрібних землевласників, таких як йомени та джентльмени.

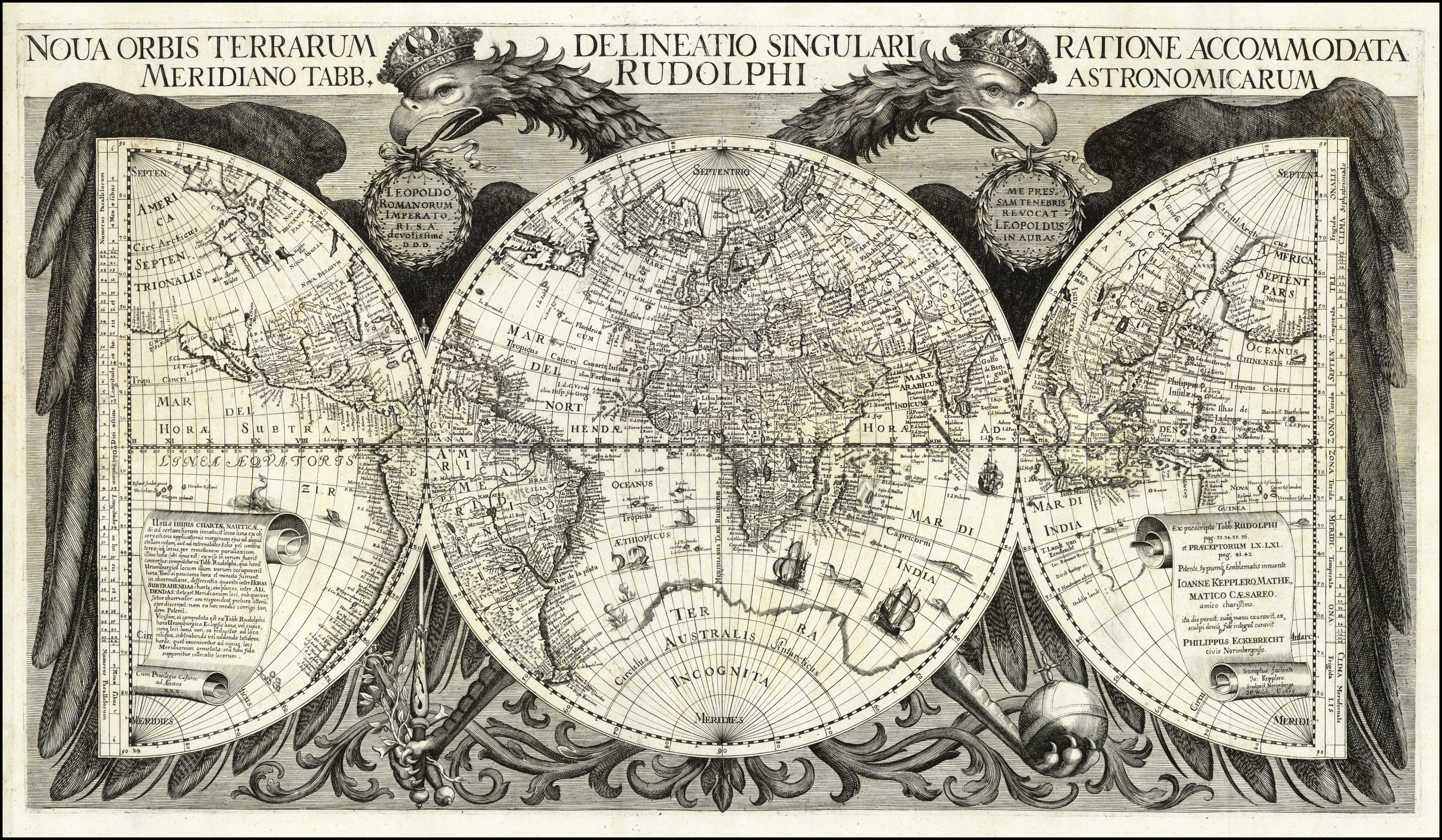
Карта світу з Рудольфових таблиць Йоганна Кеплера (1627), що містить багато нових відкриттів.
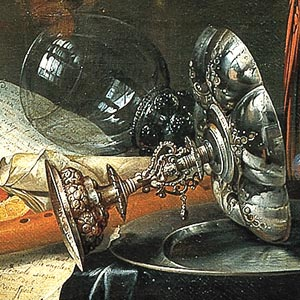
Ян Девідс де Хем, деталь срібного посуду з «Розкішно накритого столу з папугами », бл. 1650 рік
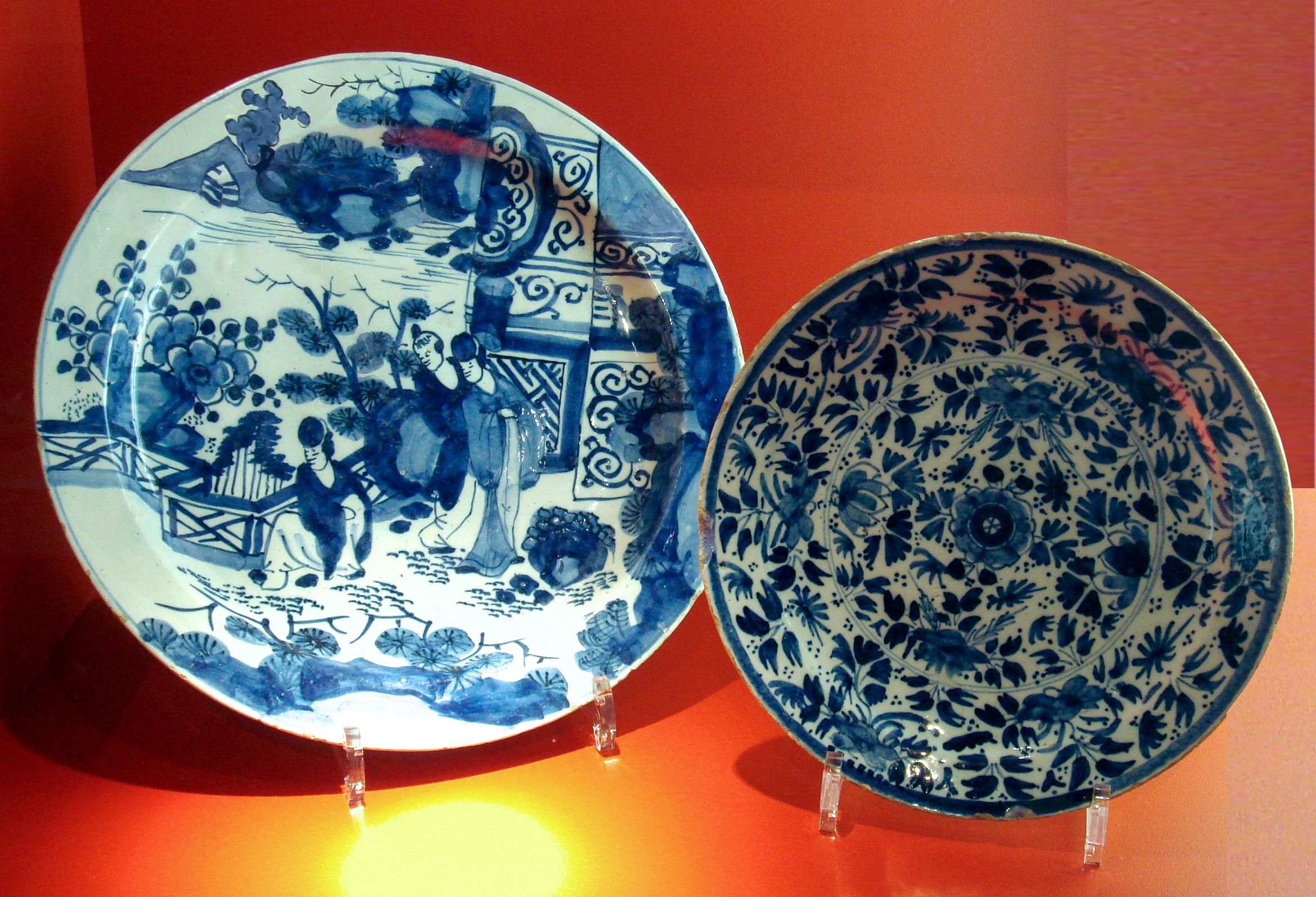
Делфтська порцеляна із зображенням китайських сцен, XVIII ст.  Музей Ернеста Коньяка

## Виноски
1. ↑  Здатність кораблів "йти проти вітру", характерна як для історичних суден, так і для будь-яких інших, полягає в поєднанні вітрильного озброєння та форми корпусу. Іншими важливими чинниками є кількість морського забруднення на корпусі, а корове стерно  дає явну перевагу перед рульовим веслом, частково через менший опір, але також завдяки гідродинамічному ефекту, який трохи зменшує свободу дій..[63]

## Першоджерела
- Castillo, Bernal Díaz del, John Michael Cohen (1963). The conquest of New Spain. Penguin Classics. с. 1. ISBN 978-0-14-044123-9.
- Galvano, Antonio. The Discoveries of the World from Their First Original Unto the Year of Our Lord 1555, issued by the Hakluyt Society. Kessinger Publishing. ISBN 978-0-7661-9022-1.
- Linschoten, Jan Huyghen van (2004). Voyage to Goa and Back, 1583–1592, with His Account of the East Indies: From Linschoten's Discourse of Voyages, in 1598. New Delhi, AES. ISBN 978-81-206-1928-9.
- Mancall, Peter C. (2006). Travel narratives from the age of discovery: an anthology. Oxford University Press US. ISBN 978-0-19-515597-6. Архів оригіналу за 26 липня 2022.
- Pires, Tomé, Armando Cortesão, Francisco Rodrigues (1990). The Suma oriental of Tome Pires: an account of the East, from the Red Sea to China, written in Malacca and India in 1512–1515; and, The book of Francisco Rodrigues: Pilot-Major of the armada that discovered Banda and the Moluccas. Asian Educational Services. ISBN 978-81-206-0535-0.
- Real Cédula aprobando la capitulación concedida por Carlos V a Francisco Pizarro para la conquista y población del Perú (ісп.). Biblioteca Virtual Miguel de Cervantes.